# Kilimandjaro
Vous lisez un « article de qualité » labellisé en 2009.  Il fait partie d'un « thème de qualité ».
Pour les articles homonymes, voir Kilimandjaro (homonymie).

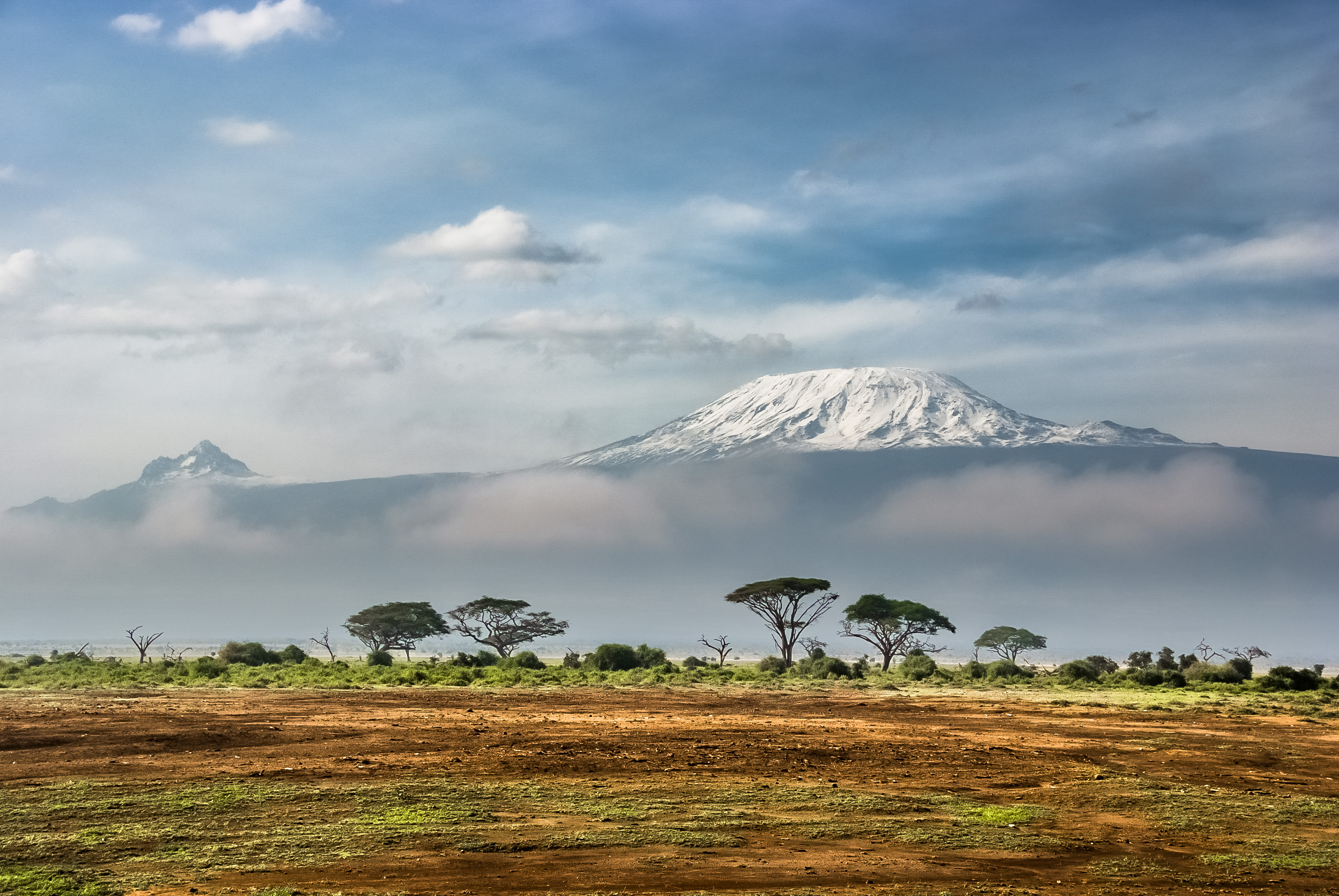
Le Kilimandjaro vu depuis le parc national d'Amboseli, Kenya. Mars 2012.

Le Kilimandjaro ou Kilimanjaro est une montagne située dans le Nord-Est de la Tanzanie et composée de trois volcans : le Shira à l'ouest, culminant à 3 962 mètres d'altitude, le Mawenzi à l'est, s'élevant à 5 149 mètres d'altitude, et le Kibo, le plus récent géologiquement, situé entre les deux autres et dont le pic Uhuru à 5 891,8 mètres d'altitude constitue le point culminant de l'Afrique. Outre cette caractéristique, le Kilimandjaro est connu pour sa calotte glaciaire sommitale en phase de retrait accéléré depuis le début du XXe siècle et qui devrait disparaître totalement d'ici 2030 à 2050. La baisse des précipitations neigeuses qui en est responsable est souvent attribuée au réchauffement climatique mais la déforestation est également un facteur majeur. Ainsi, malgré la création du parc national en 1973 et alors même qu'elle joue un rôle essentiel dans la régulation bioclimatique du cycle de l'eau, la ceinture forestière continue à se resserrer. En effet, la montagne est notamment le berceau des pasteurs maasaï au nord et à l'ouest, qui ont besoin de prairies d'altitude pour faire paître leurs troupeaux, et des cultivateurs wachagga au sud et à l'est, qui cultivent des parcelles toujours plus étendues sur les piémonts, malgré une prise de conscience depuis le début du XXIe siècle.
Après la surprise engendrée dans le milieu scientifique avec sa découverte pour les Européens par Johannes Rebmann en 1848, le Kilimandjaro a éveillé l'intérêt des explorateurs comme Hans Meyer et Ludwig Purtscheller qui parviennent au sommet en 1889 accompagnés de leur guide Yohanas Kinyala Lauwo. Par la suite, il a constitué une terre d'évangélisation que se sont disputée catholiques et protestants. Enfin, après plusieurs années de colonisation allemande puis britannique, il a vu l'émergence d'une élite chagga qui a été un pilier dans la naissance d'une identité nationale avec comme point d'orgue l'indépendance du Tanganyika en 1961.
Depuis, le Kilimandjaro est devenu une montagne emblématique, évoquée ou représentée dans les arts et symbolisée sur de nombreux produits à vocation commerciale. Elle est très prisée par les milliers de randonneurs qui réalisent son ascension tout en profitant de la grande diversité de sa faune et de sa flore.

## Toponymie et étymologie
Le nom utilisé pour désigner la montagne dans son ensemble est orthographié « Kilimandjaro » en français et Kilimanjaro en anglais. Elle est aussi appelée Ol Doinyo Oibor en maa, soit « Montagne blanche » ou « Montagne étincelante ». Son nom a été adopté en 1860 et viendrait du swahili Kilima Njaro. « Kilimandjaro » a tôt fait l'objet d'études toponymiques, Johann Ludwig Krapf y voyant la « Montagne de la splendeur » sans toutefois plus d'explications. En 1884, Gustav Adolf Fischer affirme que Njaro est un démon du froid, idée reprise par Hans Meyer lors de son ascension en 1889, mais Njaro n'est connu que des habitants de la côte et non de ceux vivant à l'intérieur des terres, qui par ailleurs ne croyaient qu'en des esprits bienfaiteurs. Joseph Thomson est le premier à supposer, en 1885, qu'il signifie « Montagne étincelante ». Si le diminutif kilima signifie « colline », « petite montagne », cette théorie n'explique pas pourquoi le mot mlima n'est pas utilisé pour désigner de manière moins impropre la « montagne » si ce n'est pour des raisons affectives ou par déformation. Njaro désignerait la blancheur, l'éclat en swahili mais cette entrée est absente des dictionnaires anciens ou contemporains de kiswahili et pourrait ne pas être employée dans la langue standard. Par ailleurs, en maa, ngaro ou ngare désigne l'eau ou les sources. Mais jaro peut aussi désigner une caravane en kichagga et une théorie alternative propose les termes kilmanare/kilemanjaare, kilelemanjaare ou encore kileajao/kilemanyaro dont le sens est respectivement « qui vainc l'oiseau » ou « le léopard » ou « la caravane ». Cependant, ce nom n'aurait été importé qu'au milieu du XIXe siècle chez les Wachagga qui avaient pour seule habitude de nommer séparément chacun des sommets connus par eux, rendant cette explication anachronique.
Le Kilimandjaro est formé de trois sommets principaux qui sont le Shira, le Mawenzi (en kichagga Kimawenze ou Mavenge signifiant « sommet fendu », cette apparence faisant l'objet d'une légende locale,) et le Kibo (en kichagga Kipoo ou Kiboo signifiant « tacheté » en raison d'un rocher sombre qui dépasse des neiges éternelles, aussi appelé Kyamwi, « le lumineux »). Ce dernier abrite le point culminant de l'ensemble, le pic Uhuru (terme swahili signifiant « liberté »). Il avait été baptisé Kaiser-Wilhelm-Spitze de 1889 à 1918 en l'honneur de Guillaume II d'Allemagne à la suite de la colonisation de l'Afrique orientale allemande par signature de traités entre Carl Peters et des chefs locaux, jusqu'au passage du Tanganyika sous administration britannique.

## Géographie

### Situation
|                                                                                                |  |  |
| Cartes topographiques de la Tanzanie (à gauche) et du Kilimandjaro et du mont Méru (à droite). |  |  |

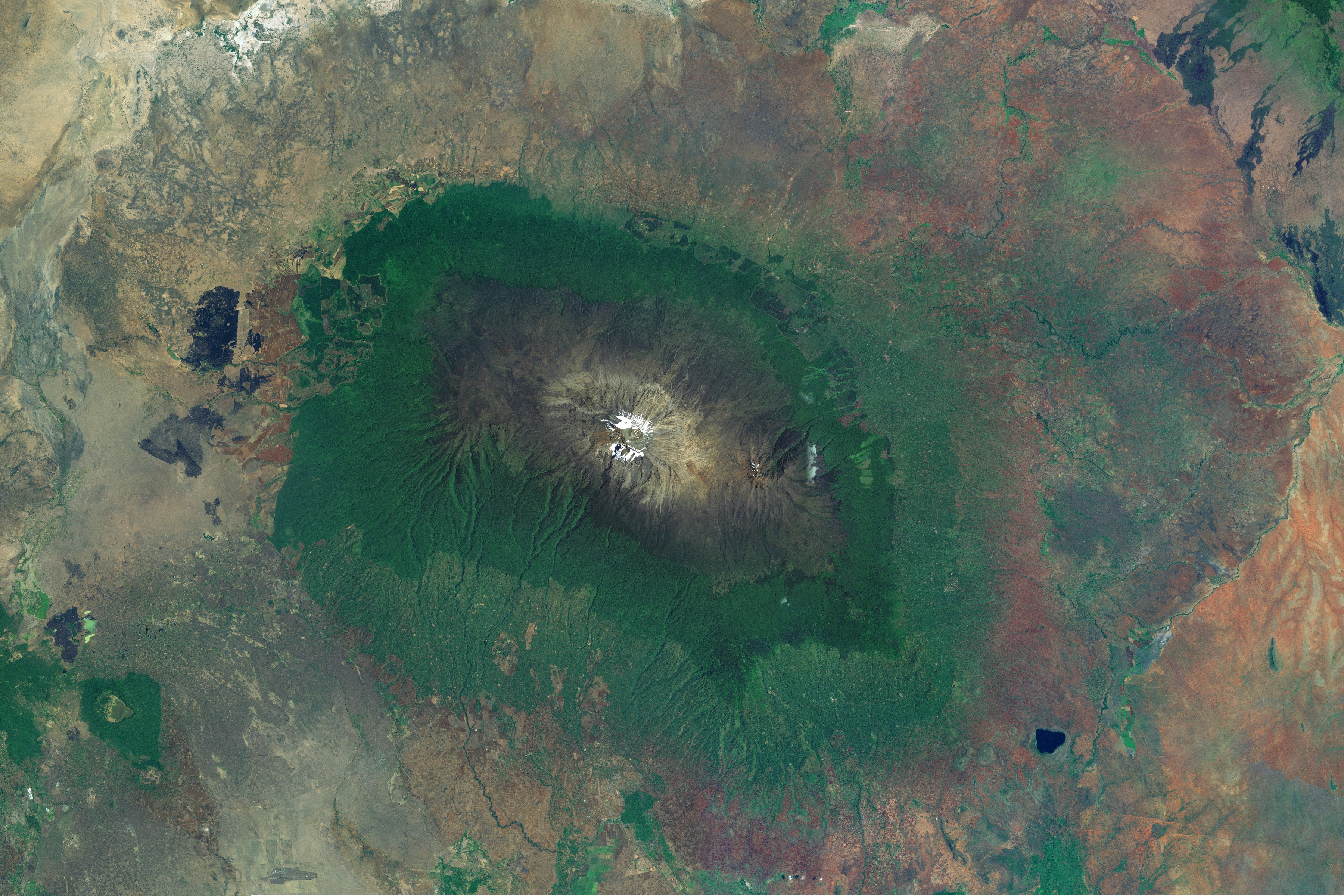
Image satellite du Kilimandjaro.

Le Kilimandjaro s'élève dans le Nord-Est de la Tanzanie à 5 891,8 mètres d'altitude selon des mesures réalisées en 2008 par positionnement GPS et gravimétrie, remplaçant la précédente valeur de 5 892 mètres obtenue en 1952 par une équipe britannique. Son altitude, qui a fait l'objet de mesures depuis 1889 avec des résultats variant de plus de cent mètres, en fait le point culminant de l'Afrique et donc un des sept sommets. Il se situe non loin de la frontière avec le Kenya qui passe au pied des versants nord et est de la montagne. Il émerge de manière solitaire de la savane qui l'entoure, la surplombant d'un dénivelé de 4 800 à 5 200 mètres, ce qui en fait la montagne isolée la plus haute du monde,. Il occupe la quatrième place parmi les sommets ayant le plus important isolement topographique du monde. Le plus proche sommet le dépassant en altitude est le Kuh-e Shashgal qui se situe en Afghanistan, dans l'Hindu Kush, à 5 509 kilomètres.
Le Kilimandjaro couvre une superficie de 388 500 hectares. La montagne est un complexe volcanique de forme ovale de 70 kilomètres du nord-ouest au sud-est par cinquante kilomètres du nord-est au sud-ouest, à 340 kilomètres au sud de l'équateur. Le mont Méru se trouve à 75 kilomètres au sud-ouest et le mont Kenya, deuxième sommet d'Afrique par l'altitude, à 300 kilomètres au nord. La ville la plus proche, Moshi, est située en Tanzanie, au sud de la montagne, et constitue le principal point de départ de son ascension. L'aéroport international du Kilimandjaro dessert depuis 1971, à cinquante kilomètres au sud-ouest du sommet, toute la région et ses parcs. Dodoma, la capitale, et Dar es Salam se trouvent respectivement à 380 kilomètres au sud-ouest et 450 kilomètres au sud-est alors que Nairobi n'est qu'à 200 kilomètres au nord-nord-ouest. La côte de l'océan Indien est à 270 kilomètres. Administrativement, le Kilimandjaro se trouve dans la région de Kilimandjaro, à cheval sur les districts de Hai, Moshi Rural et Rombo où se trouve le point culminant et la majeure partie de la montagne. Il est intégralement inclus dans le parc national du Kilimandjaro.

### Topographie

Animation représentant le Kibo en trois dimensions.

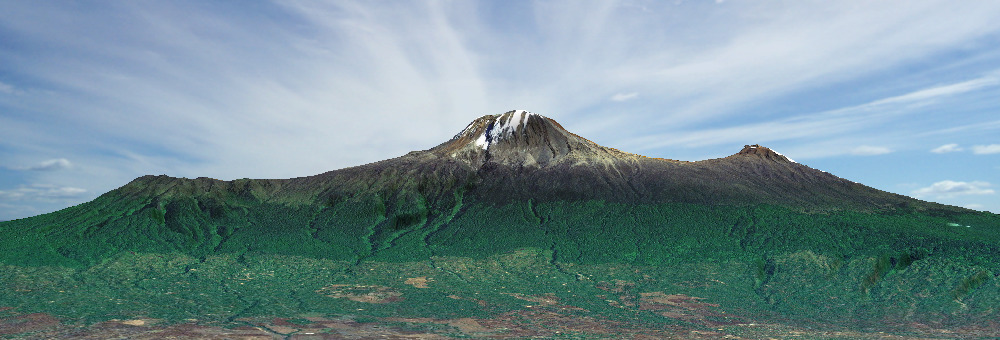
Le Kilimandjaro formé du Shira (à gauche), du Kibo (au centre) et du Mawenzi (à droite).

Image satellite légendée de la partie sommitale du Kibo.

Le Kilimandjaro est un stratovolcan de forme globalement conique. Il est composé de trois sommets principaux qui sont autant de volcans : le Shira à l'ouest avec 3 962 mètres d'altitude, le Kibo avec 5 891,8 mètres d'altitude au centre et le Mawenzi avec 5 149 mètres d'altitude à l'est. Le Kibo est couronné à son sommet d'une caldeira elliptique large de 2,4 kilomètres et longue de 3,6 kilomètres, renfermant un cratère appelée Reusch Crater de 900 mètres de diamètre au milieu duquel s'élève un cône de cendre de 200 mètres de diamètre nommé Ash Pit,. Le pic principal, sur le bord méridional de sa caldeira externe, s'appelle pic Uhuru, les autres points remarquables du Kibo étant Inner Cone à 5 835 mètres d'altitude, Hans Meyer Point, Gilman's Point, Leopard Point et Yohanas' Notch, une brèche nommée en l'honneur du guide qui accompagna la première ascension de la montagne. Au sud-ouest du sommet, un grand glissement de terrain a donné naissance, il y a 100 000 ans, à Western Breach qui domine la Barranco Valley. Le Mawenzi est parfois considéré comme le troisième plus haut sommet du continent après le mont Kenya. Il est fortement érodé et a désormais l'apparence d'un dyke dont se détachent Hans Meyer Peak, Purtscheller Peak, South Peak et le Nordecke. À leur base, plusieurs gorges partent en direction de l'est, en particulier Great Barranco et Lesser Barranco. The Saddle, en français « la selle », est un plateau de 3 600 hectares entre le Mawenzi et le Kibo. Le Shira, duquel se détache Johnsell Point, est constitué par un demi-cratère égueulé dont il ne reste que les rebords sud et ouest. Au nord-est de celui-ci, sur 6 200 hectares, la montagne présente une autre surface en forme de plateau. Environ 250 cônes satellites sont présents de part et d'autre de ces trois sommets sur un axe nord-ouest/sud-est.

### Hydrographie

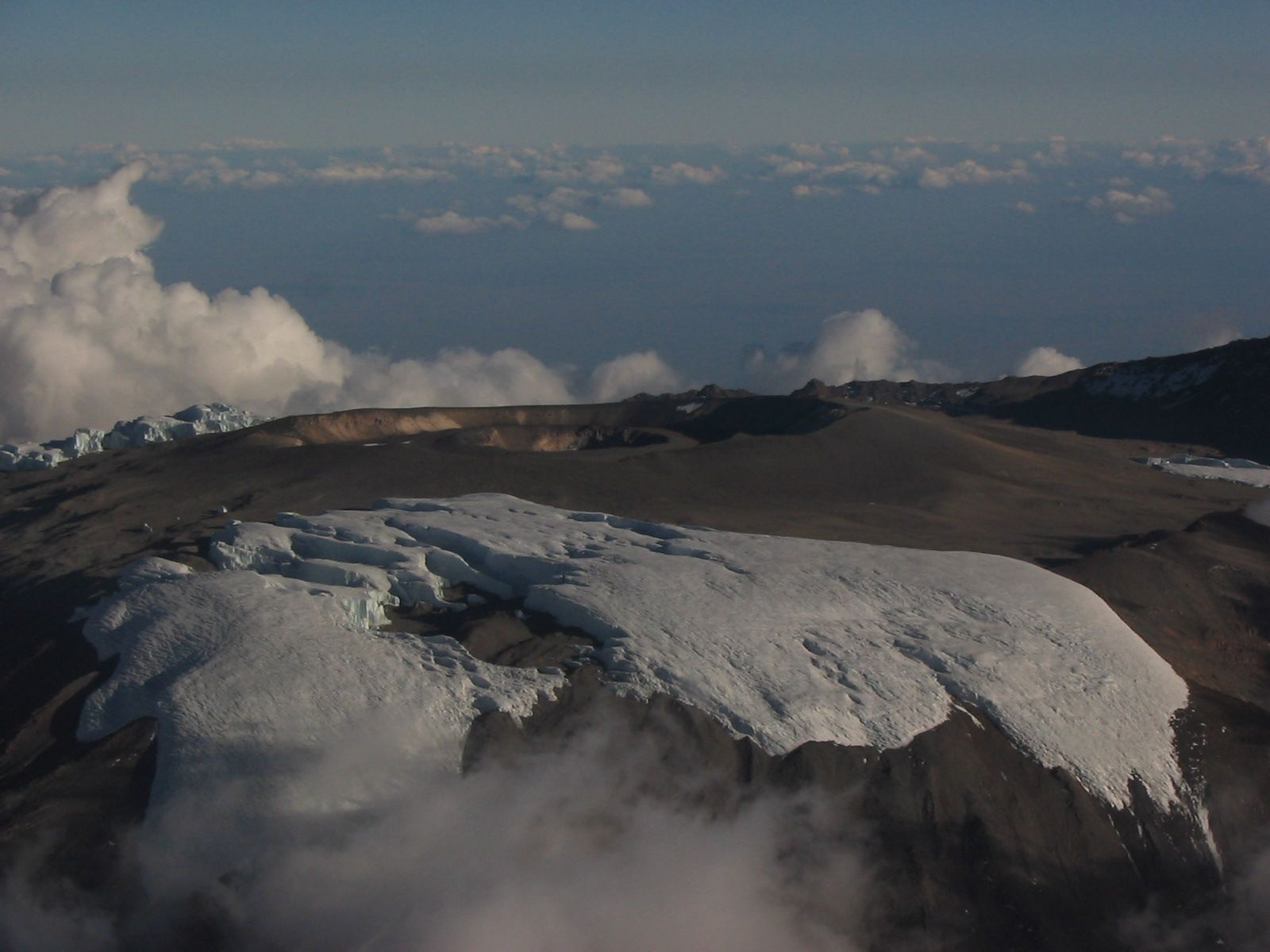
Vue aérienne du versant nord-ouest du Kibo avec les glaciers et la double caldeira sommitale en 2004.

La calotte locale du Kilimandjaro est confinée au Kibo. Elle couvrait en 2003 une surface cumulée de 2 km2. Elle est constituée par le glacier Furtwängler sur la partie sommitale, des glaciers Drygalski, Great Penck, Little Penck, Pengalski, Lörtscher Notch et Credner au niveau du champ de glace Nord (en anglais Northern Icefield), des glaciers Barranco (ou Little et Big Breach), Arrow et Uhlig à l'ouest, des glaciers Balletto, Diamond, Heim, Kersten, Decken, Rebmann et Ratzel au niveau du champ de glace Sud (en anglais Southern Icefield) et enfin du champ de glace Est (en anglais Eastern Icefield). La variabilité géographique des précipitations et de l'ensoleillement explique la différence de taille entre les différents champs de glace.

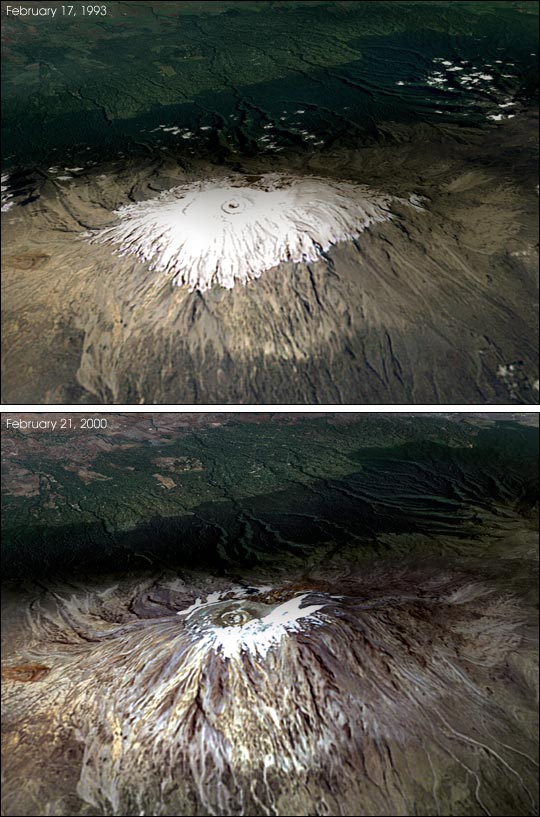
Illustration de la régression des neiges et des glaciers au sommet du Kilimandjaro entre le 17 février 1993 (en haut) et le 21 février 2000 (en bas).

Cette calotte était autrefois clairement visible, mais elle est désormais en phase de retrait rapide. Elle couvrait une superficie de 12,1 km2 en 1912, 6,7 km2 en 1953, 4,2 km2 en 1976 et 3,3 km2 en 1996. Au cours du XXe siècle, elle a perdu 82 % de sa superficie. Elle a perdu en moyenne 17 mètres d'épaisseur entre 1962 et 2000. Elle est de plus en plus ténue, en particulier sur le versant septentrional, où le retrait est plus prononcé, avec environ 30 % de perte en volume et en surface depuis le début du siècle, si bien que le glacier Credner s'est totalement détaché du champ de glace Nord en 2012 et devrait disparaître en 2030, suivi entre 2040 et 2045, au rythme actuel, par les autres glaciers septentrionaux et sommitaux,. La glace sur le versant méridional pourrait perdurer quelques années supplémentaires en raison de conditions climatiques locales différentes. La situation actuelle serait comparable à celle présente il y a 11 000 ans d'après des carottages de glace.

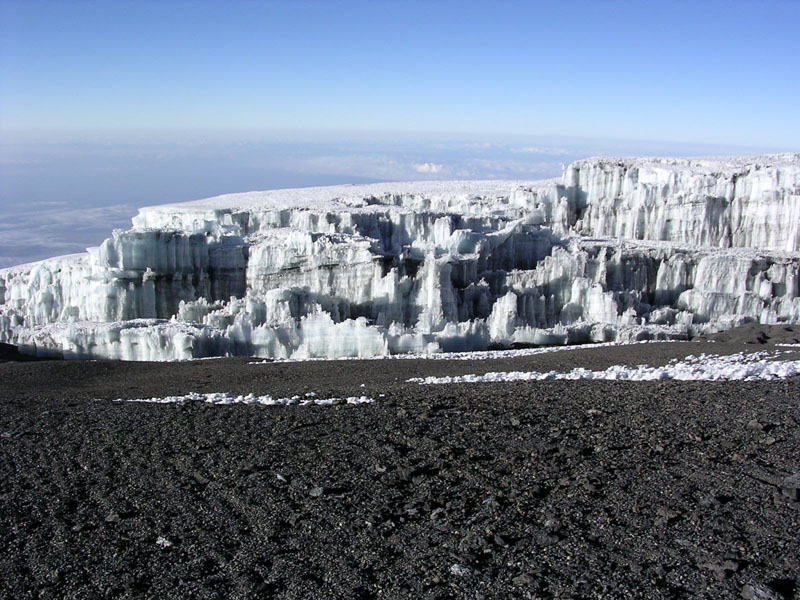
Aspect acéré caractéristique de la glace au sommet du Kilimandjaro.

La calotte du Kilimandjaro diminue depuis 1850 environ, en raison d'une baisse naturelle des précipitations de l'ordre de 150 millimètres, mais cette tendance s'est sensiblement accélérée au cours du XXe siècle. Le réchauffement climatique actuel est le plus souvent mis en cause dans cette rapide disparition, le glacier ayant résisté il y a 4 000 ans à une sécheresse longue de 300 ans,. Ainsi, la température moyenne journalière aurait augmenté de 3 °C au cours des trente dernières années à Lyamungu, à 1 230 mètres d'altitude sur le versant méridional. Toutefois, la température restant constamment inférieure à 0 °C à l'altitude où se situent les glaciers, Georg Kaser de l'université d'Innsbruck et Philip Mote de l'université de Washington ont montré que la forte régression du glacier est surtout due à une baisse des précipitations,. Celle-ci pourrait être liée à une évolution locale provoquée par la déforestation qui se traduit par un resserrement de la couverture végétale épaisse et une diminution de l'humidité atmosphérique. Un parallèle est mis en évidence entre la diminution de la calotte glaciaire et le taux de recul de la forêt, surtout intense au début du XXe siècle et en voie de stabilisation,. Quoi qu'il en soit, ainsi que le témoigne la forme acérée caractéristique des glaces, le glacier est sublimé par le rayonnement solaire, après quelques décennies humides au XIXe siècle. Ce phénomène est vraisemblablement accéléré par une faible diminution de l'albédo au cours du XXe siècle, particulièrement dans les années 1920 et 1930. L'autre phénomène qui entraîne la diminution des glaciers est causé par l'absorption de chaleur au niveau de la roche volcanique sombre et sa diffusion à la base des glaciers. Ceux-ci fondent, deviennent instables et se fracturent, augmentant la surface exposée au rayonnement solaire.
Les cours d'eau issus de la fonte des glaces alimentent significativement deux rivières de la région mais 90 % des précipitations sont capturées par la forêt. La disparition des glaciers ne devrait donc pas avoir un impact direct durable sur l'hydrologie locale, contrairement à la déforestation et à la pression anthropique qui se traduit par une multiplication par quatre des détournements d'eau pour l'irrigation depuis quarante ans. Les forêts du Kilimandjaro recevraient 1,6 milliard de mètres cubes d'eau par an, dont 5 % par précipitations néphéléniques (par contact des nuages de brouillard avec la forêt). Deux tiers retournent vers l'atmosphère par évapotranspiration. La forêt joue donc un triple rôle de réservoir : dans le sol, dans la biomasse et dans l'air. Depuis 1976, les précipitations néphéléniques ont diminué en moyenne de vingt millions de mètres cubes par an, soit le volume de la calotte actuelle tous les trois ans environ et 25 % de moins en trente ans, ce qui équivaut à la consommation annuelle en eau potable d'un million de Wachagga.

### Géologie

#### Tectonique

Carte géologique simplifiée de la vallée du Grand Rift et des principaux volcans associés.

Au cours du Jurassique et du Crétacé, une érosion se met en place au niveau de la région correspondant à l'actuel Kilimandjaro. C'est alors un plateau composé de gneiss et de granulite datant du Précambrien. Le relief est progressivement aplani : des plaines se forment au nord et à l'est, des inselbergs apparaissent au nord-ouest et au sud-est, les alluvions cristallines sont évacuées vers le sud à partir du Paléocène.
La vallée du Grand Rift qui parcourt l'Afrique de l'Est du nord au sud naît au Miocène avec le début de scission de la plaque somalienne à partir de la plaque africaine. Dans la région correspondant à une branche orientale de ce rift, des failles apparaissent au Pliocène et les alluvions s'entassent, recouvrant la plupart des inselbergs. Les failles favorisent l'ouverture de grabens et la remontée de magma. Le Kilimandjaro comme le mont Méru émergent au niveau d'un graben qui prend une orientation ouest-nord-ouest—est-sud-est, formant le seuil d'Amboseli.

#### Orogenèse

Carte géologique simplifiée du Kilimandjaro.

Le volcanisme du Kilimandjaro débute au cours du Pliocène ; la construction de son édifice se serait déroulée en quatre grandes phases, durant lesquelles ont été émis 5 000 km3 de roches volcaniques. Les trois dernières ont formé les stratovolcans imbriqués qui constituent le Shira, le Kibo et le Mawenzi. Le rift orienté ouest-nord-ouest—est-sud-est qui les traverse a également donné naissance à de nombreux cônes satellites, répartis en approximativement huit zones. Quelques bouches éruptives situées au sommet semblent avoir été actives pendant l'Holocène.
Naissance du paléo-volcan de Kilema
Cette phase, probablement antérieure à 2,5 millions d'années, est très mal connue en raison du faible nombre de datations radiométriques effectuées sur le volcan et de l'enfouissement des coulées sous d'autres plus récentes. Trois indices géomorphologiques viennent pourtant soutenir son existence.
Des strates en inversion de relief sont présentes au niveau des dorsales de Kilema au sud, Kibongoto au sud-ouest et Ol Molog au nord-ouest. La modélisation de l'édifice qui en serait responsable permet de déterminer que les coulées sont issues de rifts et ont comblé les failles principales du graben.
À l'ouest, entre les dorsales d'Ol Molog et de Kibongoto, le relief particulier en forme de caldeira ouverte ou de cirque naturel a accueilli le Shira qui l'a rempli en partie. Le produit de l'érosion a été évacué vers l'ouest puis recouvert par le mont Méru. Il est responsable de la singularité d'orientation du rift dans la région.
Un relief relativement similaire marqué par la dépression de Rau est présent au sud, entre les dorsales de Kibongoto et de Kilema. Il est en partie comblé par les produits du Kibo, situé à son extrémité septentrionale. Toutefois, plus au sud, sur les rives du lac Nyumba ya Mungu, des dépôts volcaniques pourraient confirmer l'hypothèse d'un éventrement du versant méridional du paléo-volcan.
Au total, le volume émis par ce paléo-volcan pourrait représenter près des deux tiers du volume actuel.
Naissance du Shira
Le début de cet événement remonte à 2,5 à 2 millions d'années. Il est caractérisé par d'importantes émissions volcaniques à la jonction et le long des dorsales d'Ol Molog (ou Shira Nord) et de Kibongoto, orientées grossièrement nord / sud. Un volcan bouclier basaltique (trachy-basaltes, ultramafites, néphéline) relativement allongé se met en place à partir de pyroclastites, de tufs et de laves. Parallèlement, des coupes de terrain mettent en évidence une inclinaison accentuée des coulées, montrant par là que l'édifice prend de la hauteur.
Le Shira est caractérisé par une caldeira ouverte vers le nord-est mais dont les remparts sont encore fortement marqués à l'ouest et au sud. Une centaine de dykes, témoins d'une ultime activité du Shira, s'élèvent en son centre. Elle a peut-être été doublée par une caldeira externe dont il reste peu de traces. L'érosion, principalement glaciaire, puis les émissions du Kibo ont fortement modelé le relief du Shira.
Naissance du Mawenzi
Le début de cet événement remonte à 1,1 à 0,7 million d'années. Il résulte de la migration vers l'est, au niveau de l'ancienne dorsale de Kilema, de l'activité volcanique. Celle-ci s'avère relativement faible mais continue et se déroule en deux étapes principales. Dans un premier temps, le Mawenzi connaît des intrusions basaltiques dont la structure est appelée Neumann Tower ainsi que des extrusions fines de trachy-basaltes et de trachy-andésite qui forment des cônes et des necks érodés : South Peak, Pinnacle Col et Purtscheller Peak. L'érosion post-volcanique est très importante et, en raison de la finesse des matériaux (tufs, cendres), le relief prend un aspect chaotique, très déchiqueté, laissant émerger des sills. Dans un second temps, vers 0,6 à 0,5 million d'années avant notre ère, une ou plusieurs nuées ardentes éventrent le rebord nord-est de la caldeira de 65 kilomètres de diamètre. Un volcanisme de type péléen se met en place avec des émissions de pyroclastites et des lahars dont on retrouve les traces jusqu'au Kenya. À la fin de ces éruptions, le Mawenzi est soumis à une seconde érosion du fait de l'englacement de la montagne.
Naissance du Kibo
Cet événement remonte à 0,6 à 0,55 million d'années et demeure le mieux connu. Cinq étapes ont été identifiées jusqu'à nos jours. Jusqu'à 0,4 million d'années avant notre ère, un stratovolcan de forme conique se forme, comparable au Mawenzi, probablement au-dessus de la dorsale de Kibongoto. Les éruptions sont irrégulières et favorisent une érosion et des dépôts morainiques engendrés par la première période de glaciation. Elles sont constituées de trachytes, de trachy-andésites à oligoclases, de trachy-basaltes et de basaltes à olivine, avec présence de phénocristaux de feldspaths. Elles se concluent par un événement explosif appelé Weru Weru, à base de pyroclastites et de lahars, au sud et sud-ouest de la caldeira, ainsi que par les premières irruptions de cônes secondaires dans la zone d'Ol Molog. Entre 0,4 et 0,25 million d'années avant notre ère, un nouveau dôme de trachytes et de phonolites se forme à 1,6 kilomètre au nord-est. Il émet des coulées de lave à porphyre (Rhomb) qui provoquent l'effondrement de l'édifice et l'apparition d'intrusions de syénites. La deuxième période de glaciation provoque une nouvelle érosion. Un lac se forme comme l'atteste la présence de pillow lavas. Entre 0,25 et 0,1 million d'années avant notre ère, des explosions de type plinien se succèdent. Des retombées se produisent jusqu'au Kenya. L'érosion causée par la troisième période de glaciation entraîne un effondrement partiel et la vidange de la caldeira elliptique de 1,9 × 2,3 kilomètres, notamment par des lahars et des nuées ardentes. Entre 100 000 et 18 000 ans, la caldeira et le dôme actuels se forment à l'intérieur des restes de la précédente. Les traces d'éruptions phréatiques et d'érosion valident l'existence des quatrième et cinquième glaciations, entrecoupées d'épisodes plus humides avec existence d'aquifères à l'Holocène. Enfin, entre 18 000 et 5 000 ans, le Kibo accueille un lac de lave. Sa vidange crée le Pit Crater en couvrant le sommet de scories et le versant nord de coulées de lave.
Alors que sa dernière éruption sommitale remonte à plus de 500 ans, le Kilimandjaro connaît encore des secousses sismiques et émet parfois des fumerolles à base de dioxyde de carbone, de dioxyde de soufre et d'acide chlorhydrique au fond du cratère Reusch, dont la température en surface atteint 78 °C. Des scientifiques ont conclu en 2003 que du magma était présent à 400 mètres de profondeur sous le sommet. Du reste, plusieurs effondrements et glissements de terrain ont eu lieu dans le passé, l'un d'entre eux créant la Western Breach (« brèche occidentale »). Les dernières éruptions se sont déroulées le long de la dorsale de Rombo et au maar du lac Chala mesurant 3,2 kilomètres de diamètre, plus de 90 mètres de profondeur et situé au sud-est du volcan. Elles sont soit de type strombolien, soit vulcanien, soit hawaïen, soit quelquefois successivement l'une ou l'autre ou les trois. Ceci témoigne de la complexité des cycles d'ouverture du rift et de migration au niveau des dorsales du volcan et de différenciation du magma. Ces éruptions ont créé des cônes satellites d'une centaine de mètres de hauteur.

#### Composition des sols
Les sols bruns du Paléocène en altitude attestent de la variation de la couverture forestière. Ainsi, le Kilimandjaro a connu des périodes favorables au développement de la végétation entre -30000 et -40000 et entre -6000 et -8000. Les périodes froides défavorables entraînent au contraire une forte érosion, notamment par solifluxion. On trouve encore de tels phénomènes en marge des glaciers actuels. L'étude des sols met également en évidence une plus forte saisonnalité qu'au Pliocène.

### Climat

#### Climat passé

##### Généralités
Le climat passé est déterminé en utilisant plusieurs méthodes dont l'étude des niveaux des lacs, le débit des rivières, les systèmes de dunes, l'extension des glaciers ou encore les pollens. Plus on recule dans le temps, plus les signaux deviennent approximatifs. Alors que le climat peut être inféré pour un endroit spécifique il y a 20 000 ans, il faut considérer le climat de quasiment tout le continent africain et ajuster les résultats en utilisant des analogies pour retracer ce qu'il était il y a cinq millions d'années. Les difficultés liées à remonter sur une aussi longue période comprennent une inégalité de la répartition des enregistrements et un manque de végétation fossile dû à des conditions défavorables.
Sur de grandes échelles de temps, le climat est régi par les cycles de Milanković changeant la quantité de rayonnement solaire qui atteint la Terre. L'affaiblissement ou le renforcement de la mousson joue également un rôle important. F. Sirocho et son équipe suggèrent que la force de la mousson est en lien avec l'albédo dans l'Himalaya. Des températures plus froides dans l'hiver de l'hémisphère nord entraînent une plus grande réflexion des rayons sur la neige et la glace, des moussons d'été plus faibles et finalement un climat plus sec en Afrique de l'Est. La force de la mousson est liée aux cycles de Milanković avec un décalage d'environ 8 000 ans. Généralement, le maximum de la mousson survient 2 500 ans après un minimum glaciaire et correspond à un minimum des températures de la surface océanique.
Depuis le début du Quaternaire, l'hémisphère nord a subi vingt-et-un âges glaciaires majeurs ressentis jusqu'en Afrique de l'Est. Les traces de ces refroidissements climatiques en Afrique de l'Est sont observées au Kilimandjaro, au mont Kenya, dans la chaîne du Rwenzori et au mont Elgon. Ce sont toutes des poches isolées d'écosystèmes alpins similaires avec une faune et une flore identiques. Cela signifie que cet écosystème a dû être plus étendu, à faible altitude, et recouvrir chacune de ces montagnes. Cependant, des poches de l'écosystème actuel des plaines ont dû subsister, sans quoi les espèces animales de ce milieu seraient éteintes. Une explication alternative suggère que sur cette échelle de temps de plusieurs millions d'années, la probabilité que des tornades aient transporté la flore et la faune entre les montagnes est forte.

##### Histoire climatique régionale
Au début de la formation du volcan, il y a 2,5 millions d'années, survient le premier des vingt-et-un âges glaciaires majeurs du Quaternaire dans l'hémisphère nord. L'Afrique tropicale subit des températures plus basses qu'à présent. Une période d'un million d'années, plus sèche, s'ensuit, une tendance qui se poursuit globalement aujourd'hui.
Il y a 150 000 ans se produit le maximum de la glaciation de Riss, l'avant-dernière glaciation majeure, la plus étendue du Pléistocène. Elle est suivie par l'interglaciation de Eem, plus humide et plus chaude que l'époque actuelle. Ensuite, une phase aride de −100 000 à −90 000 est responsable de la formation de dunes jusqu'en Afrique australe remplacée par une courte mais intense phase froide de −75 000 à −58 000. Vers la fin de cette période, le premier des évènements de Heinrich (H6) survient, relâchant une grande quantité de glace dans l'Atlantique Nord, entraînant des températures plus froides dans l'hémisphère nord et une diminution de l'intensité de la mousson,. D'autres évènements de Heinrich se succèdent avec un assèchement associé du climat est-africain à -50, -35, -30, -24, -16 et finalement -12 milliers d'années, au Dryas récent. Selon des données collectées dans le bassin du Congo, la période de −31 000 à −21 000 est sèche et froide, avec l'étagement végétal qui s'abaisse. Les espèces forestières présentes en haute montagne sont de plus en plus des espèces de basse montagne, très répandues à faible altitude. Cependant, Lowe et Walker suggèrent que l'Afrique de l'Est était plus humide qu'actuellement. Ce désaccord peut s'expliquer par la difficulté d'associer différents lieux géographiques donnés avec les dates.
Le dernier maximum glaciaire se déroule de −23 000 à −14 000 avec une phase très aride en Afrique, avec des déserts s'étendant des centaines de kilomètres plus au sud que de nos jours. La mousson d'été est très faible, les températures sont de 5 à 6 °C inférieures aux températures actuelles et un retrait général de la forêt humide se produit,. Les moraines datant de la fin du dernier maximum glaciaire en Afrique de l'Est montrent que la mousson de sud-est de l'époque est plus sèche que la mousson de nord-est actuelle, déjà relativement peu humide. Les stratus ont pu avoir de larges conséquences dans cette tendance froide et peu pluvieuse.
Il y a 13 800 ans, le climat redevient humide et les forêts de montagne s'étendent de nouveau. La mousson se renforce, le niveau des lacs et le débit des rivières en Afrique de l'Est augmentent,. La végétation alpine est limitée par les températures et non plus par la sécheresse. Avant le Dryas récent, les températures atteignent leurs valeurs actuelles mais la couverture forestière reste incomplète, et lorsque cette période commence, la mousson s'affaiblit et le niveau des lacs d'Afrique de l'Est diminue. Finalement, les forêts atteignent leur couverture et leur densité actuelles après le Dryas récent, lorsque le climat redevient humide. Pendant les 5 000 ans suivants, la tendance hygrométrique se poursuit globalement malgré de nouvelles oscillations,,. Au cours des 5 000 dernières années et jusqu'à aujourd'hui, la mousson faiblit progressivement. Un minimum des températures survient voici 3,7 à 2,5 milliers d'années puis durant le petit âge glaciaire, ressenti entre 1300 et 1900, alors qu'un pergélisol subsiste sur les montagnes.

##### Glaciations du Kilimandjaro

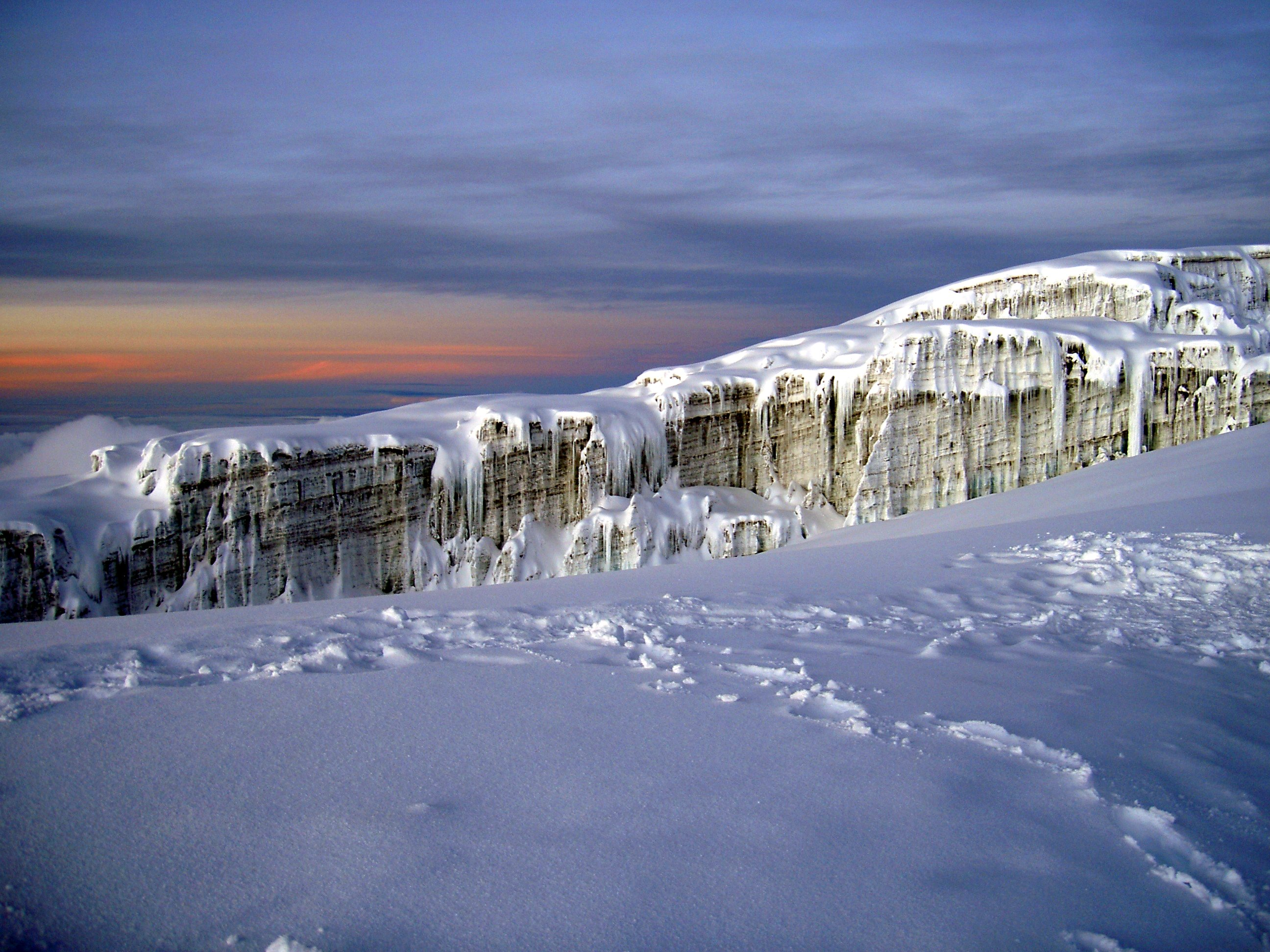
Le champ de glace Sud sous la neige.

Les glaciations en Afrique de l'Est sont associées à un climat plus froid et plus sec avec des précipitations plus faibles qui subsistent sous forme de neige. Les stratus qui auraient dominé durant ces glaciations ont pu avoir de larges conséquences dans cette tendance froide et peu pluvieuse.
La datation des glaciations du Kilimandjaro est possible grâce à l'étude de sa géomorphologie : moraines, vallées glaciaires, cirques, lacs glaciaires. Ainsi, cinq glaciations ont été mises en évidence sur le Kibo. La plus ancienne remonte à 500 000 ans et a été attestée au pied du site appelé Lava Tower, à l'ouest du sommet. La deuxième glaciation date de 300 000 ans et s'avère clairement visible en particulier à Bastion Stream, près du site précédent, et un peu partout sur le volcan où elle a créé des vallées en auge, en particulier sur le versant méridional. La troisième glaciation remonte à 150 000 ans et demeure sans doute une des plus importantes de l'histoire du volcan. Elle est suivie par la quatrième glaciation entre −70000 et −50000 qui voit une forte avancée dans la South East Valley. La cinquième glaciation, il y a 18 000 ans environ, est datée au niveau du cratère sommital. Un cycle plus chaud se prolonge depuis 11 700 ans même si d'ultimes séries d'avancées glaciaires mineures se produisent probablement au petit âge glaciaire et laissent des moraines au bas des glaciers actuels. Seules les trois dernières glaciations sont visibles au Mawenzi et uniquement la troisième sur le Shira bien que des indices de glaciations plus anciennes sont présents.

#### Climat actuel

##### Températures et précipitations

Diagramme des précipitations moyennes en sept points situés sur le versant méridional du Kilimandjaro.

Les conditions climatiques varient en fonction des versants du Kilimandjaro. Ainsi, sur le versant méridional, il tomberait 850 millimètres de précipitations par an à Moshi à 800 mètres d'altitude, 992 millimètres à Kikafu à 960 mètres d'altitude, 1 663 millimètres à Lyamungu à 1 230 mètres d'altitude et 2 184 millimètres à Kibosho à 1 479 mètres d'altitude tandis que sur le versant oriental, il tomberait 1 484 millimètres à Mkuu à 1 433 mètres d'altitude ; ces données sont toutefois à prendre avec précaution en raison des différentes méthodes utilisées. Le pic altitudinal de précipitations se situerait entre 2 400 et 2 500 mètres d'altitude sur le versant méridional et n'est pas encore déterminé sur les autres versants. Au-delà, le modèle pluviométrique se complexifie avec l'apparition de précipitations par contact, qualifiées de « néphéléniques », au niveau des forêts puis une très nette diminution avec 1 300 millimètres au refuge Mandara à 2 740 mètres d'altitude, 525 millimètres au refuge Horombo à 3 718 mètres d'altitude et moins de 200 millimètres par an au refuge Kibo au-dessus de 4 630 mètres d'altitude. Les échanges par convection qui constituent le cycle de l'eau entre les différents étages de végétation du Kilimandjaro sont très importants sur le plan bioclimatique.
Au pied du Kilimandjaro, la température annuelle moyenne est de 23,4 °C alors qu'elle est de 5 °C à 4 000 mètres d'altitude et de −7,1 °C au sommet du Kibo. En conséquence, son gradient thermique adiabatique est d'environ 0,6 °C tous les cent mètres.

##### Variations journalières
Entre 4 000 et 5 000 mètres d'altitude, des écarts thermiques relatifs de 40 °C peuvent se produire entre la nuit et le jour,,.
Durant les deux saisons humides, le Kilimandjaro est presque constamment entouré de nuages et des précipitations peuvent tomber à toute heure de la journée. En revanche, durant les deux saisons sèches, la montagne subit des variations météorologiques journalières qui suivent un modèle régulier. Le matin est clair et frais avec peu d'humidité. La montagne est éclairée directement par les rayons du soleil et les températures augmentent rapidement jusqu'à un pic entre sept heures et dix heures. La différence est maximale vers 2 800 mètres d'altitude. Dans le même temps, les pressions atteignent leur maximum généralement à dix heures. À basse altitude, des nuages commencent à se former. Les vents anabatiques causés par l'air chaud ascensionnel entraînent progressivement ces nuages vers le sommet en début d'après-midi, causant une chute progressive des températures à moyenne altitude. Entre dix heures et quinze heures, l'humidité est au maximum entre 4 000 et 5 000 mètres d'altitude et le rayonnement solaire au sol est le moins intense. À seize heures, la pression atteint un creux. Les nuages poursuivant leur ascension, atteignent finalement les courants d'air sec de l'est, laissant place à un temps dégagé à partir de dix-huit heures. Un autre pic de température a alors lieu entre 3 200 et 3 600 mètres d'altitude.

##### Système climatique saisonnier
Modèle contemporain

Les cellules de Hadley contrôlent la zone de convergence intertropicale qui est responsable de la mousson dans l'océan Indien.

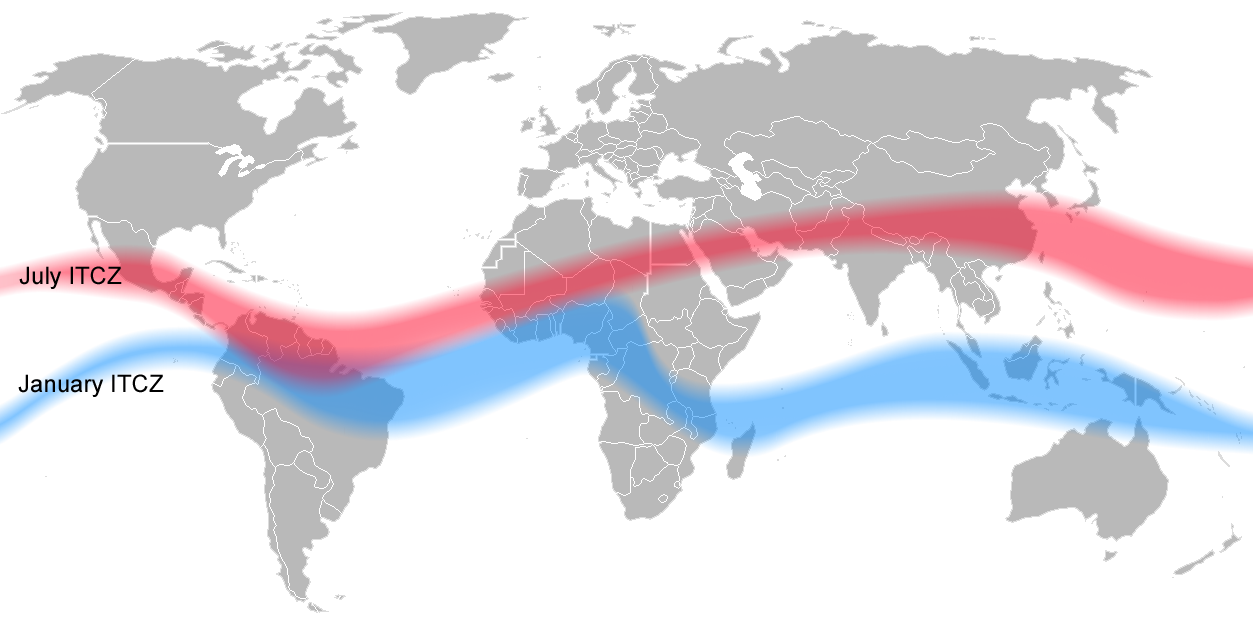
En janvier, la zone de convergence intertropicale (ZCIT) est à sa position la plus méridionale au-dessus de Madagascar. En juillet, sa position la plus septentrionale est au-dessus du Tibet. Lorsqu'elle passe de l'un à l'autre de ces extrêmes, le Kilimandjaro connaît une saison humide.

Le Kilimandjaro est soumis à un climat tropical de savane. Il se caractérise par une saison sèche prononcée de mi-mai à mi-octobre avec des températures tempérées puis une courte saison des pluies de mi-octobre à fin novembre connue sous le nom de short rains, en français « courtes pluies », suivie d'une période chaude et sèche de début décembre à fin février et enfin une longue saison des pluies de début mars à mi-mai, les long rains, en français « longues pluies ».
La ceinture de basse pression autour de l'équateur, connue sous le nom de zone de convergence intertropicale (ZCIT) est responsable de l'alternance des saisons sèches et humides. Durant les deux saisons sèches, la ZCIT se situe au-dessus de la péninsule Arabique au mois de juillet, puis entre le sud de la Tanzanie et le nord de la Zambie en mars. Lorsque les basses pressions passent d'un extremum à l'autre, la région connaît une saison humide. La quantité de précipitation varie d'une année à l'autre et dépend de la température de surface de la mer sur l'océan Atlantique et l'océan Indien ainsi que du phénomène El Niño. Des eaux chaudes et un El Niño fort entraînent des précipitations abondantes.
Tout au long de l'année, excepté en janvier, une basse pression située au-dessus du Tibet entraîne des vents en forme de fer à cheval depuis l'océan Indien, au-dessus de l'Afrique de l'Est puis jusqu'en Inde. Localement, sur le Kilimandjaro, l'effet donne des vents prédominants de sud-est. En janvier, une inversion se produit avec des vents de nord-est. Le Kilimandjaro, qui s'élève abruptement, devient un obstacle majeur à ces vents dominants. Durant la saison humide, la mousson de l'océan Indien apporte de l'air saturé en eau, parfaitement stratifié et nuageux. Il est la plupart du temps dévié autour des flancs de la montagne pour finalement l'encercler, en particulier de juin à octobre.
Les saisons vues par les Wachagga
La différence majeure entre le modèle saisonnal ressenti traditionnellement par les Wachagga et la vision moderne est l'existence d'une cinquième saison appelée « saison des nuages », déduite de leur connaissance de la frange altitudinale basse à moyenne sur les versants sud et est du Kilimandjaro. Cette saison joue un rôle majeur pour eux dans les cycles agricoles. En effet, les fortes précipitations néphéléniques dans les forêts de nuage et de brouillard contribuent non seulement à régénérer la végétation mais également les cours d'eau qui alimentent les canaux d'irrigation en contrebas. Sur le versant oriental, le long de la dorsale de Rombo, entre Tarakea et Mwika, cette cinquième saison est limitée de début juillet à mi-août, dépourvue de nuages et soumise à un fort vent d'est. Cette particularité se ressent sur la végétation.
Les autochtones ressentent les changements bioclimatiques au travers de l'assèchement durable, depuis la fin des années 1960, des rivières présentes dans le passé de manière quasi continue sur le versant oriental. Ce constat est probablement lié à la baisse des précipitations causée par la déforestation, au recul des glaciers et à leurs propres aménagements pour accaparer le peu d'eau qui coule encore une à deux semaines par an. Ces changements provoquent également une baisse du potentiel hydroélectrique, de la pêche, de la culture du riz et de la production de canne à sucre dans les régions alentour.

### Faune et flore

Carte de l'étagement de la végétation au Kilimandjaro.

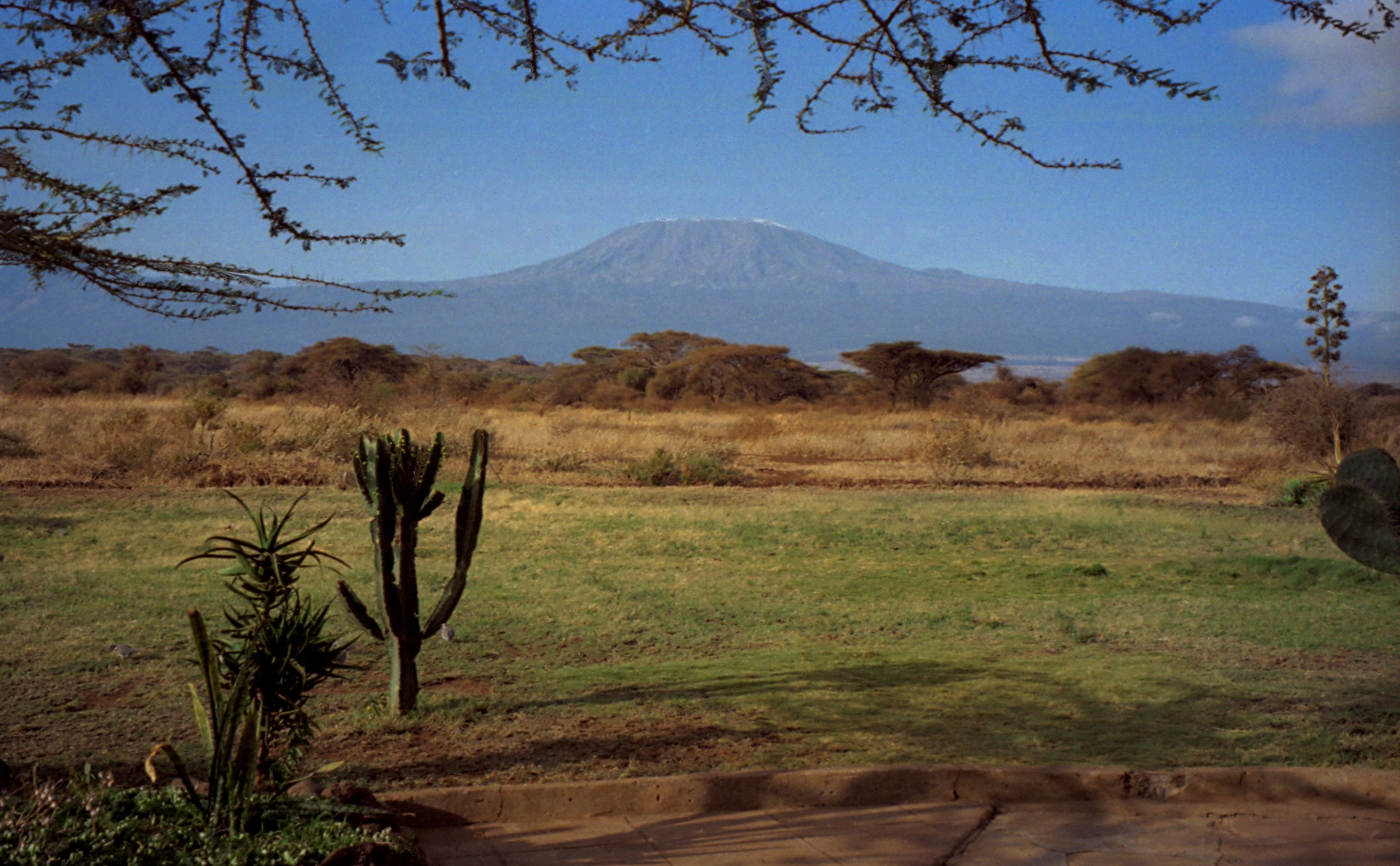
Paysage de savane arborée avec le Kilimandjaro en arrière-plan depuis le parc national d'Amboseli, au sud du Kenya.

#### Plaines
Les lowlands, associées approximativement à des plaines entourant le Kilimandjaro, se situent entre 800 et 600 mètres d'altitude. Le climat y est très chaud et sec. C'est un milieu ouvert où le feu, souvent déclenché et maîtrisé par les pasteurs maasaï, joue un rôle primordial. La végétation est principalement composée de savanes constituées de nombreuses espèces d'herbacées (Hyparrhenia dichroa, Hyparrhenia rufa, Pennisetum mezianum, Pennisetum clandestinum), de plantes à fleurs (Trifolium semipilosum, Trifolium usambarense, Parochetus communis, Streptocarpus glandulosissimus, Coleus kilimandschari, Clematis hirsuta, Pterolobium stellatum, Erlangea tomentosa, Biancaea decapetala), du baobab africain (Adansonia digitata), d'arbustes (Commiphora acuminata, Stereospermum kunthianum, Sansevieria ehrenbergii) et d'épineux (Acacia mellifera, Acacia tortilis, Commiphora neglecta) que l'on trouve en dessous de 1 400 mètres d'altitude à l'ouest et 1 000 mètres d'altitude à l'est. Ces arbres et arbustes sont utilisés par les populations locales à des fins domestiques (alimentation, médecine, chauffage, fourrage, confection de clôtures, etc.) ou artisanales (fabrication d'œuvres d'art) ; les parcelles défrichées sont largement transformées en champs à culture pluviale : maraîchage et cultures céréalières (pois d'Angole, haricot, tournesol, éleusine, maïs, etc.), bananiers, caféiers, avocatiers, eucalyptus,.
La végétation des plaines abrite de nombreux oiseaux parmi lesquels le Bulbul des jardins (Pycnonotus barbatus), Cossyphe de Heuglin (Cossypha heuglini), le Coliou rayé (Colius striatus), le Souimanga bronzé (Nectarinia kilimensis) et des mammifères dont Otolemur monteiri, Rhabdomys pumilio, l'Oryctérope du Cap (Orycteropus afer), le dik-dik de Kirk (Madoqua kirki), le sitatunga (Tragelaphus spekeii), le Galago à queue touffue (Otolemur crassicaudatus) et le Daman des arbres (Dendrohyrax arboreus) lui-même chassé par la genette (Genetta genetta),.

#### Étage montagnard
La forêt tropicale, approximativement située entre 1 600 et 2 700 mètres d'altitude, est découpée en quatre zones distinctes. Celles-ci sont fragilisées par l'activité humaine (déboisement au niveau de la limite inférieure, incendies volontaires sur la limite supérieure) et la ceinture qu'elles constituent est de taille très inégale ; elle est ainsi très réduite au nord et à l'ouest. Le morcèlement de la forêt est responsable d'une extinction sensible des espèces de grands mammifères.
La forêt abrite les espèces de primates du Cercopithèque à diadème (Cercopithecus mitis), des Guérezas d'Angola (Colobus angolensis) et du Kilimandjaro (Colobus guereza) ainsi que du Babouin olive (Papio anubis). Parmi les autres mammifères, le léopard (Panthera pardus pardus), la Mangouste rayée (Mungos mungo), le serval (Leptailurus serval), Potamochoerus porcus, le ratel (Mellivora capensis), le Porc-épic à crête (Hystrix cristata) sont difficiles à observer bien qu'ils s'aventurent fréquemment dans la savane. Le Calao à joues argent (Bycanistes brevis), le Touraco de Hartlaub (Tauraco hartlaubi), le Touraco de Schalow (Tauraco schalowi), le Touraco violet (Musophaga violacea), le Tchitrec bleu (Elminia longicauda), le Tchitrec d'Afrique (Terpsiphone viridis), le Coliou rayé (Colius striatus) et le Cossyphe de Rüppell (Cossypha semirufa) sont des espèces d'oiseaux bien adaptées à la vie dans l'épaisse canopée,.
La forêt sèche
Elle est rendue fragile par ses longues phases de repos végétatif et n'existe en réalité plus qu'à l'état de vestige ; elle a été presque intégralement remplacée par des cultures de piémont irriguées. Les espèces qui la composaient sont Terminalia brownii, Stereospermum kunthianum et du genre Combretum.
La forêt pluviale
Elle est présente au sud et à l'est du volcan, sur un vaste croissant de Sanya Juu à Tarakea. Elle est fortement soumise aux précipitations néphéléniques mais tolérante à des périodes plus sèches. Elle reçoit en moyenne 2 300 millimètres de précipitations par an. Sa flore varie en fonction des quantités d'eau reçues et de l'altitude. On y trouve le Genévrier d'Afrique (Juniperus procera), Olea europaea subsp. cuspidata, Olea welwitschii, Albizia schimperiana, Terminalia brownii, Ilex mitis, Ocotea usambarensis, Euclea divinorum, Prunus africana, le Bois de rempart (Agauria salicifolia), Croton macrostachyus, Croton megalocarpus, Macaranga kilimandscharica, Impatiens kilimanjari, Viola eminii, Impatiens pseudoviola ainsi que des espèces des genres Combretum, Pittosporum, Tabernaemontana ou encore Rauvolfia. Cette forêt subit une forte pression démographique, en particulier au sud où nombre de plantations ont été intégrées au sein des espèces sauvages. Certaines parcelles sont exploitées pour la sylviculture et des essences introduites comme le cyprès du Portugal (Cupressus lusitanica), lui-même menacé par l'apparition d'une espèce de puceron du genre Aphis. Alors que des coupes sélectives sont cicatrisées rapidement, des coupes a blanc mettent cinquante ans avant de voir une diversité végétale réapparaître. Cette progression de la limite agro-forestière supérieure est stabilisée par le classement en réserve de la forêt et par la prise de conscience des cultivateurs locaux du problème de pénuries d'eau et d'acidification des sols. Ces deux facteurs sont parfois responsables de la remontée parallèle de la limite inférieure des plantations qui sont remplacées par la savane. La situation n'est pas uniforme : des plans de recolonisation favorisés par la bonne connaissance bioclimatique des Wachagga permettent de trouver des équilibres biologiques avec des espèces arborées,,.
La forêt de Njoro, au sud de Moshi, est une forêt sacrée depuis plusieurs siècles et bénéficie de surcroît d'un statut de protection. Ce sont sans doute les raisons pour lesquelles elle est la dernière forêt pluviale à subsister en plaine, même si elle subit un lent recul. Elle est notamment composée de Newtonia buchananii.

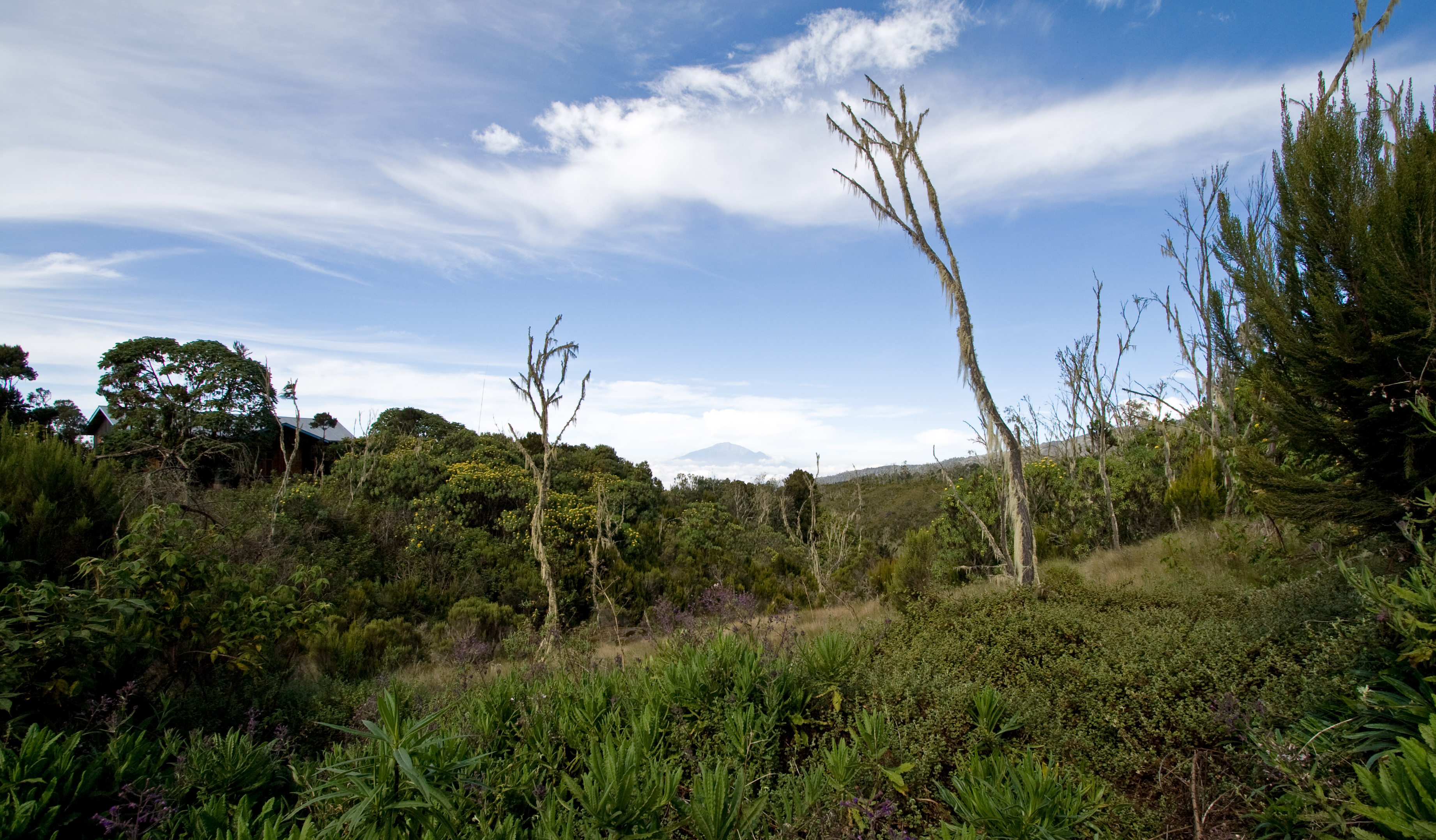
Le mont Méru vu en arrière-plan à travers la végétation composant la forêt pluviale.
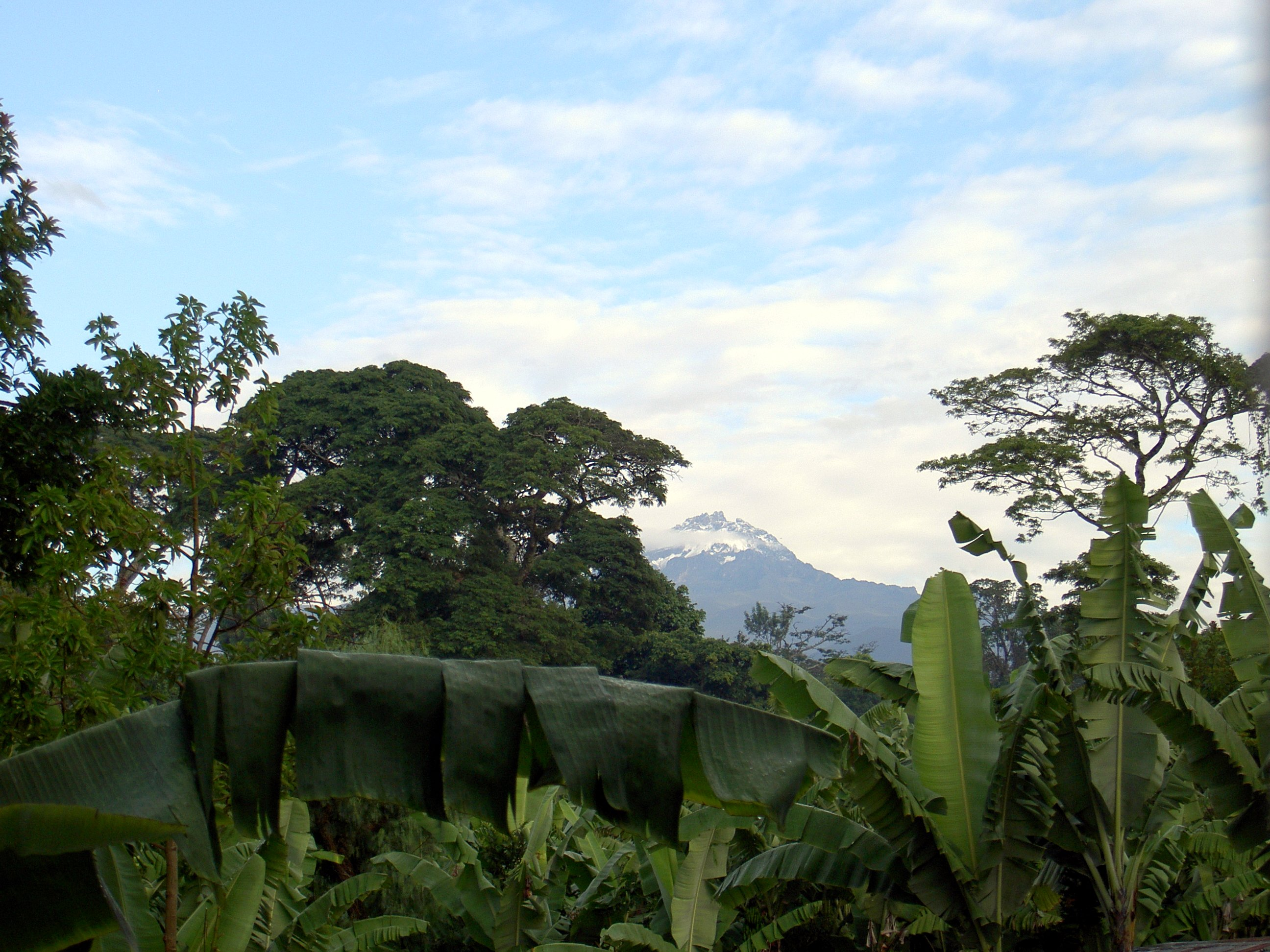
Le Mawenzi depuis des plantations de bananiers mêlées à des espèces de la forêt pluviale. Cette pratique a l'avantage de diminuer les besoins en eau des espèces introduites grâce à l'ombrage.
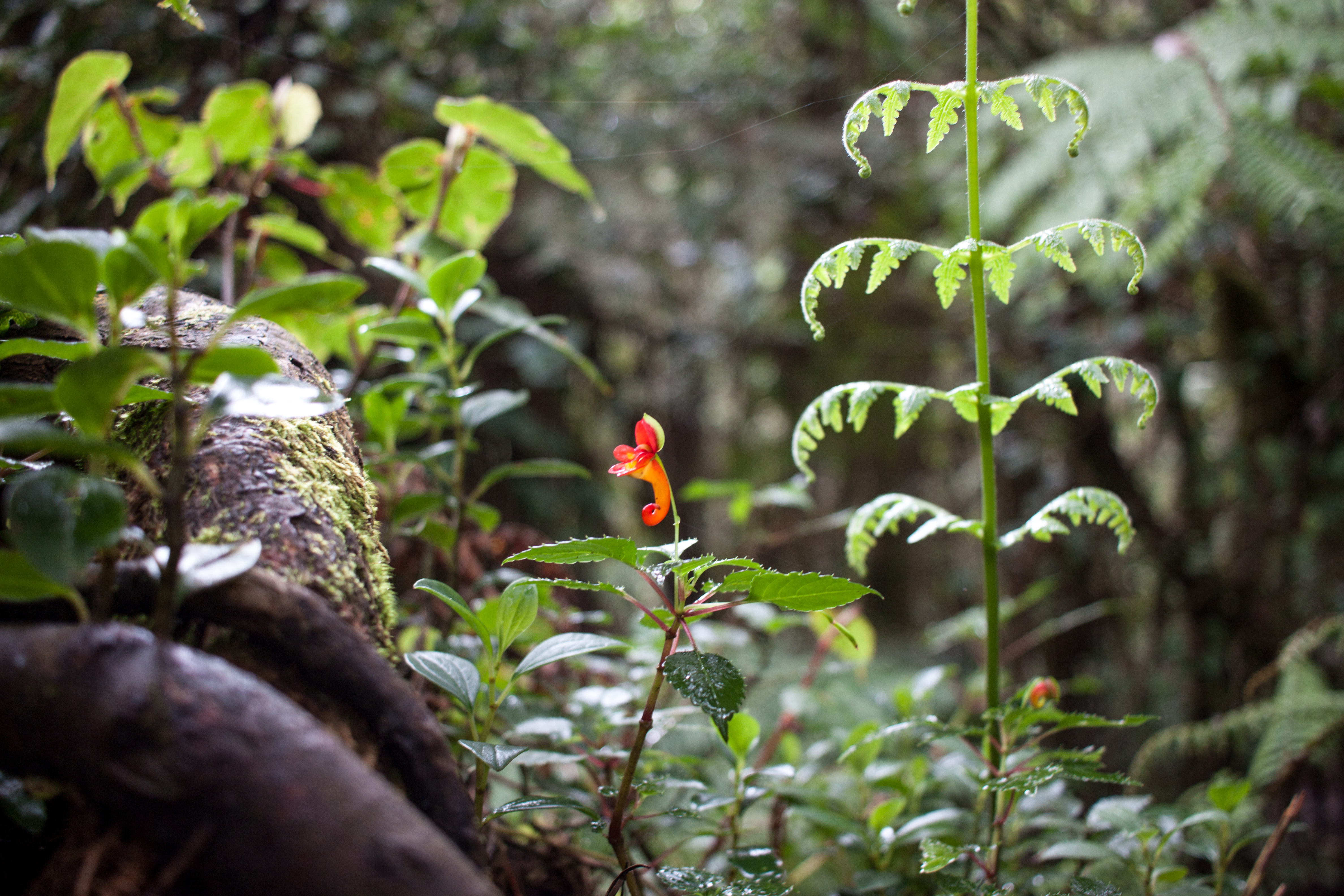
Impatiens kilimanjari, espèce endémique de la forêt pluviale.
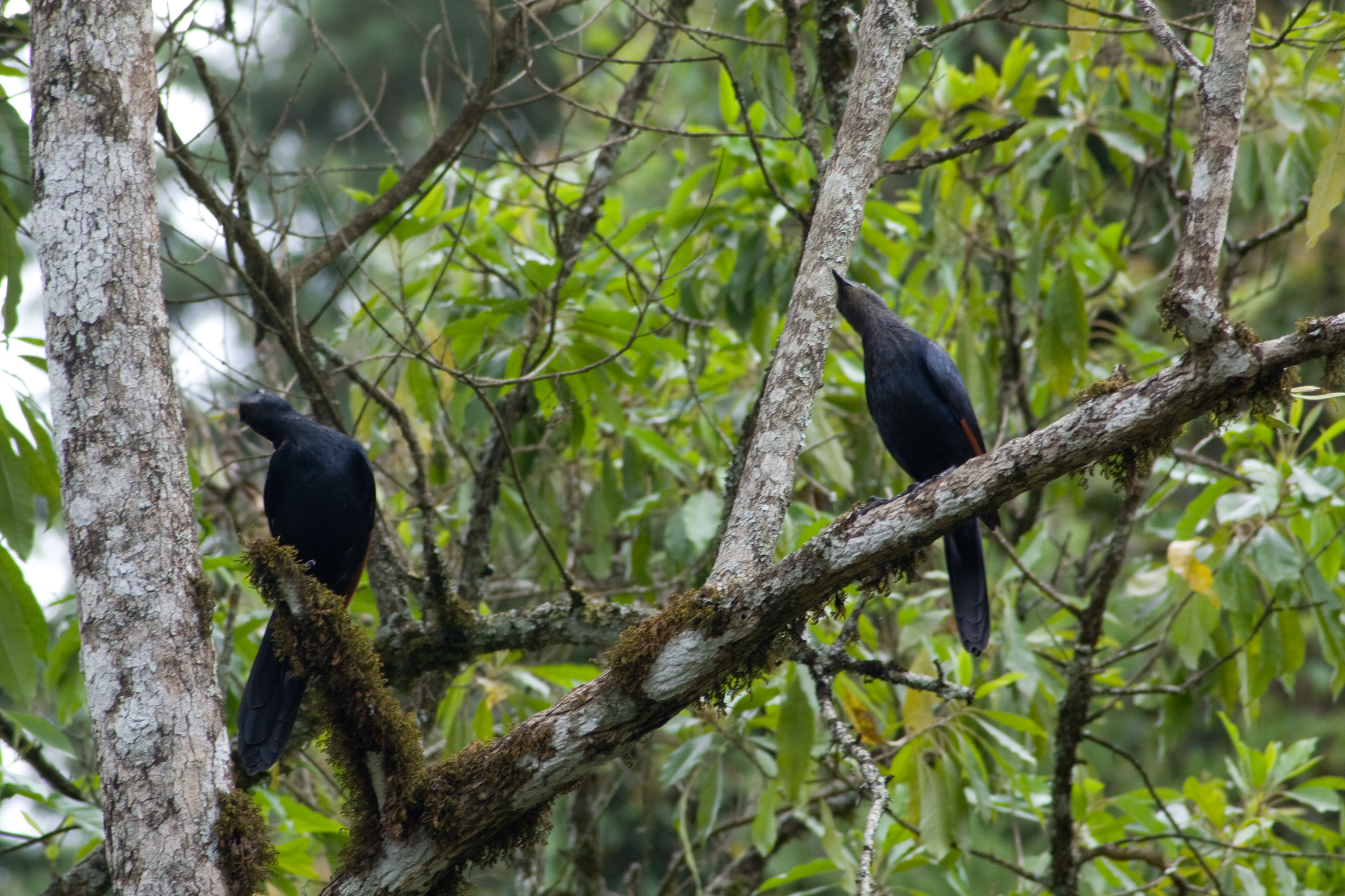
Un couple de Rufipenne morio (Onychognathus morio).
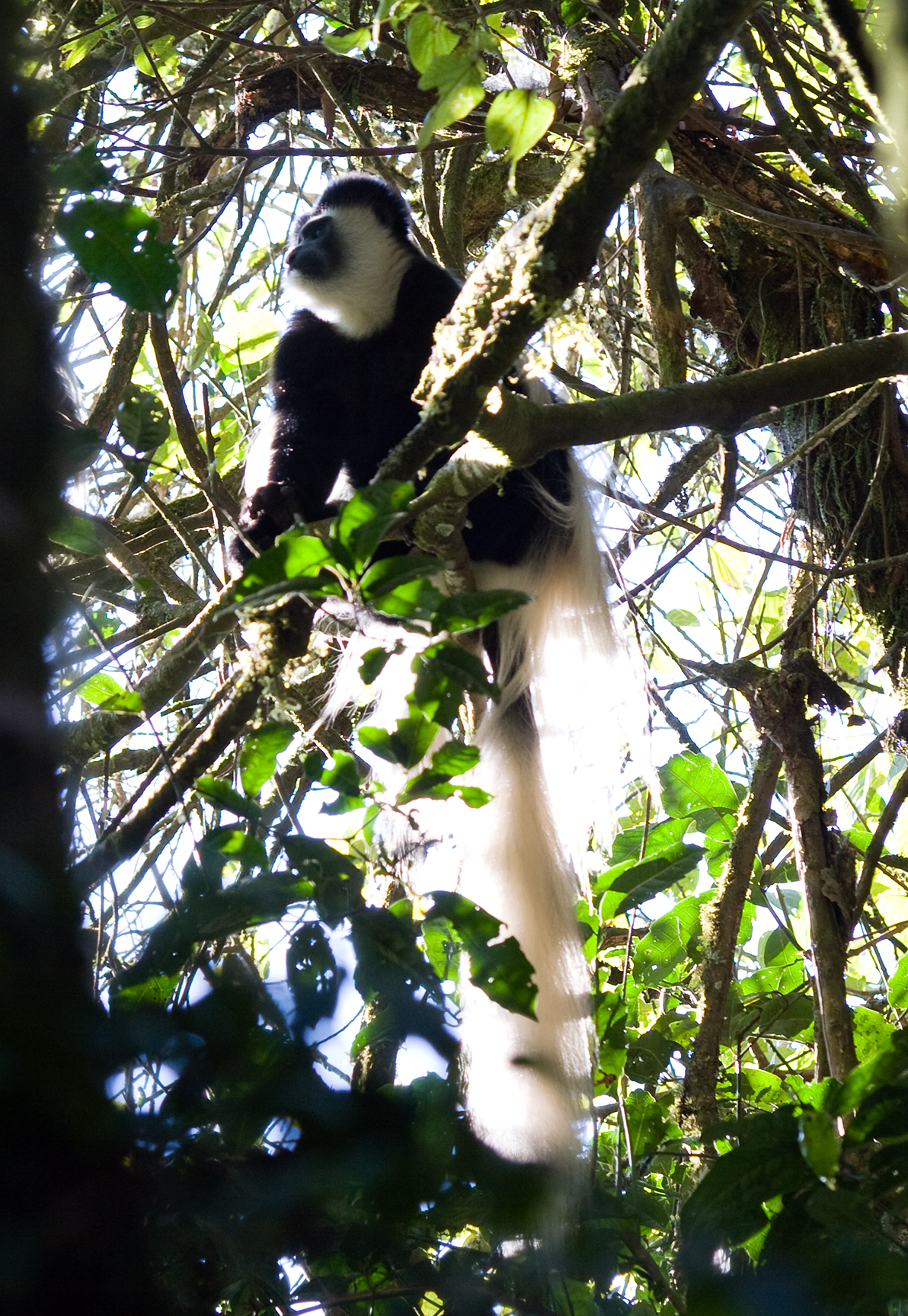
Colobe du Kilimandjaro.

La forêt de brouillard
Elle est caractérisée par la présence de l'espèce Podocarpus milanjianus et de nombreux épiphytes comprenant mousses et ptéridophytes qui recouvrent environ 80 % des arbres. Cette forêt est présente sur le versant méridional entre 2 300 et 2 500 mètres d'altitude. L'eau est apportée presque uniquement par une circulation de l'humidité générée par l'évapotranspiration de la forêt pluviale, qui crée de fréquents brouillards. La saison sèche y est très courte mais le captage de l'eau en suspension quasi nul.
La forêt de nuage
On y retrouve le Genévrier d'Afrique mais également Afrocarpus gracilior, Hagenia abyssinica, la Bruyère arborescente (Erica arborea, principalement dans son stade de développement jeune) et quelques mousses et lichens (Usnea articulata). Cette forêt est présente dans les escarpements à l'ouest, au nord et au nord-est, typiquement entre 2 500 et 2 700 mètres d'altitude. Contrairement à la forêt de brouillard, elle connaît une longue saison sèche et l'humidité n'y circule pas par convection mais par des précipitations néphéléniques apportées par de forts vents d'est sous forme de stratus qui peuvent constituer 60 % de l'apport en eau pour les plantes. Une bonne structuration horizontale et verticale de la forêt est donc nécessaire pour lui permettre de bien filtrer les particules d'eau en suspension.

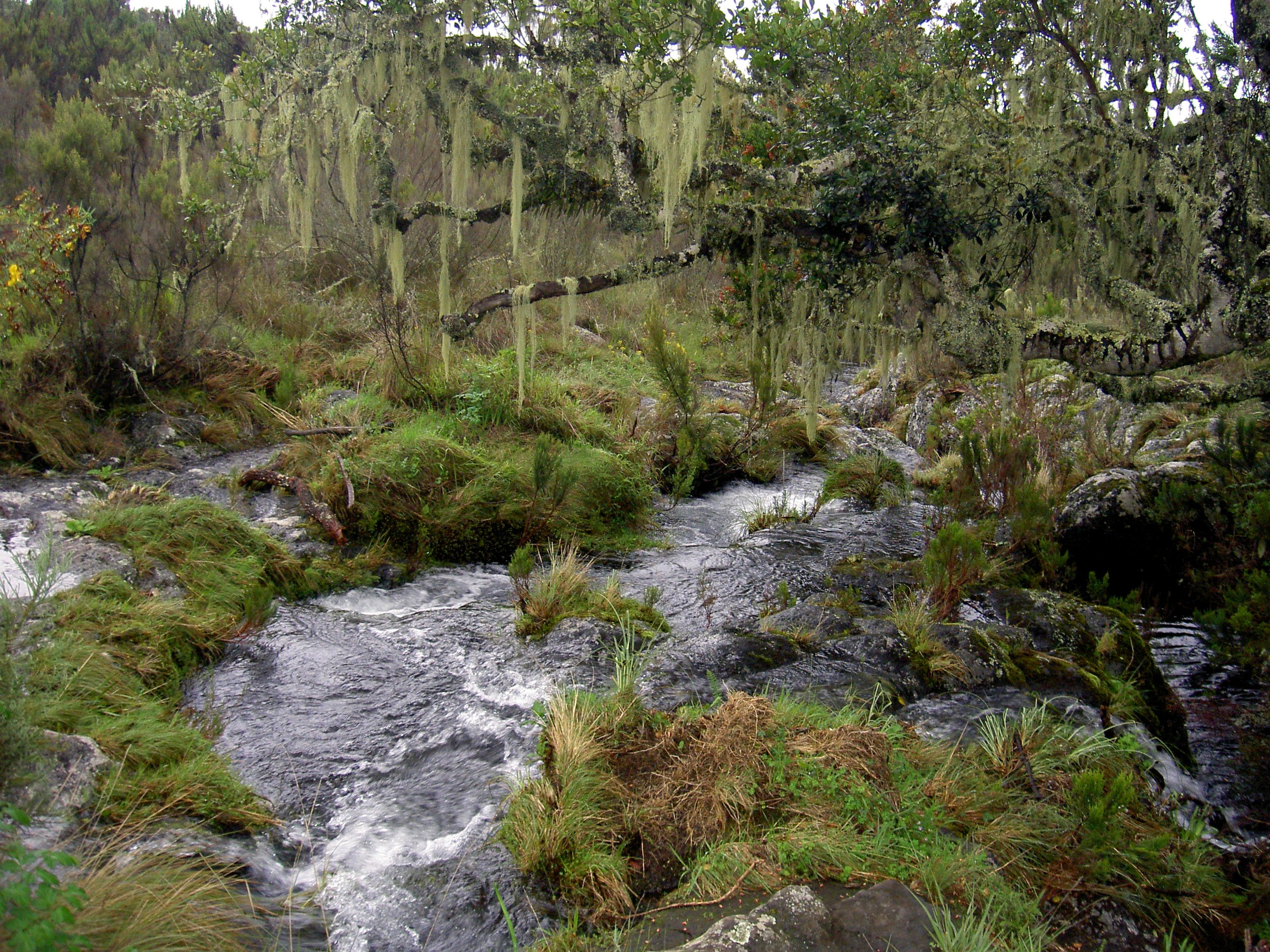
Rivière Naremoru s'écoulant dans la forêt de nuage.
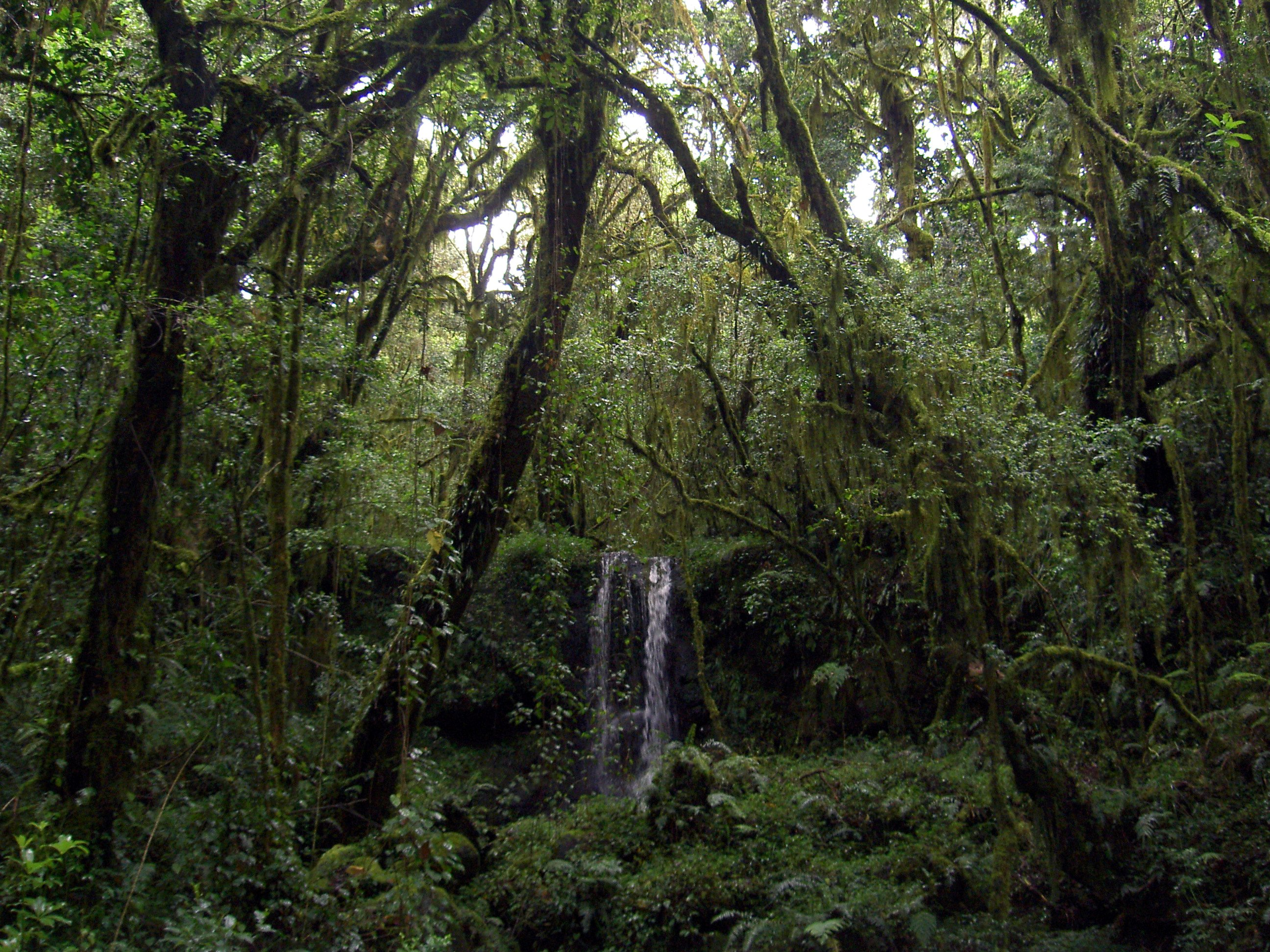
Chute d'eau dans la forêt de brouillard : le recouvrement épiphyte est important.

#### Étage alpin
Les landes et maquis
Ils se trouvent entre 2 800 et 4 000 mètres d'altitude et reçoivent entre 500 et 1 300 millimètres de précipitations par an. Ils présentent une végétation composée de bruyères dont la forme arborescente d’Erica arborea est la plus caractéristique aux côtés de Erica rossii. Ces deux espèces sont pyrophytes, c'est-à-dire qu'elles colonisent les terrains incendiés, précédemment occupés par la forêt de nuage. Elles ont ainsi vu leur limite basse descendre de 700  à   900 mètres d'altitude selon les zones sous l'effet de l'anthropisation pastorale du peuple ongamo depuis 200  à   400 ans en fonction des versants. Lorsque la fréquence des feux augmente, seules des herbes des genres Hyparrhenia et Festuca arrive à se renouveler. On trouve également des plantes à fleurs comme Protea caffra subsp. kilimandscharica et Kniphofia thomsonii. Dans certaines zones plus abritées, de nouvelles essences naturelles comme Pinus patula arrivent à se développer, ce qui fragilise l'équilibre du milieu (baisse de la biodiversité, appauvrissement des sols), phénomène accentué de par leur nature inflammable. La volonté des autorités du parc de lutter contre les incendies en contraignant les pasteurs et les apiculteurs a un effet pervers : le milieu entre la limite supérieure de la forêt et les landes n'est plus géré de manière harmonieuse et les feux ne sont plus contrôlés alors même qu'ils sont nécessaires à la survie de certaines espèces,. Ainsi, entre 1976 et 2005, la superficie de la forêt d’Erica arborea est passée de 187  à   32 km2, ce qui équivaut à une diminution de 15 % du couvert végétal total de la montagne.
De nombreuses espèces de nectariniidés aux couleurs vives peuplent la limite supérieure de la forêt : Souimanga du Kilimandjaro (Nectarinia mediocris), Souimanga olivâtre (Nectarinia olivacea), Souimanga à tête verte (Nectarinia verticalis), Souimanga à gorge verte (Nectarinia rubescens), Souimanga améthyste (Nectarinia amethystina), Souimanga à poitrine rouge (Nectarinia senegalensis), Souimanga malachite (Nectarinia famosa), Souimanga de Fraser (Anthreptes fraseri), Souimanga bronzé (Nectarinia kilimensis), Souimanga tacazze (Nectarinia tacazze) et Souïmanga à ailes dorées (Drepanorhynchus reichenowi). Il en est de même pour l'Aigle huppard (Lophaetus occipitalis). Rhabdomys pumilio, aussi bien présente dans la savane, constitue une de ses proies, tout comme Lophuromys aquilus, Dendromus melanotis et le Rat-taupe nu (Heterocephalus glaber). Par ailleurs, des buffles, des lions, des léopards, des éléphants, des élands, des céphalophes et des hyènes transitent parfois à cette altitude pour relier un point à un autre de la plaine.

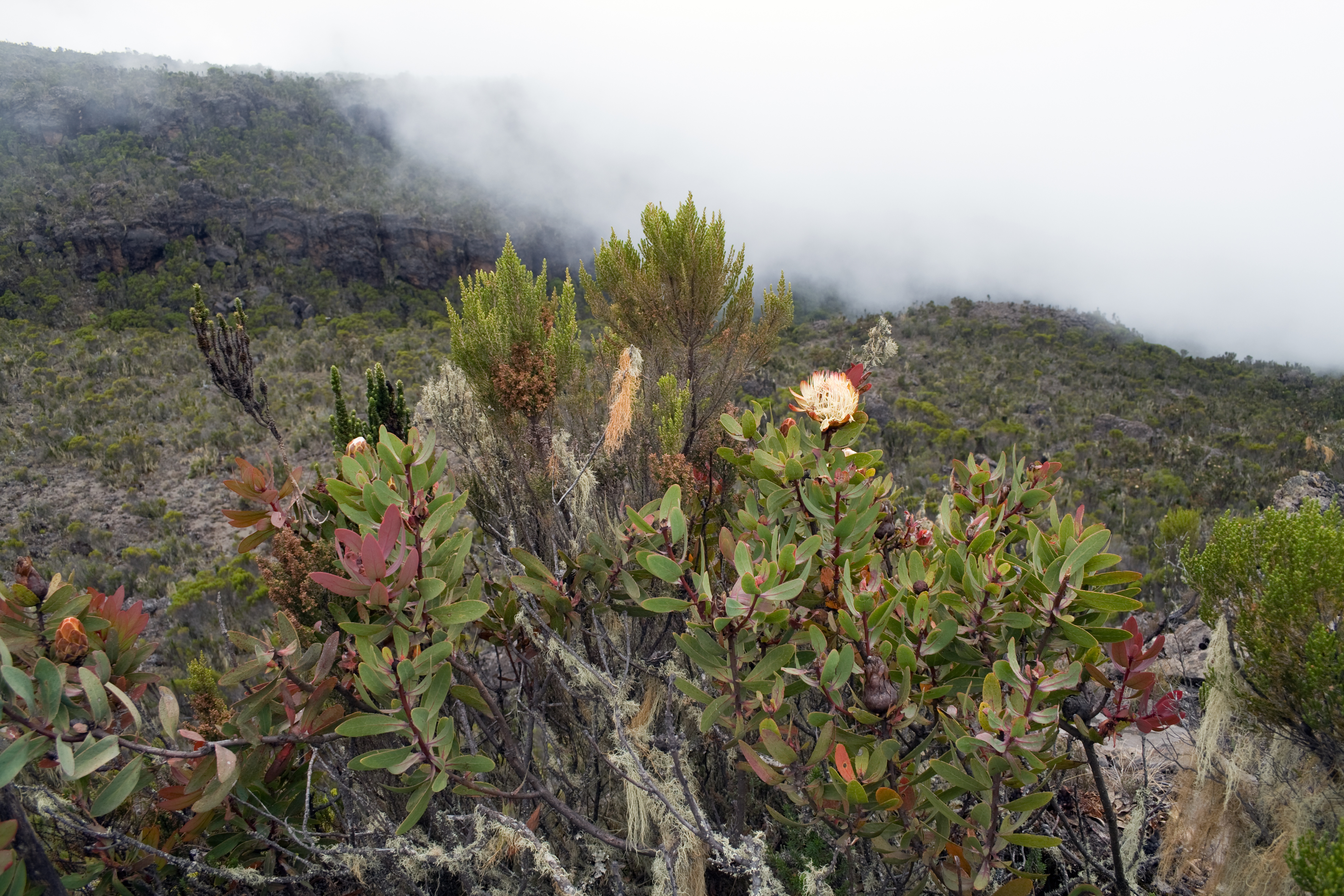
Au premier plan, un spécimen en fleur de Protea caffra subsp. kilimandscharica ; juste derrière, une bruyère arborescente (Erica arborea).
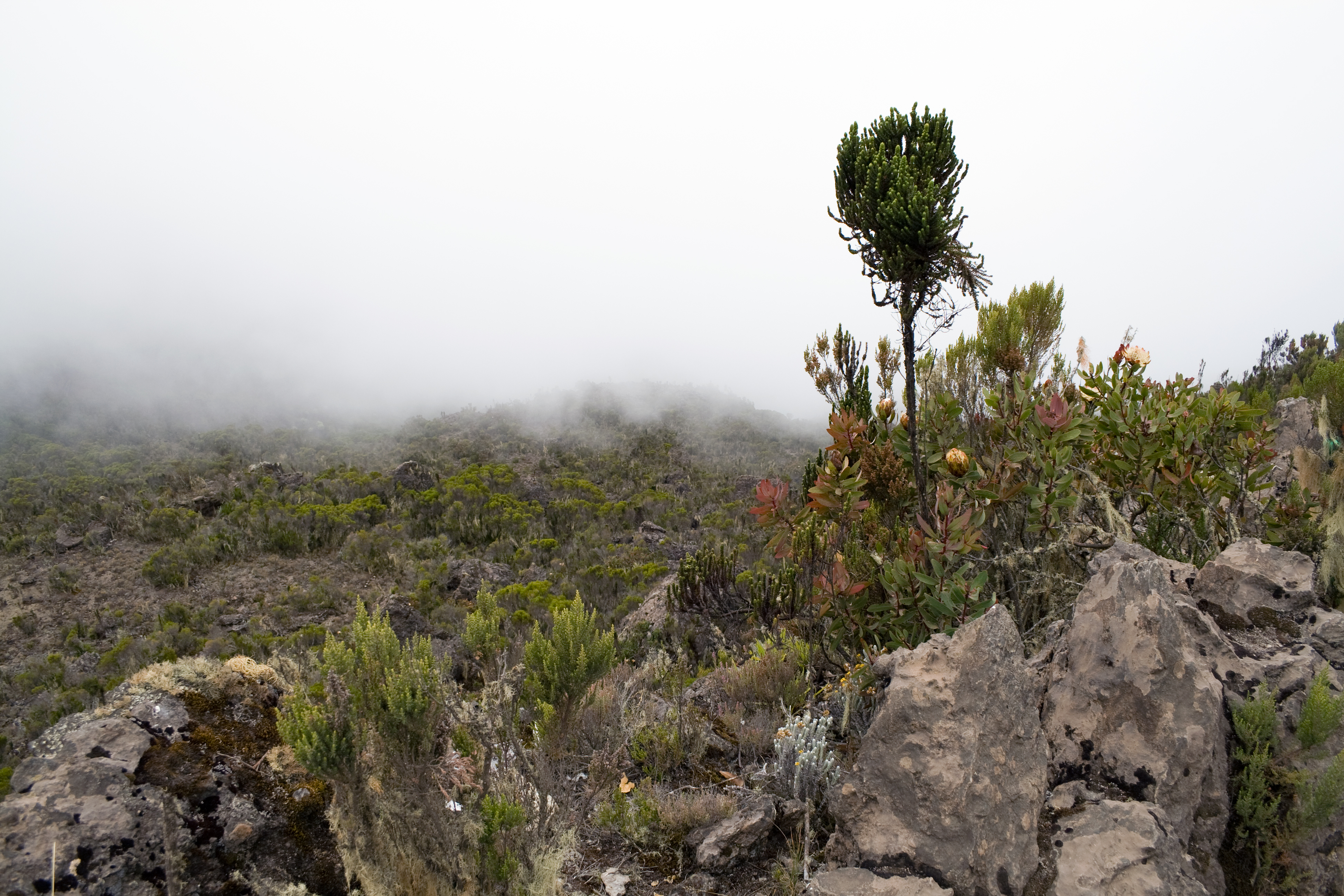
Mêmes espèces que sur la photo précédente, avec en plus Helichrysum newii au premier plan, au creux du rocher et Erica rossii (arbuste avec le long tronc).
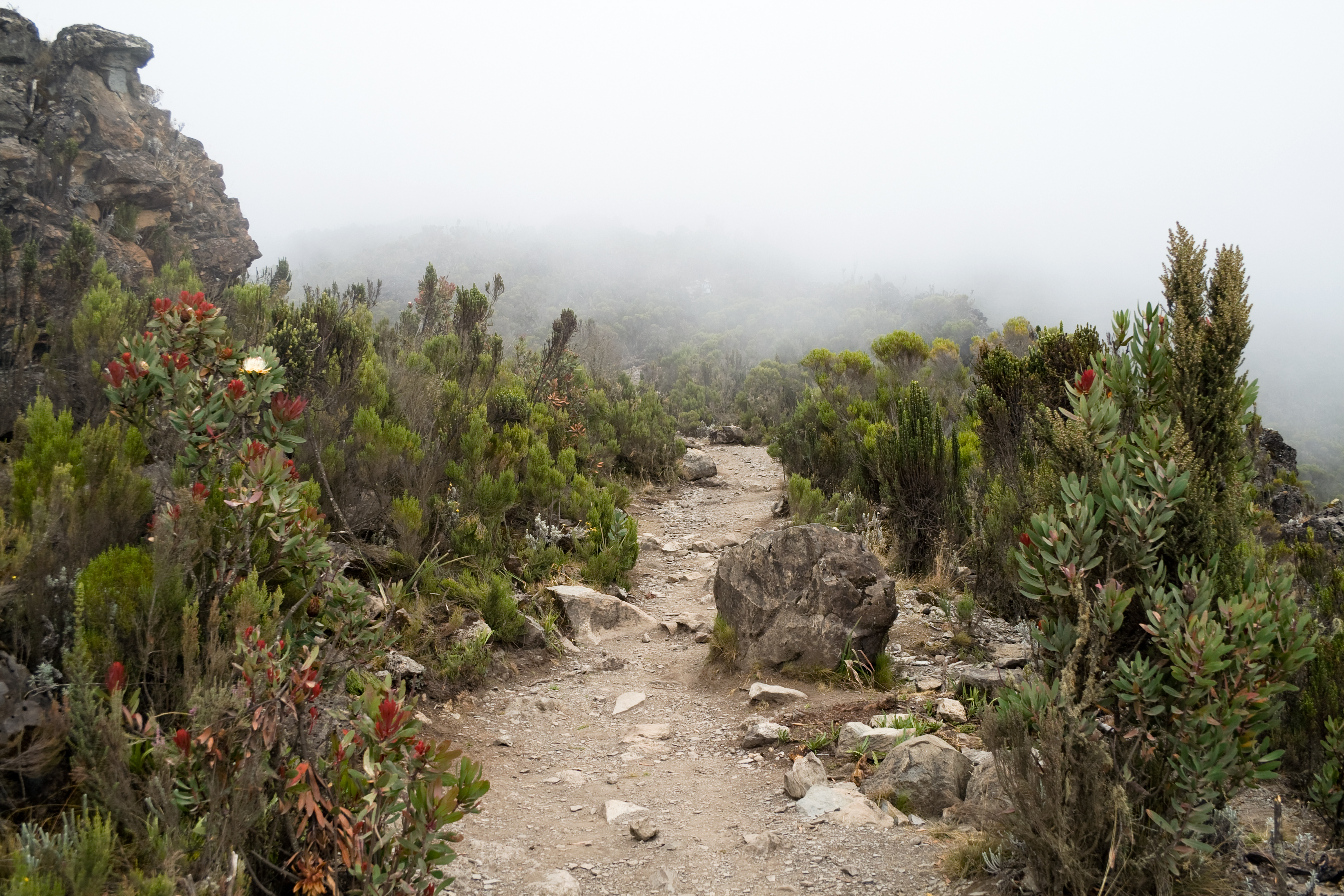
L'itinéraire Mweka serpentant au milieu de la végétation des landes et maquis.
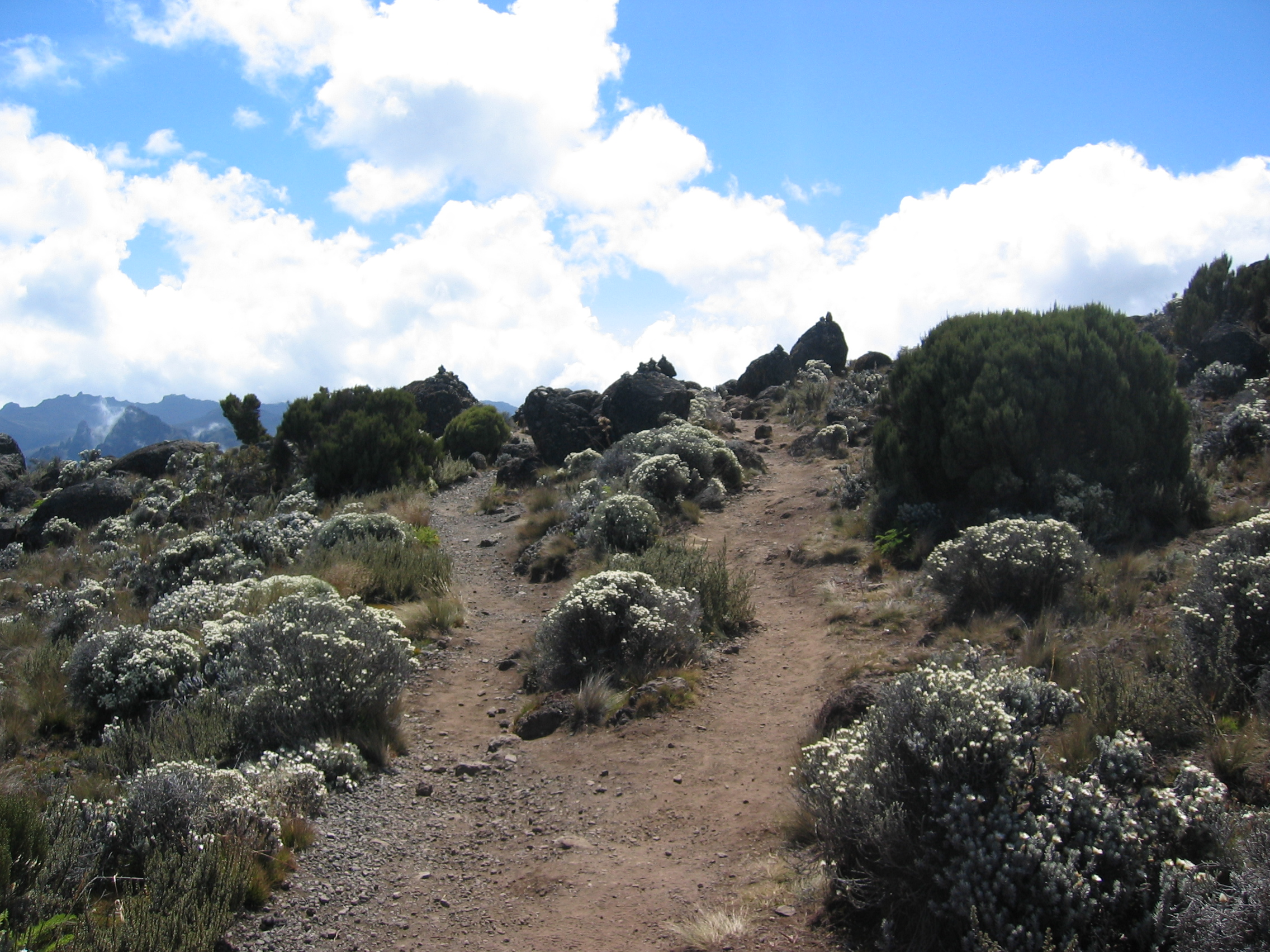
Bruyères sur le Shira.
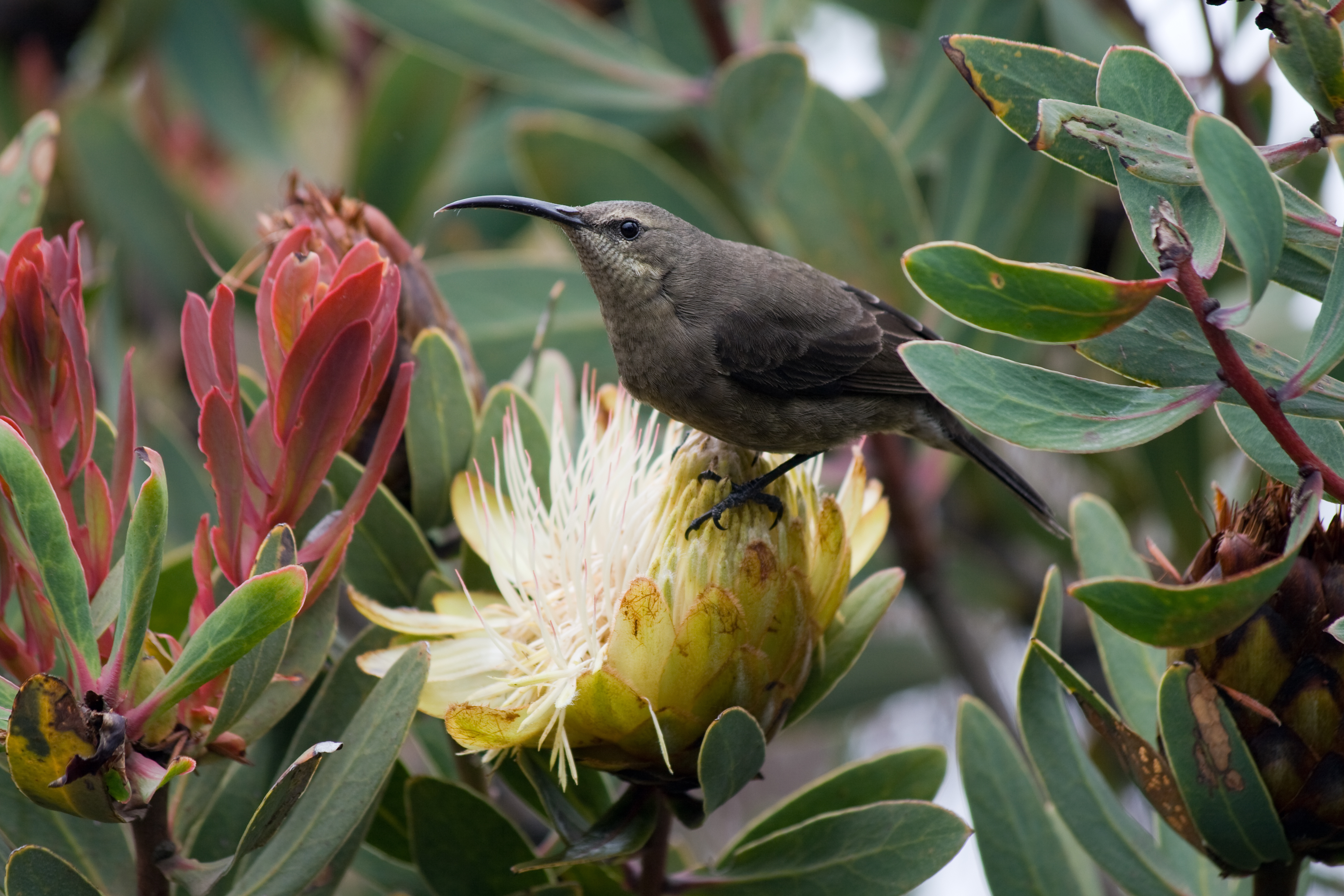
Souimanga malachite femelle sur une fleur de Protea caffra subsp. kilimandscharica.
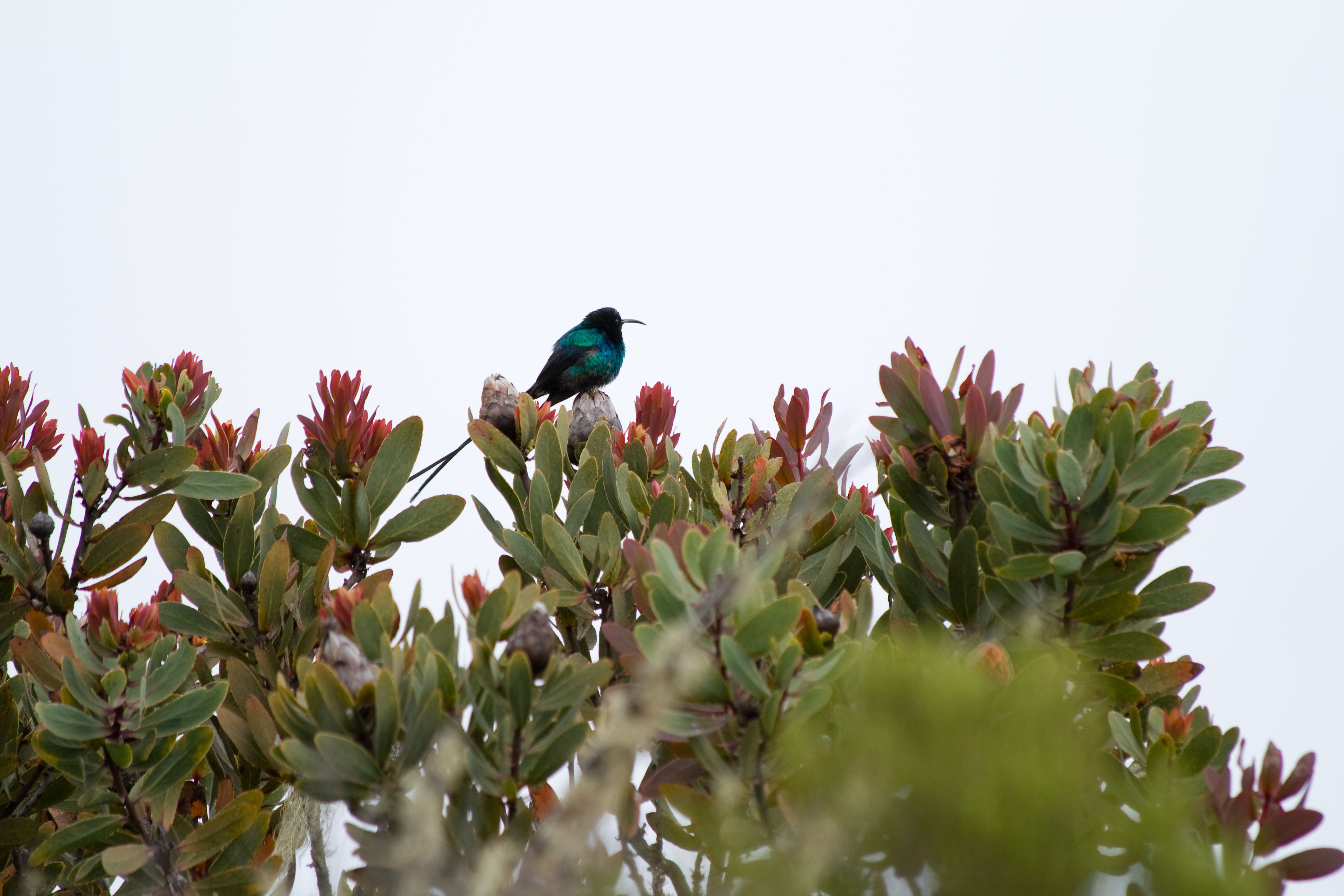
Souimanga malachite mâle.

L'étage afro-alpin
Ses limites inférieures et supérieures ne sont pas marquées de façon très nettes mais on le situe généralement entre 4 000 et 5 000 mètres d'altitude. Il se caractérise par une atmosphère sèche, avec en moyenne 200 millimètres de précipitations reçus par an, et d'importants écarts de températures. Les espèces qui y vivent sont parfaitement adaptées au climat rude et certaines sont endémiques. Ainsi, on trouve Lobelia deckenii, la seule espèce alpine de Lobelia à vivre sur le Kilimandjaro. Le Séneçon géant (Dendrosenecio kilimanjari) pousse principalement dans le Barranco, plus humide et abrité que le reste de la montagne à altitude égale. Une autre espèce d'astéracée est l'immortelle Helichrysum kilimanjari. Quelques herbes à tussack parsèment les quelques prairies humides : Pentaschistis borussica et des espèces des genres Koeleria et Colpodium.
Seules quelques espèces de rapaces sont capables d'aller à cette altitude : la Buse rounoir (Buteo rufofuscus), l'Aigle des steppes (Aquila nipalensis), l'Élanion blac (Elanus caeruleus), le Gypaète barbu (Gypaetus barbatus) et l'Aigle couronné (Stephanoaetus coronatus) ; ainsi que deux espèces de passereaux : le Traquet afroalpin (Cercomela sordida) et le Bruant cannelle (Emberiza tahapisi).

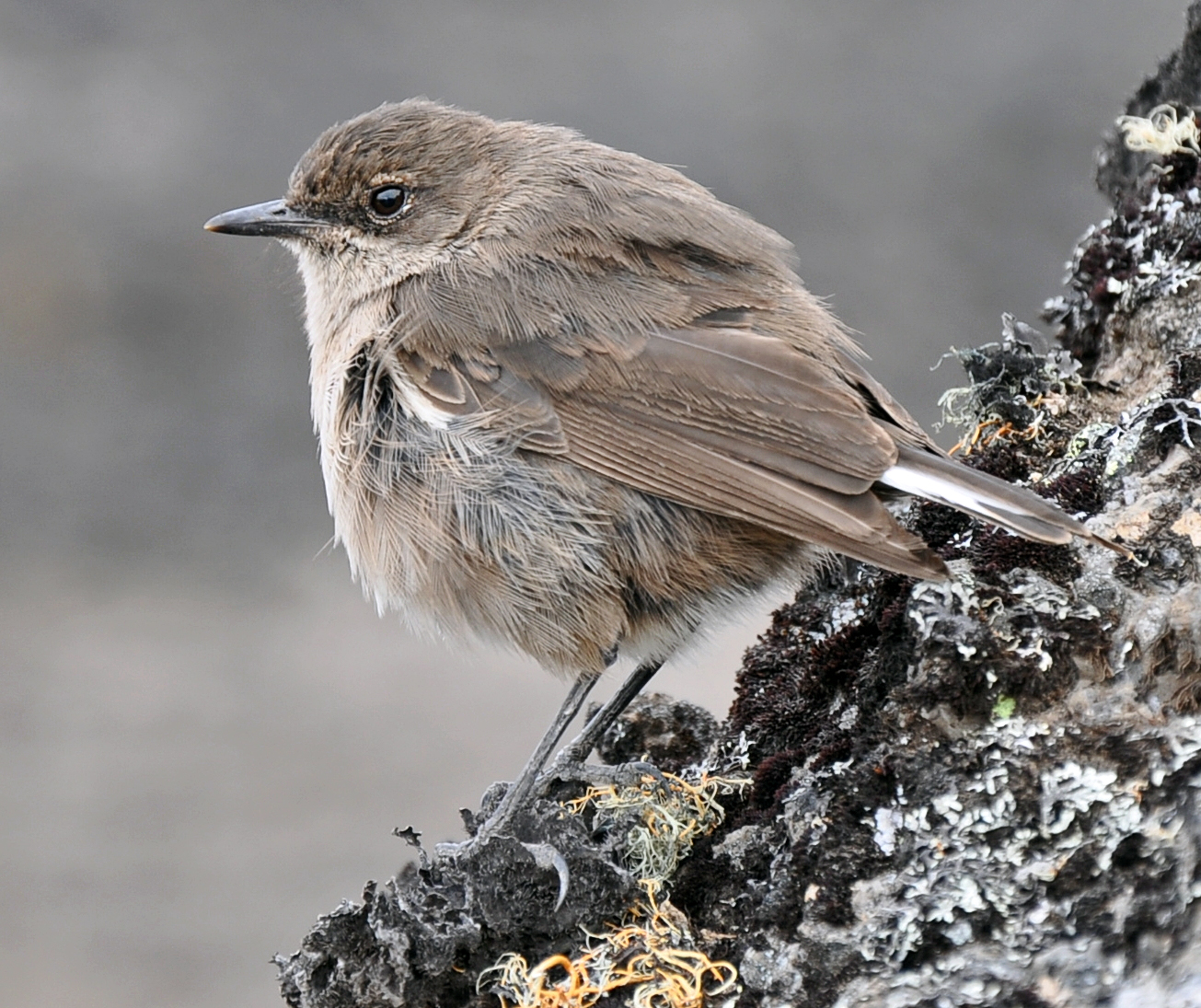
Un Traquet afroalpin (Cercomela sordida) au Kilimandjaro.
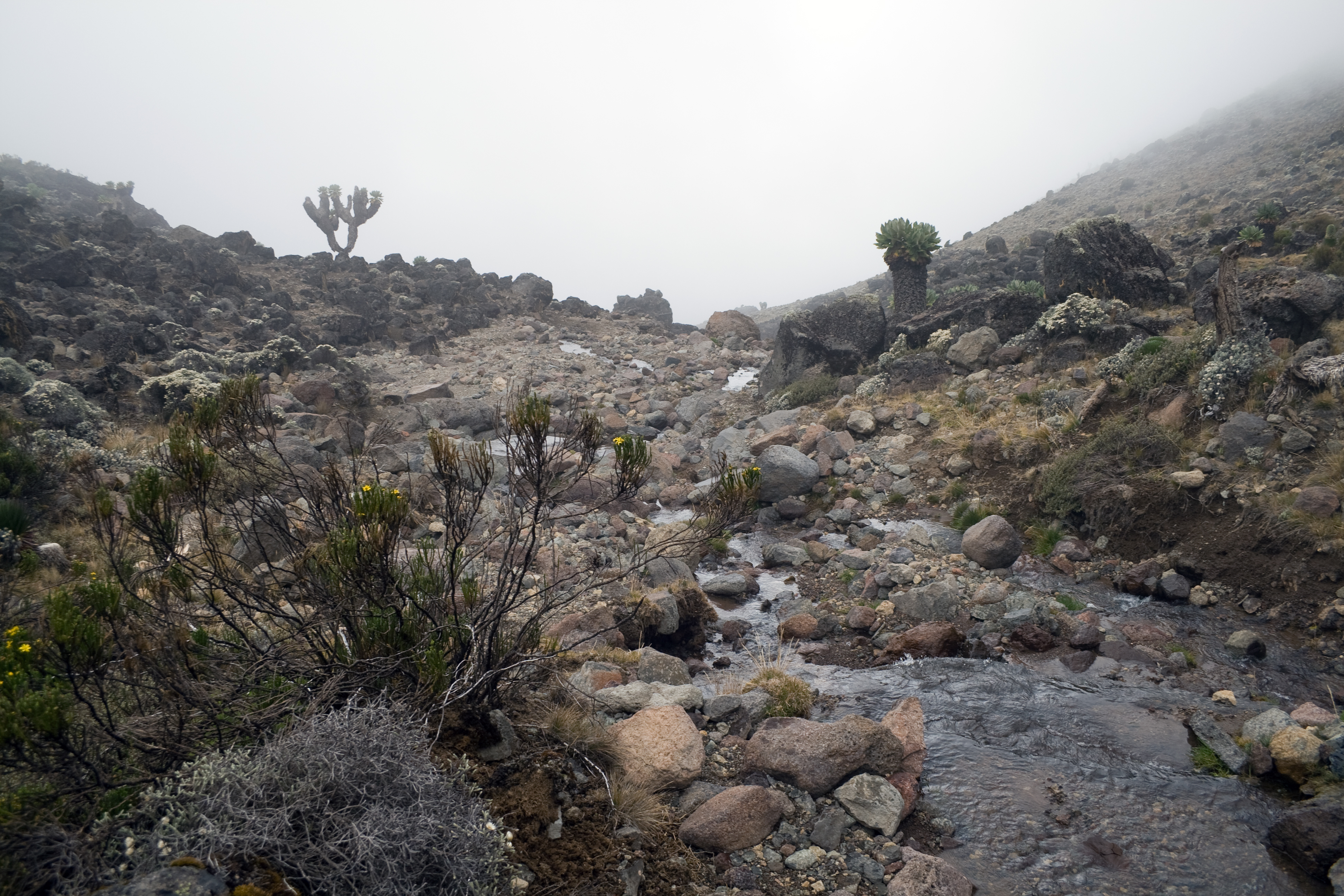
La végétation au niveau de l'étage afro-alpin se fait pauvre et éparse.
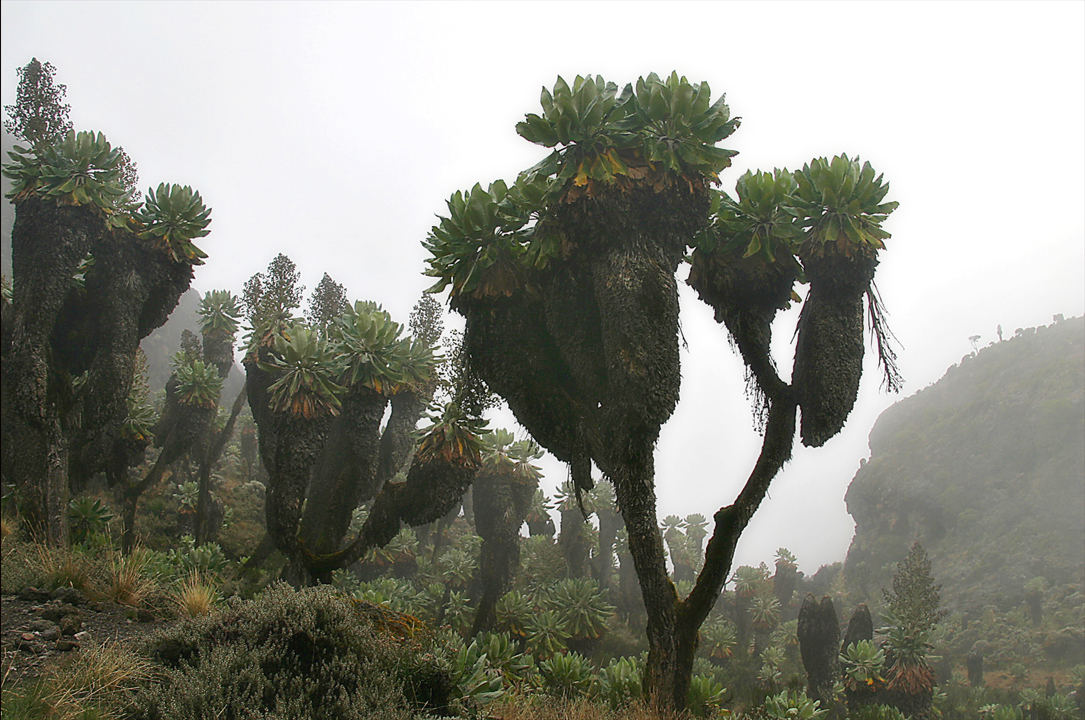
Séneçons géants (Dendrosenecio kilimanjari) dans le Barranco, au sud du Kibo.
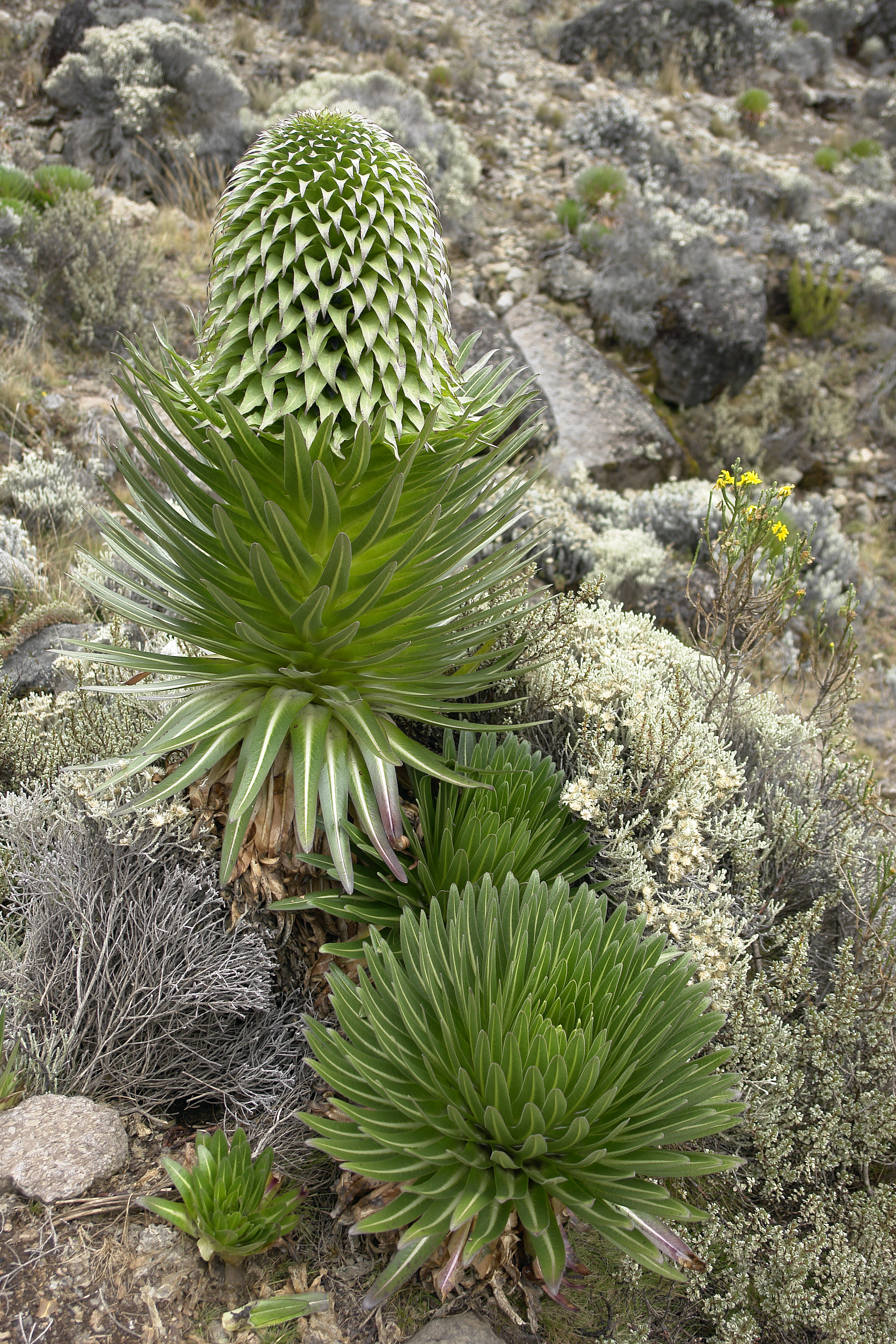
Lobelia deckenii vers 4 000 mètres d'altitude.

#### Étage nival
Au-dessus de 5 000 mètres d'altitude, presque rien ne vit. Le peu de précipitations qui tombent s'infiltre quasiment immédiatement dans le sol ou s'accumulent sur les glaciers. Toutefois, Helichrysum newii a été trouvé près d'une fumerolle du cratère Reusch. Des lichens à croissance très lente comme Xanthoria elegans peuvent également vivre plusieurs centaines d'années jusqu'au sommet. Le seul animal découvert à ce jour au Kibo est une espèce d'araignée.

## Histoire

### Peuplement progressif
Le Kilimandjaro a probablement été le berceau des pasteurs maasaï au début de l'Holocène, à une époque où les piémonts étaient humides et infestés par les mouches tsé-tsé et où les prairies et les cours d'eau d'altitude pouvaient constituer un milieu sain pour les troupeaux. Les premières traces archéologiques de sédentarisation autour de la montagne sont datées vers 1000 av. J.-C. avec la découverte de bols en pierre. Les hommes qui les ont façonnés, chasseurs-cueilleurs, ont pu y trouver un avantage avec la présence d'eau fraîche et de nombreux matériaux de base. Le véritable peuplement des versants remonterait aux premiers siècles de notre ère mais aucun témoignage oral ne vient le confirmer. Les populations maasaï n'ont définitivement migré dans la région qu'à partir du XVIe siècle. Elles sont sans doute la raison principale qui a poussé les Ongamo à se replier vers le nord-est alors qu'ils occupent, selon leurs récits, le versant septentrional de la montagne depuis quarante-quatre générations.
Les Wachagga ont également délaissé le nord du Kilimandjaro. Leur présence est avérée au sud depuis le début du XVIIIe siècle, bien que la naissance de leur peuple remonte entre les VIIe et VIIIe siècles. Leurs traditions évoquent pour certaines une terre inoccupée et pour d'autres une rencontre avec des « petits hommes » appelés Vakoningo ou Vatarimba. Ceux-ci pourraient s'être retirés dans des grottes au milieu de la forêt ou auraient été assimilés avec leur bétail et leur bananeraies en formant le clan Swai à Kimbushi. La distinction est clairement faite avec les Vasi ou Mwasi, un peuple de chasseurs connu en Afrique de l'Est au travers des récits bantous et historiquement attesté sous le nom de Dorobbo. Il existait une unité très limitée entre les Wachagga ; ainsi, pour désigner leur ensemble ils employaient le terme wandu wa mdenyi (les « gens des bananeraies »). Ceci est probablement lié à leurs origines diverses : Wakamba, Taitas (Dawida), Maasaï (Parakuyo, Kisongo). Leur unité sociale de base était le clan patrilinéaire dont les limites géographiques étaient généralement constituées par des ravins ou des cours d'eau. Plusieurs centaines ont pu être recensés. Les clans ont été progressivement rattachés à des chefferies (uruka ou oruka) qui ont vu leur importance augmenter avec l'émergence de conflits, probablement liés au commerce de l'ivoire et des esclaves,,.

### Découverte et exploration
Durant l'Antiquité, quelques rares chroniqueurs comme le marchand et explorateur grec Diogène vers 50 dans Voyage en Afrique orientale ou comme le géographe égyptien Ptolémée au milieu du IIe siècle sur une carte où il fait figurer les « monts de la Lune », selon des informations qu'il a eues de Marinos de Tyr, mentionnent l'existence d'une « montagne blanche » ou « neigeuse » au cœur de l'Afrique,,.

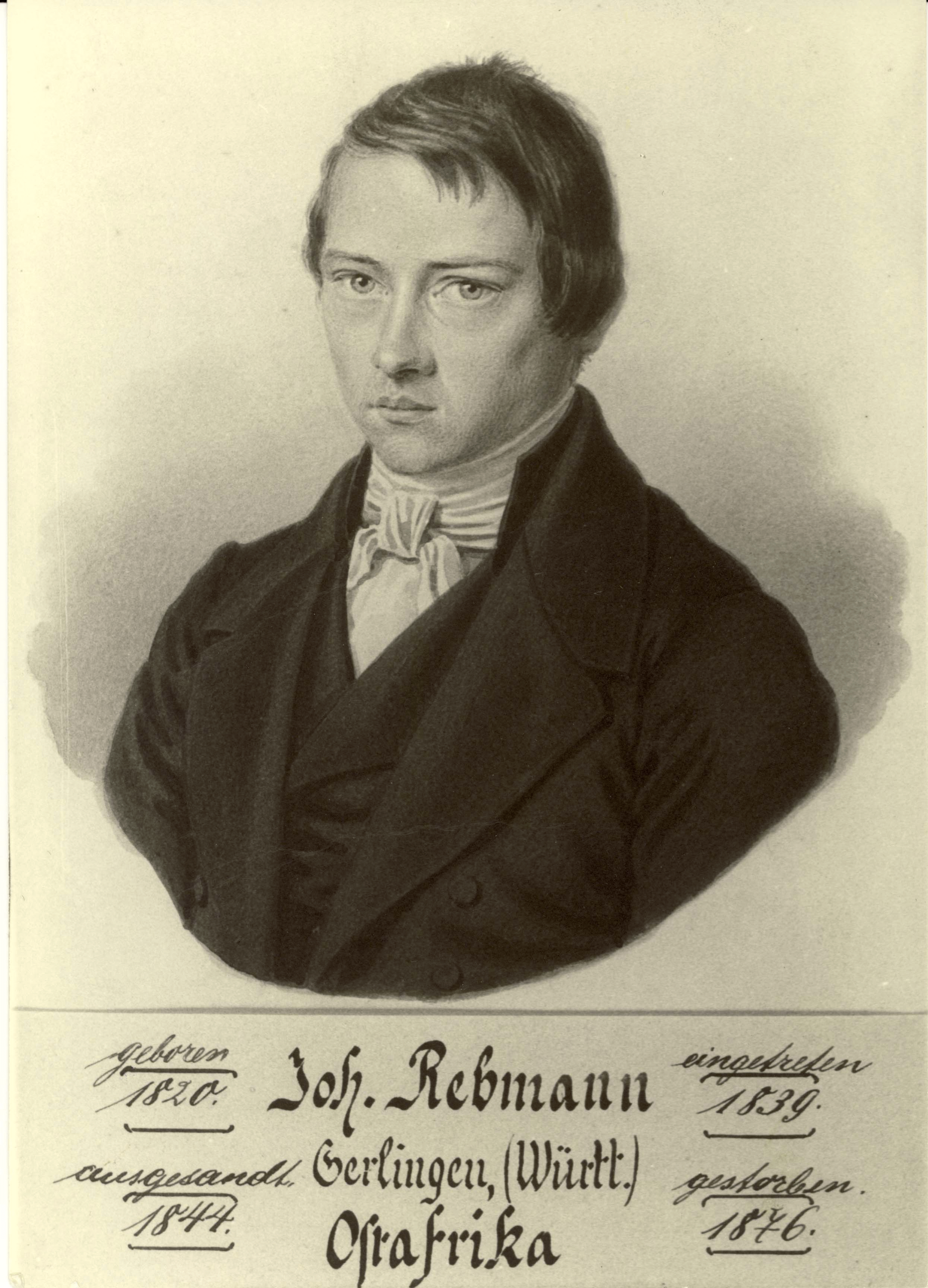
Portrait de Johannes Rebmann.

Par la suite, bien qu'elle ait pu servir de repère aux caravanes des marchands arabes, aucune référence n'est faite à la montagne pendant plusieurs siècles. Ce n'est qu'à la fin du XIIIe siècle que le géographe arabe Aboul Féda évoque de manière assez vague une montagne de l'intérieur de « couleur blanche ». À la même période, un chroniqueur chinois écrit que le pays à l'ouest de Zanzibar « s'étend jusqu'à une grande montagne ». En 1519, le navigateur et géographe espagnol Martín Fernández de Enciso pourrait avoir été le premier dans Suma de Geografia à véritablement évoquer le Kilimandjaro : « À l'ouest [de Mombasa] se trouve l'Olympe d'Éthiopie qui est très haut, et plus loin encore se trouvent les monts de la Lune où sont les sources du Nil. Dans toute cette région se trouve une grande quantité d'or et des animaux sauvages »,. En 1845, le géographe britannique William Cooley, renseigné quelques années auparavant par des émissaires arabes à Londres, assure que la montagne la plus connue d'Afrique de l'Est, appelée Kirimanjara, est recouverte de corail rouge,.
En 1840, la Church Missionary Society décide d'entreprendre l'évangélisation de l'Afrique de l'Est. C'est ainsi que Johannes Rebmann, un missionnaire allemand formé à Bâle, est envoyé à Mombasa en 1846 dans le but de soutenir Johann Ludwig Krapf, atteint de malaria. Le 27 avril 1848, il part, accompagné de Bwana Kheri et de huit autochtones, à la découverte du royaume chagga de Kilema dont Krapf et lui ont entendu parler sur la côte et que seuls des esclavagistes arabes ont pénétré,. Il découvre alors sans s'y attendre, le 11 mai, à seulement 28 ans, cette montagne formée d'un dôme blanc :

« Vers 10 heures, je vis quelque chose de remarquablement blanc au sommet d'une haute montagne et crus d'abord qu'il s'agissait de nuages, mais mon guide me dit que c'était du froid, alors je reconnus avec délice cette vieille compagne des Européens qu'on appelle la neige. »

— Johannes Rebmann, Church Missionary Intelligencer

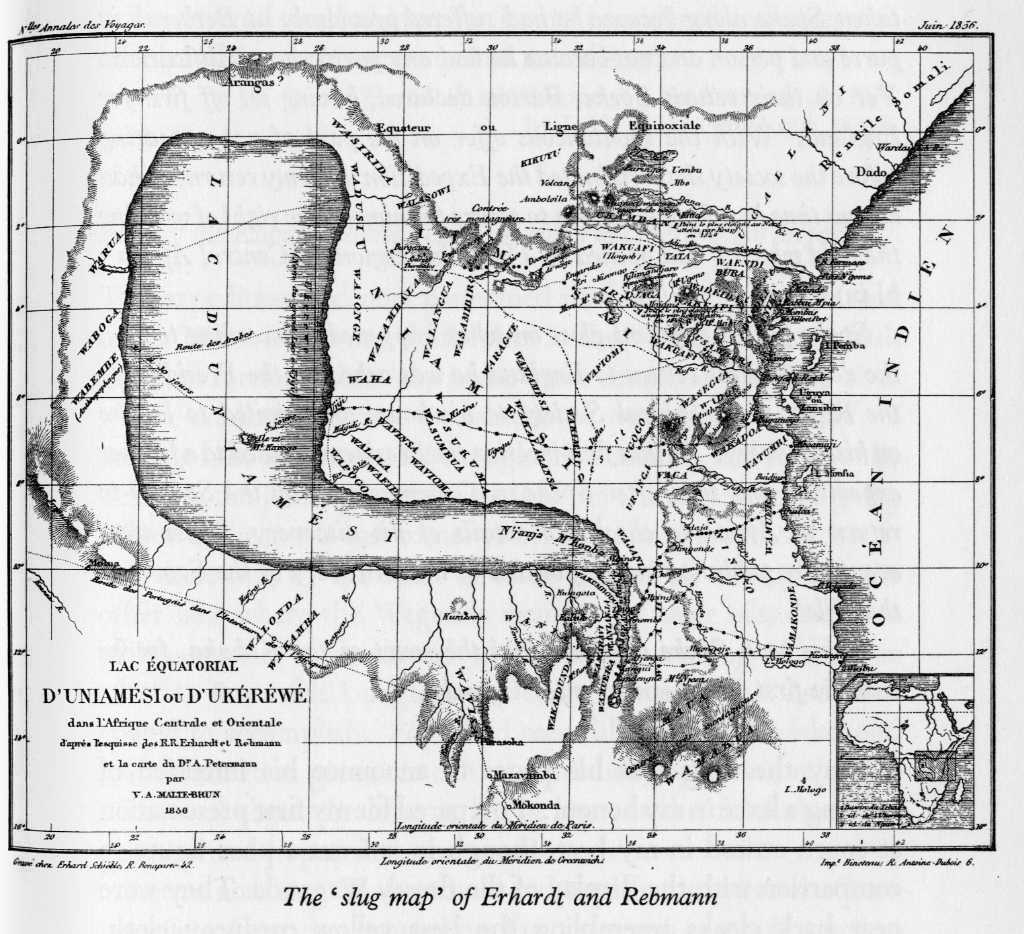
Carte datant de 1856, couvrant l'actuelle Tanzanie, appelée « carte limace » et illustrant certaines des découvertes des missionnaires.

Son attention est entièrement portée sur la présence de neige dont il s'étonne lui-même à cette latitude. Il s'avère que sa nature inconnue est l'objet de nombreuses croyances et attribuée de la part des indigènes à des esprits,. Il retourne au Kilimandjaro en novembre et y rencontre des conditions climatiques plus favorables à l'observation. Il décrit alors deux sommets principaux, l'un conique et l'autre plus élevé formé d'un dôme, qui s'élèvent au-dessus d'une base commune de 25 milles (40 km) de long et séparés par une dépression en forme de « selle » de 8 à 10 miles. Sa découverte, rapportée à Londres en avril 1849, est toutefois contestée. Personne ne veut croire qu'il y a, à cet endroit d'Afrique, ces neiges éternelles malgré la confirmation six mois plus tard par Krapf qui a entre-temps découvert le mont Kenya. De virulentes contradictions opposent Cooley à Rebmann.
En 1856, le Kilimandjaro est représenté pour la première fois sur la « carte limace » tracée par Rebmann et Erhardt. La controverse alimente la curiosité des géographes et plusieurs expéditions s'enchaînent dont celle de John Hanning Speke et Richard Francis Burton en 1858. Ce dernier affirme qu'il faut chercher les sources du Nil dans les environs de la montagne. Henry Morton Stanley confirme même leur découverte par Speke en 1862. Finalement, c'est l'expédition du baron allemand Karl Klaus von der Decken accompagné du jeune botaniste britannique Richard Thornton, en 1861, qui permet de confirmer par une observation à 2 460 mètres d'altitude l'existence des neiges sur le sommet. Decken en profite l'année suivante pour grimper à 4 260 mètres d'altitude et réaliser les premières cartes topographiques et hydrographiques du sommet. Elles sont très approximatives mais permettent pour la première fois de confirmer la nature volcanique du Kilimandjaro,.
Toutefois, pendant plusieurs décennies, l'accès au Kilimandjaro reste difficile. Le chemin de la côte à la montagne est long et semé d'embûches : animaux sauvages, pillards, rudesse du climat. De plus, les caravanes rechignent à monter en raison de la peur qu'inspirent les guerriers maasaï et les guerres incessantes entre Wachagga génèrent de l'insécurité comme en témoigne la blessure mortelle causée à Charles New, un missionnaire anglais mandaté par Decken.

### Premières ascensions

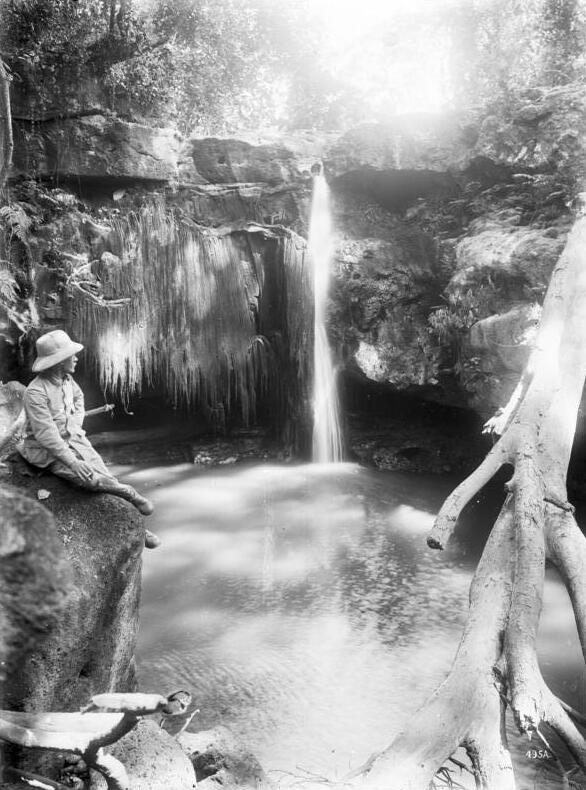
Explorateur près d'une chute d'eau en 1906, dans l'Afrique orientale allemande, à proximité du Kilimandjaro.

Le scientifique et explorateur écossais Joseph Thomson observe en 1883 le versant septentrional depuis le territoire maasaï et s'attaque à l'ascension du sommet mais ne dépasse pas 2 700 mètres d'altitude. Il est suivi du comte hongrois Sámuel Teleki avec l'Autrichien Ludwig von Höhnel en 1887 mais ils ne dépassent pas 5 300 mètres d'altitude en raison d'une douleur au tympan ressentie par Teleki. Le 18 novembre 1888, Otto Ehrenfried Ehlers arrive à 5 740 mètres d'altitude bien qu'il ait prétendu atteindre 5 904 mètres d'altitude (soit plus que l'altitude réelle du sommet),.
Le géologue allemand Hans Meyer, bien que conseillé par Teleki, échoue en 1887 dans sa première tentative à 5 400 mètres d'altitude. Il recommence l'année suivante, accompagné du géographe autrichien Oscar Baumann, mais les deux hommes sont faits prisonniers au cours de la révolte d'Abushiri et doivent verser une rançon de 10 000 roupies. Après ces deux échecs, Meyer décide de se faire accompagner de son ami Ludwig Purtscheller, un alpiniste autrichien, ainsi que de Yohanas Kinyala Lauwodu, un soldat wachagga de l'armée à Marangu. L'expédition est hébergée avant son départ par W.L. Abbott, un naturaliste qui a déjà bien étudié la montagne. Bien préparés et soumis à une discipline très stricte, ils atteignent enfin le cratère du Kibo à 5 860 mètres d'altitude le 3 octobre. L'expérience de Meyer est déterminante dans le choix d'établir des camps approvisionnés par les porteurs tout au long du parcours afin de pallier le manque de nourriture en cas de tentatives répétées. Les hommes constatent que, pour escalader le Kaiser-Wilhelm-Spitze (l'actuel pic Uhuru), il leur faut contourner la crête rocheuse. Ils parviennent au sommet le 6 octobre 1889 après avoir passé plusieurs heures à tailler au piolet des marches dans la glace les jours précédents. Ils entreprennent ensuite l'ascension du Mawenzi et passent au total seize jours à plus de 4 000 mètres d'altitude en étant confrontés à des températures proches de −14 °C. L'ascension du pic Uhuru n'est reproduite que vingt années plus tard par M. Lange,.

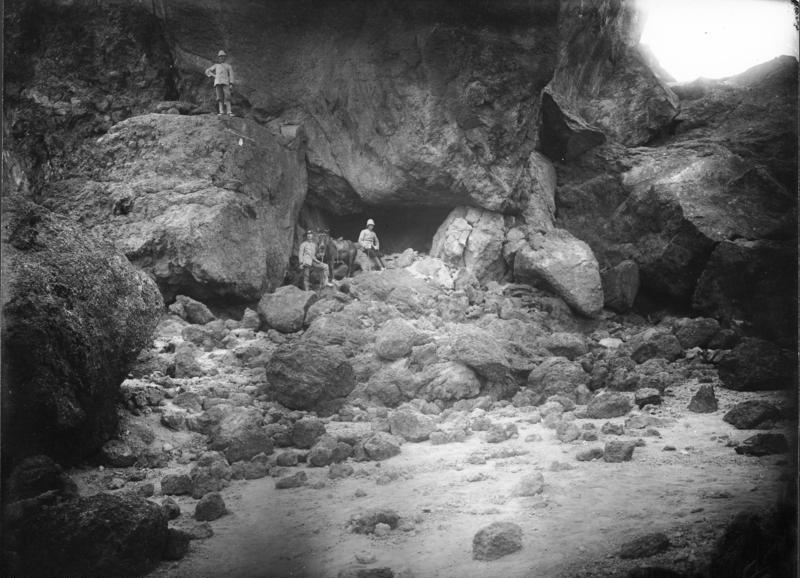
Expédition allemande explorant des grottes au pied du Kibo en 1906.

À l'aube du XXe siècle, les Allemands se mettent à construire des refuges sur la montagne. Parmi ceux-ci, le refuge Bismarck à 2 550 mètres d'altitude et le refuge Peters à 3 450 mètres. Le refuge Kibo est construit en 1932.
Le Mawenzi n'est escaladé avec succès que le 29 juillet 1912 par les Allemands Fritz Klute et Eduard Oehler. La fragilité de sa roche rend la progression très difficile. Les deux hommes en profitent pour réaliser la troisième ascension du pic Uhuru, la première par le versant occidental. Quelques semaines plus tard, Walter Furtwängler et Siegfried König redescendent le Kibo en skis. Frau von Ruckteschell devient la première femme à atteindre Gilmann's Point.
La Première Guerre mondiale met en suspens les ascensions. En 1926, le pasteur Richard Reusch découvre au bord de la caldeira du Kibo un léopard gelé dont il prélève une oreille comme preuve, ce qui inspire une nouvelle à Ernest Hemingway. L'année suivante, il descend au fond du cratère qui porte ensuite son nom. Il réalise au total une quarantaine d'ascensions. En 1927, un trio britannique enchaîne le Mawenzi et le Kibo, ce qui fait de Sheila MacDonald la première femme à gravir le pic Uhuru.

### Les missions religieuses
L'évangélisation commence à la fin du XIXe siècle dans un contexte de luttes claniques perpétuelles et de colonisation. Les catholiques et les protestants s'évertuent à explorer, entamer des pourparlers, acquérir des terres, enseigner les langues, installer des écoles, des dispensaires et des orphelinats, cultiver la terre et construire des lieux de culte. Les Wachagga semblent friands de lecture et d'écriture. Malgré cela, les missionnaires des deux religions subissent des pertes humaines et matérielles au gré des fluctuations des tensions politiques avec les autorités traditionnelles et coloniales.
En 1885, le premier poste protestant est ouvert à Moshi. Mandara, le roi de Moshi, reçoit à sa demande des enseignements chrétiens de la part de l'évêque Hannington de la Church Missionary Society et du Révérend Fitch. Il décide l'année suivante d'autoriser la construction d'une école pour garçons. Cependant, les choses se compliquent pour les missionnaires britanniques, placés entre les autochtones et les forces coloniales allemandes, et ils sont remplacés en 1892 par des luthériens de Leipzig qui deviennent actifs sous le protectorat. Des émeutes en 1893 provoquent l'incendie du poste de Moshi et des pasteurs s'installent tour à tour à Machame, Mamba, Mwika, Old Moshi et finalement Masama en 1906. En 1908, dix ans après les premiers baptêmes, 53 Wachagga ont adopté la religion protestante. Durant la Première Guerre mondiale, les missionnaires allemands sont confinés puis expulsés. Le premier pasteur chagga entre en fonction en 1932,.
Les protestants ont quelques rivalités avec les Spiritains, venus de La Réunion et installés de part et d'autre à l'est et à l'ouest de la montagne, mais entretiennent avec eux des relations respectueuses. Ces derniers ont peu à peu raison, auprès du Saint-Siège, des Comboniens installés dans la région du Soudan le long du Nil ainsi que des Bénédictins bavarois qui arguaient pourtant de leur adaptation au milieu montagnard. Ceux-ci réalisent d'ailleurs de magnifiques gravures représentant le Kilimandjaro qu'ils publient dans le Nassauer Bote et dans le calendrier de Sainte Odile. Les Spiritains se voient d'abord attribuer la préfecture apostolique du Zanguebar en juin 1863 et s'installent à Bagamoyo en 1868. Après plusieurs tentatives infructueuses, ils s'enfoncent à partir du 1877 en direction des plateaux de l'ouest, poussés par la propagande puis appelés par le baron von Eltz établit à Moshi qui souhaite fonder au Kilimandjaro une colonie de Polonais catholiques et requiert les services d'un prêtre. Il s'adresse à Mgr de Courmont qui entame avec les Pères Auguste Gommenginger et Le Roy un voyage d'étude considéré comme déterminant dans la connaissance de la montagne et comme marquant dans l'implantation de l'Église catholique. Ce dernier écrira en 1893 Au Kilima-Ndjaro. Courmont réalise de nombreuses esquisses, chaque fois que le temps s'éclaircit, et écrit le 1er mars puis le 1er décembre 1890 :

« Depuis deux ans nous projetions une fondation au Kili. Mais comment y arriver par une région où régnaient toujours les hostilités ? D'autre part, les immenses et fertiles plaines de Tana nous étaient ouvertes [...] Le R.P. Leroy [est] notre principal entremetteur auprès des indigènes dont il parle très bien la langue. »

« Ainsi sur le Tana insuccès ; déception sur le Sobaki. Restait le Kilima Ndjaro.
Je résolus d'en faire l'exploration, en compagnie de deux de nos Pères. Elle fut rapidement menée et les circonstances ont voulu que la mission pût être, sans plus de retard, commencée au mois de septembre.
Ce pays […] est formé d'un magnifique massif de montagnes, dominé de deux pics, le Kibo haut de 6 000 mètres et le Kima de 5 300. Il est fertile, sain et très populeux.
Les Washaga, ou noirs indigènes de la région montagneuse, sont intelligents, industrieux, désireux de s'instruire. Leurs enfants nombreux s'empressent autour du missionnaire, sans trop révéler cette nature sauvage qui, après une première curiosité satisfaite, les disperse [...] Nous pouvons donc augurer beaucoup de bien de cette mission, surtout si le Kilima Ndjaro devient, comme il en a été question, un pays d'émigration pour une population laborieuse de paysans catholiques allemands.
Toutefois, l'éloignement de ce point qui rend difficiles l'organisation et l'expédition de caravanes fait aussi de cette fondation une œuvre qui demandera plus de peines, d'ennuis, de tribulations de toute nature et des dépenses plus considérables. Mais nous avons confiance en Dieu, et c'est pour cela que nous allons quand même de l'avant. »

— Mgr de Courmont, Annales apostoliques

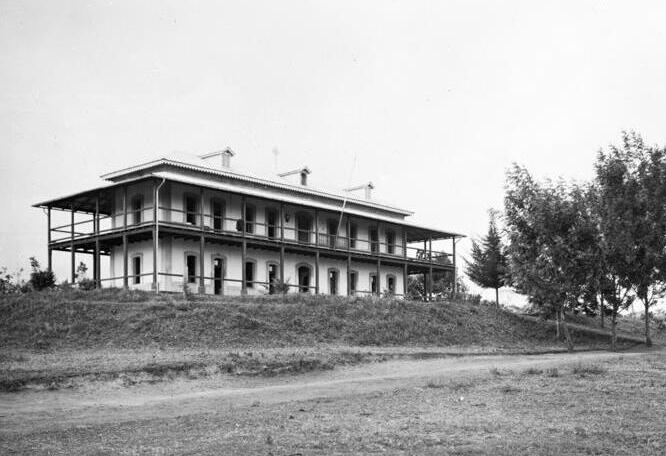
Mission de Kilema en 1906.

En 1891, la première mission catholique est créée à Notre-Dame de Lourdes à Kilema, au pied du Kibo dont la grâce est plusieurs fois évoquée dans les correspondances. Peu à peu, un réseau de paroisses se met en place sur les flancs du volcan avec une majorité de missionnaires alsaciens dans un premier temps. Des communautés à part entière naissent autour de chaque mission, où l'éducation et le commerce — en particulier celui du café — sont encouragés. Une deuxième mission est implantée à Notre-Dame de la Délivrance de Kibosho, en 1893, sur un site convoité par les protestants, affirmant plus encore leur domination jusqu'au cœur de la montagne. Au début du XXe siècle, Kibosho accueille régulièrement 3 000 enfants au sein de 22 écoles. En 1898, la mission de Rombo (Fisherstadt) naît à son tour, suivie non loin de là de Notre-Dame des Neiges à Huruma en 1931. Plusieurs annexes sont érigées en missions indépendantes : Uru en 1912 puis Umbwe, confiée aux prêtres africains, Narumu et Kishimundu (elle-même filiale d'Uru) en 1947 se séparent de Kibosho ; tout comme, à cette même date, Kirua, Marangu et Maua, la « mission la plus élevée du Kilimandjaro », auparavant rattachées à Kilema ; Mashati devient indépendante de Rombo en 1912 (malgré une fermeture entre 1922 et 1926) et Mengwe en 1950.
Le 13 septembre 1910, une nouvelle organisation se met en place. La propagande, sur demande de Monseigneur Vogt, érige le nord du vicariat de Bagamoyo en un nouveau vicariat et lui donne le nom de vicariat apostolique du Kilima-Ndjaro.
En 1998, parmi les 80 prêtres spiritains tanzaniens formés à Moshi, aucun n'est demeuré sur place. Les anciennes missions ont toutes été cédées mais les sœurs de la Congrégation de Notre-Dame du Kilimandjaro, fondée à Huruma, continuent d'y entretenir une vie religieuse intense. Parmi les protestants, près de 200 pasteurs nationaux officient encore dans le diocèse de Moshi. Au début du XXe siècle, des planteurs grecs orthodoxes se sont installés près de la montagne et ont construit des lieux de culte, mais leur présence a été temporaire et leur prosélytisme limité. Leurs installations ont été cédées et l'église orthodoxe de Moshi a été vendue aux Baptistes avec autorisation pour un prêtre orthodoxe d'y exercer des offices.
La présence de toutes ces communautés confessionnelles a laissé de nombreux ouvrages anciens décrivant le Kilimandjaro et a largement contribué à l'alphabétisation de la région. En 1914, seulement 5 % des écoles étaient laïques et cinquante ans plus tard, lors de l'indépendance, 75 % des écoles primaires et 50 % des écoles secondaires avaient été fondées par des missions,.

### La montagne au cœur des enjeux géopolitiques internationaux

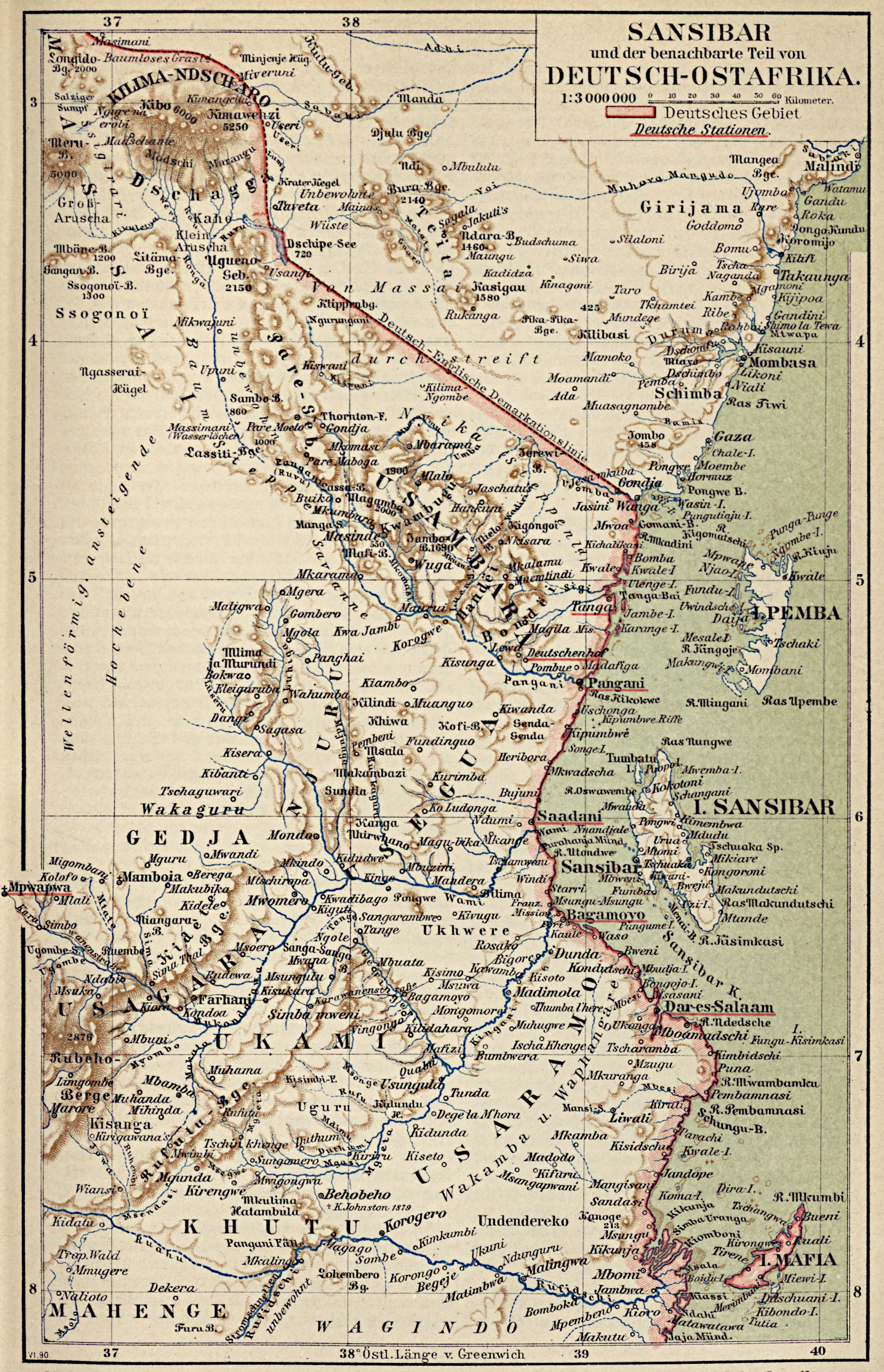
Carte d'époque (1890) de la côte de l'Afrique orientale allemande montrant le protectorat britannique de Zanzibar (à droite) ainsi que la colonie britannique du Kenya (en haut) et où apparaît le Kilimandjaro (coin supérieur gauche).

Les découvertes de Johannes Rebmann et Johann Ludwig Krapf attisent l'intérêt de l'Empire allemand pour l'Afrique de l'Est, tout comme celui de l'Empire britannique en 1883 : le naturaliste Harry Johnston est officiellement chargé par la Royal Geographical Society d'escalader le Kilimandjaro et de détailler sa flore et sa faune ; officieusement il travaille pour les services secrets britanniques. Une rivalité se met en place, opposant d'abord la Deutsch-Ostafrikanische Gesellschaft (« Compagnie de l'Afrique orientale allemande ») de Carl Peters et l'Imperial British East Africa Company (« Compagnie britannique impériale d'Afrique de l'Est »). Des alliances s'organisent non sans difficulté avec les chefs locaux, constamment en guerre et approvisionnés en armes par les marchands arabes. Dans les années 1880, les principautés de Kibosho sous le règne de Sina et de Moshi sous celui de Rindi, Mandara puis Meli s'affrontent violemment. Les enjeux impliquent progressivement les États de manière plus directe avec la conférence de Berlin en 1884 et la signature l'année suivante d'une lettre impériale de protection de la main d'Otto von Bismarck garantissant les possessions allemandes à l'ouest de Dar es Salam. Le Kilimandjaro leur échoit par le jeu des allégeances et les Britanniques sont repoussés au nord. Ils obtiennent Mombasa « en compensation » le 1er novembre 1886 et la frontière résulte en deux segments qui se raccordent en contournant ostensiblement la base du versant septentrional du volcan. La colonisation devient officielle à partir du 1er janvier 1891, date de création d'un protectorat allemand. L'Afrique orientale allemande perdure jusqu'au 25 novembre 1918 où elle passe sous contrôle britannique. Elle est scindée sept mois plus tard, à la suite du traité de Versailles, et renommée protectorat du Tanganyika qui acquiert le statut de mandat de la Société des Nations en 1922.
Le 9 décembre 1961, l'indépendance du Tanganyika est proclamée. Le même jour, comme pour répondre à l'acte similaire de Hans Meyer en 1889 qui signait le début de la domination allemande sur ce territoire, le drapeau du nouvel État est planté avec une torche au sommet et celui-ci est rebaptisé pic Uhuru, le « pic de la liberté ». Ce symbole, voulu par le premier ministre et futur président Julius Nyerere, est censé marquer la fin des inégalités raciales et la réappropriation de cette figure de l'Afrique. Politiquement, il est en toile de fond de la déclaration d'Arusha proclamée à ses pieds le 5 février 1967 par le parti au pouvoir, l'Union nationale africaine du Tanganyika, et qui définit les grandes lignes de l'Ujamaa. Économiquement, il devient une figure du tourisme national et est représenté sur de nombreux produits fabriqués dans le pays. Mais cette image de marque est mal gérée et les devises échappent aux Tanzaniens : les guides et porteurs sont mal payés, les séjours sont organisés depuis le pays de départ par des entreprises étrangères, la clientèle est relativement peu fortunée, les prestations ne sont pas à la hauteur des attentes. Historiquement, la région est tournée vers la côte et le Kilimandjaro est « oublié » au profit des plages de sable fin et des grandes plaines plus faciles d'accès. Le parc national du Kilimandjaro, créé en 1973, a davantage vocation à protéger la forêt et les ressources hydrologiques que de promouvoir le tourisme. Les autorités voient cette manne s'échapper vers le Kenya auquel les catalogues touristiques attribuent fréquemment la possession du volcan. La rivalité avec ce voisin plus prospère conduit en 1977 à la fermeture des frontières et à la dissolution de la Communauté d'Afrique de l'Est.

## Population et traditions

### Répartition et organisation politique

Carte de la répartition des peuples et tribus autour du Kilimandjaro.

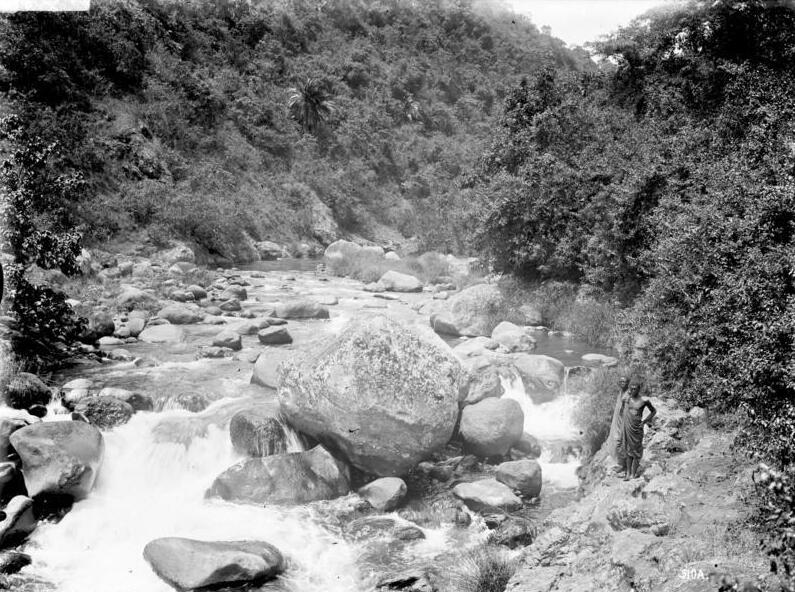
Deux Wachagga au bord de la rivière Weru-Weru.

Les Wachagga sont répartis sur les versants au sud et à l'est du Kilimandjaro. Les premières chefferies sont apparues à la fin du XVIIIe siècle sous la coupe d'hommes influents, en armant de jeunes classes d'âge. Une des premières grandes chefferies qui conquiert tout le versant oriental grâce aux alliances avec les Wakamba est celle d'Orombo, un Wachagga de Keni, mais elle s'écroule à la mort de son leader. Les chefferies de Kilema et Machame, sur le versant méridional, profitent quant à elles respectivement du commerce avec les Européens et d'une alliance avec les Maasaï. Kibosho atteint son apogée en 1870 sous le règne du roi Sina qui commerce avec les Swahilis. Moshi, au début du XXe siècle trouve l'appui des missionnaires. Ces alliances et ces conquêtes successives ont permis aux Wachagga de se mélanger. Pourtant, l'unité des chefferies a mis longtemps à se réaliser. Ce n'est que dans les années 1950, avec le développement économique collectif et la nomination pour la première fois de leur histoire d'un chef unique, qu'elle devient une réalité. Le catalyseur de cette prise de conscience est sans doute à chercher dans le regard posé par les Occidentaux sur « cette tribu ». Administrativement, les limites des villages (kijiji) sont en partie le reflet des anciens clans et chefferies. Ils sont regroupés en districts (mtaa ou mitaa).
Les Ongamo qui se concentrent actuellement dans la région de Rombo, au nord-est, sont en voie d'assimilation parmi les Wachagga. Ils conservent une tradition apicole et pastorale en lisière supérieure de la forêt. Les Maasaï occupent les piémonts au nord et à l'ouest de la montagne. Leur mode de vie est de plus en plus influencé par celui des peuples environnants et ils abandonnent progressivement leurs traditions : sédentarisation, accès à la propriété, christianisation. Il en résulte une marginalisation des groupes d'agropasteurs ou d'agriculteurs.

### Linguistique
Le kichagga est en réalité divisé en trois langues, le chagga occidental, le chagga central et le chagga oriental ou rombo, comprenant elles-mêmes plusieurs dialectes. Ils sont plus ou moins homogènes entre eux, à tel point que des locuteurs parlant deux dialectes du chagga occidental différents auront des difficultés à communiquer et feront face à une incompréhension presque totale avec des locuteurs du chagga oriental. Le chagga occidental est subdivisé en dialectes siha (à Kibong'oto), rwa (mont Méru, versant ouest du Kilimandjaro), machami (à Machame) et kiwoso (à Kibosho) ; le chagga central en dialectes uru, mochi (à Old Moshi, Mbokomu), wunjo (à Kilema, Kirua, Marangu, Mamba) ; le chagga oriental en dialectes nord-rombo (Mashati, Usseri) et sud-rombo (Keni, Mamsera, Mkuu). Par ailleurs, les tribus chaggas réparties au sud et à l'est du Kilimandjaro ont des contacts avec des populations à langues bantoues (Pare, Wataita, Wakamba) et nilotiques (Ongamo, Maasaï), ainsi que par le passé couchitiques.

### Éducation
Les missions religieuses ont largement participé à l'alphabétisation des Wachagga et à leur modernisation. Dans le même temps, un grand nombre d'entre eux ont adopté le christianisme. Ainsi, la seule Église catholique peut aujourd'hui revendiquer près de 570 000 fidèles dans 39 paroisses et 72 succursales. La première école pour garçons a ouvert en 1894 à Machame. Dix ans plus tard, il existe trente établissements luthériens qui rassemblent 3 000 élèves, puis 5 817 en 1909 et 8 583 en 1914 dans une centaine d'écoles. Du côté catholique, 2 300 enfants des deux sexes fréquentent 22 écoles en 1909 et deux ans après plus de 7 000 rien qu'à Kibosho et Rombo. L'hostilité des propriétaires terriens occidentaux, la concurrence entre les confessions, l'arrivée de l'islam ainsi que la Première Guerre mondiale ralentissent le développement des écoles. Dans les années 1920, des écoles laïques ouvrent alors leurs portes avec une élite chagga à leur tête. En 1944, le nouveau conseil chagga instaure un impôt pour financer leur multiplication. L'élection de Julius Nyerere, lui-même ancien instituteur, à la présidence du pays nouvellement indépendant ne fait qu'accélérer la tendance,.

### Croyances et rituels
Bien que le christianisme soit désormais la religion dominante, un fond de croyances ancestrales demeure dans les zones les plus rurales. Les anciens chagga croient en l'existence des sorcières (wusari) ayant la capacité de faire pleuvoir. Ils voient dans les rêves des présages. Ils adorent leurs défunts en pensant qu'ils ont une influence sur leur destin. Leur dieu s'appelle Ruwa et leur mythologie a de nombreux points communs avec la Bible. Ils reconnaissent le concept de péché et pratiquent un genre de confession accompagnée de décoctions pour écarter le mauvais sort de la victime. C'est le guérisseur qui est chargé de cet acte, en plus de ses fonctions médicinales. Dans les anciennes traditions, seuls les individus mariés sont attachés en position repliée puis inhumés face au Kibo. Les jeunes et mort-nés sont enroulés dans des feuilles de bananiers et souvent déposés au pied d'un arbre. Des sacrifices d'animaux ont lieu durant les neuf jours qui suivent l'enterrement afin d'accompagner l'âme du défunt. Il existait un rite de passage relativement violent appelé ngasi pour marquer le passage des garçons à l'âge adulte (mbora). Les mariages étaient arrangés par les familles.

### Habitat et agriculture traditionnels

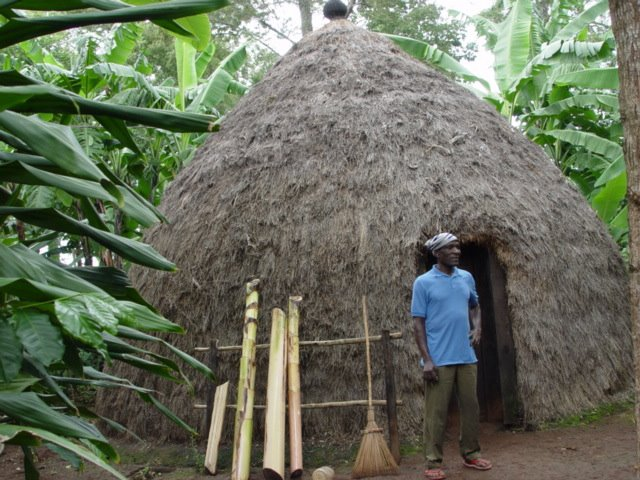
Une case traditionnelle chaga sur l'itinéraire Marangu.

La propriété chagga typique est constituée par une concession (muri ou mri) au centre de laquelle se trouve la case (mmba), dépourvue de murs et dont le toit à base de perches de bois, de branchages d'épineux et de chaume repose directement sur le sol. Elle est de forme haute et conique à l'est entre Rombo et Moshi, basse et voûtée à l'ouest. L'espace du côté aval est partagé avec les animaux (chèvres, bovins) ; au fond, le côté amont est réservé aux humains pour prendre les repas, recevoir les visiteurs, dormir et ranger les ustensiles domestiques. La couche est faite à base de feuilles de bananier recouvertes par une peau de bête. Les deux espaces sont séparés par des piquets et par le foyer (iriko) au-dessus duquel sèchent les fruits et le bois de chauffe. Ces cases traditionnelles ont été remplacées par des maisons rectangulaires (nshelu, mtshalo ou mshalo) en briques ou parpaings, crépies et peintes, aux fenêtres vitrées et au toit recouvert de tôle. La concession est entourée par une haie (ndaala ou waatha) de Dracaena steudneri pour en assurer la sécurité. Deux cours entourent l'habitat : une cour extérieure (mboo ou nja) à laquelle on accède par un portail (ngiri, kichumi ou ksingoni) permet aux enfants de s'amuser ; une cour intérieure (kari, kadi, mbelyamba ou kandeni) à l'arrière permet d'extraire les graines de toutes sortes (céréales, café). Des annexes peuvent être construites sur la concession : grenier, auvent à bière ou hutte. Cette dernière servait à abriter le mari après de longues années de vie commune mais la pratique a disparu,,.

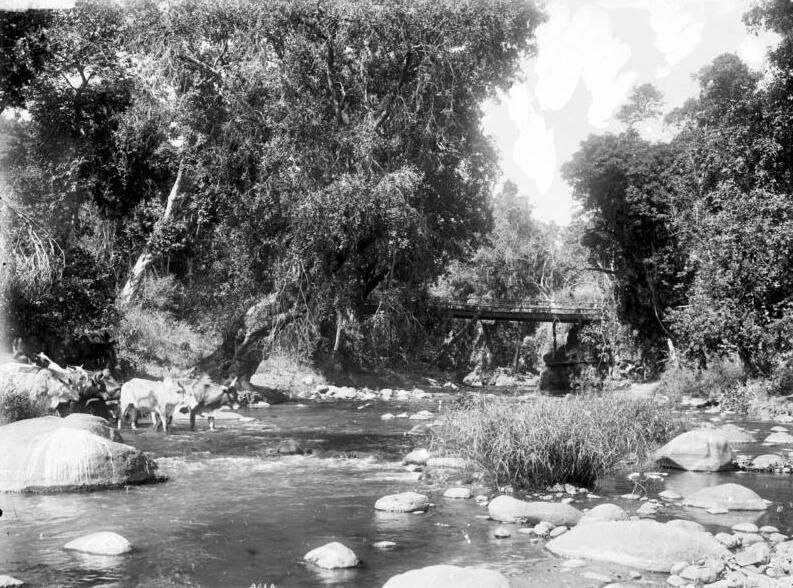
Troupeau de vaches traversant la rivière Weru-Weru au pied du Kilimandjaro.

Du point de vue ancien des Wachagga, les zones cultivées se situent entre la savane (kasa, nuka, mwai) aride, malsaine, vecteur de fièvres et arpentée par les guerriers maasaï d'une part et la forêt de montagne (nturu, mtsudu, msuthu) d'autre part. L'agriculture est dès la période pré-coloniale marquée par un système productif relativement intensif, caractérisé par l'épandage du fumier issu de l'élevage sur des sols déjà fertiles. Parmi les productions figurent en premier lieu les bananiers introduits depuis l'Asie du Sud-Est probablement par les commerçants arabes vers le VIIIe siècle. En plus des fruits appelés iruu ou irubu, les feuilles et les fibres trouvent de nombreux usages. La banane existe sous sa forme à manger « sur l'arbre », à cuire ou à bière, chacune ayant un qualificatif propre montrant par là toute son importance. L'arbre et le fruit sont au cœur de nombreuses traditions et jalonnent les événements tels que mariages, grossesses, naissances et décès. La bananeraie se transmet par héritage de père en fils. Les tubercules comme l'igname (kikwa pour l'espèce locale issue de croisements de Dioscorea cayenensis, Dioscorea abyssinica et Dioscorea alata), le taro (espèce commune Colocasia esculenta appelée iruma, duma ou ithuma) et plus récemment la patate douce (Ipomoea batatas connue sous le nom de kisoiya) ont également un rôle essentiel dans l'alimentation chagga. Enfin, deux céréales sont cultivées : l'éleusine (vumbi ou mbeke) est originaire d'une région entre l'Ouganda et l'Éthiopie ; le maïs (maimba ou mahemba, termes d'abord associés dans d'autres langues au sorgho) a d'abord été introduit par les Portugais depuis les Antilles puis remplacé par une variété d'Afrique du Sud au début du XXe siècle et voit sa consommation augmenter alors qu'il a longtemps été absent de l'alimentation chagga. Les parcelles où sont cultivées les céréales et la plupart des tubercules sont irriguées par de véritables réseaux de canaux (mfongo) puis laissées en jachère généralement au bout de deux ou trois ans. L'outil de base pour travailler le sol est la houe mais la hache pour défricher et la faucille notamment sont également nécessaires. Au sud, l'agriculture s'est modernisée (engrais, tracteurs, emploi de main-d'œuvre) alors qu'elle est restée plus traditionnelle et principalement féminine à l'est. Le calendrier est dicté par les saisons auxquelles est soumis le Kilimandjaro. L'exploitation d'un espace de cueillette en amont des zones habitées, à la lisière supérieure de la forêt, a disparu,.
L'introduction de la culture du café date de la toute fin du XIXe siècle mais son essor n'a lieu qu'à partir des années 1920. Le nombre de cultivateurs, au nombre de 600 en 1922, est multiplié par vingt en l'espace de dix ans sous l'impulsion d'une coopérative de petits producteurs locaux. Dans les années 1950, la hausse du prix du café leur permet de s'enrichir, d'investir notamment dans la construction de nouvelles infrastructures et de prendre plus de poids politique. Ces paysans seront un des piliers de l'indépendance du Tanganyika et en subiront paradoxalement le contrecoup dans l'effort de mise à niveau de l'économie du pays.
L'élevage est également essentiel pour les Wachagga. Le bétail, comprenant bovins (des zébus appelés génériquement ng'umbe), caprins (mburu) et ovins (yaanri, ichondi ou irohima) fournit viande, lait et sang frais. Les volailles ont longtemps été culturellement ignorées en Afrique de l'Est.

## Activités

### Protection environnementale

Carte des parcs nationaux et réserves forestières autour du Kilimandjaro et du mont Méru.

La protection environnementale du Kilimandjaro s'est faite en plusieurs étapes. Une réserve de chasse est d'abord créée par les autorités allemandes en 1910. En 1921, elle est transformée en réserve forestière. En 1973, la zone au-dessus de 2 700 mètres d'altitude est classée au sein du parc national du Kilimandjaro. Il est ouvert au public quatre ans plus tard. En 1987, la limite du parc est abaissée jusqu'à 1 830 mètres d'altitude et il atteint 75 353 hectares. Il est finalement inscrit sur la liste du patrimoine mondial de l'UNESCO avec comme justification que « le Kilimandjaro, avec sa cime enneigée qui surplombe la plaine de près de 5 000 m, est le plus grand massif montagneux isolé qui soit » et que son parc abrite « une grande diversité d'espèces animales et végétales rares ou endémiques ». La réserve forestière qui l'entoure est progressivement passée de 89 000 à 92 906 puis 107 828 hectares. L'ensemble protège 3 000 espèces végétales.
En parallèle de l'action du parc national, différents projets ont été mis en place à petite échelle dans le but d'améliorer la gestion de la forêt avec l'aide des populations locales et d'initier des programmes de reboisement. Mais les images satellites montrent que le morcèlement continue en raison du manque d'expérience des exploitants sylvicoles et du peu de moyens investis dans la lutte contre les incendies.
Un corridor biologique de huit kilomètres de large a été maintenu au nord-ouest du Kilimandjaro, en territoire maasaï, afin de relier son parc avec celui d'Amboseli, de l'autre côté de la frontière avec le Kenya, afin d'aider à la circulation des vingt espèces communes de grands mammifères sur les vingt-cinq présentes dans les forêts de montagne.

### Randonnée et alpinisme

Carte des itinéraires d'ascension et des refuges.

L'ascension du Kilimandjaro est très prisée par de nombreux randonneurs, notamment par ceux qui se lancent à l'assaut des sept sommets. Environ 20 000 personnes franchissent l'entrée du parc national du Kilimandjaro et tentent l'ascension chaque année avec un taux d'échec d'un tiers. La meilleure période est de juillet à octobre ou en janvier et février afin d'éviter les saisons des pluies. La règlementation du parc impose les sentiers de randonnées, les moyens à mettre en œuvre pour faire l'ascension (garde…) et récolte les droits d'entrée. Il est conseillé d'être suivi de porteurs, éventuellement d'un cuisinier mais la loi oblige à être accompagné d'un guide homologué. Toutes ces ascensions nécessitent une bonne condition physique, notamment pour se prémunir du mal aigu des montagnes. Si les risques sont faibles, quelques touristes ont cependant perdu la vie lors de cette ascension, par accident ou par manque de préparation. Il convient donc de rester prudent et de s'entraîner avant de la tenter puisque seulement 40 % des ascensions sont couronnées de succès,. Des gardes sont stationnés sur la montagne pour permettre une évacuation rapide en cas d'urgence.
En 2021, un projet de téléphérique imaginé dans les années 1960 est retenu par le gouvernement tanzanien. Il permettrait d'augmenter d'au moins 50 % la fréquentation touristique, en franchissant selon l'option la plus réaliste en vingt minutes, par le biais de quinze cabines d'une capacité de six personnes soutenues par six pylônes, le dénivelé entre 1 640 et 3 800 mètres, qui nécessite habituellement trois jours. Aucune étude d'impact sur l'industrie touristique locale (agences, guides, porteurs), sur l'environnement (biodiversité, pollution, impact visuel) ni sur les conséquences physiologiques (mal des montagnes) n'a cependant encore abouti,.

#### Itinéraires de randonnée
Il faut compter entre six et dix jours pour parvenir au sommet et en revenir. Les sentiers pour le sommet du Kilimandjaro empruntent pour la plupart le versant méridional du volcan ; certains sont très fréquentés. Les itinéraires sur le versant septentrional sont réservés aux alpinistes chevronnés. Il existe sept points de départ (gate) autour de la montagne et plusieurs variantes :
Rongai Route ou Oloitokitok Route
Cet itinéraire est le plus septentrional et démarre à 1 950 mètres d'altitude. Il est peu fréquenté, mieux préservé, relativement facile et demande cinq à six jours d'ascension pour 45 kilomètres de marche. Il est privilégié durant les périodes des pluies car moins arrosé. Le camping est la seule option pour les trois premières nuits. La seconde partie de l'itinéraire est équipée de refuges et offre une variante plus directe qui reste plus éloignée du Mawenzi. L'ascension finale passe par Gillman's Point,,.

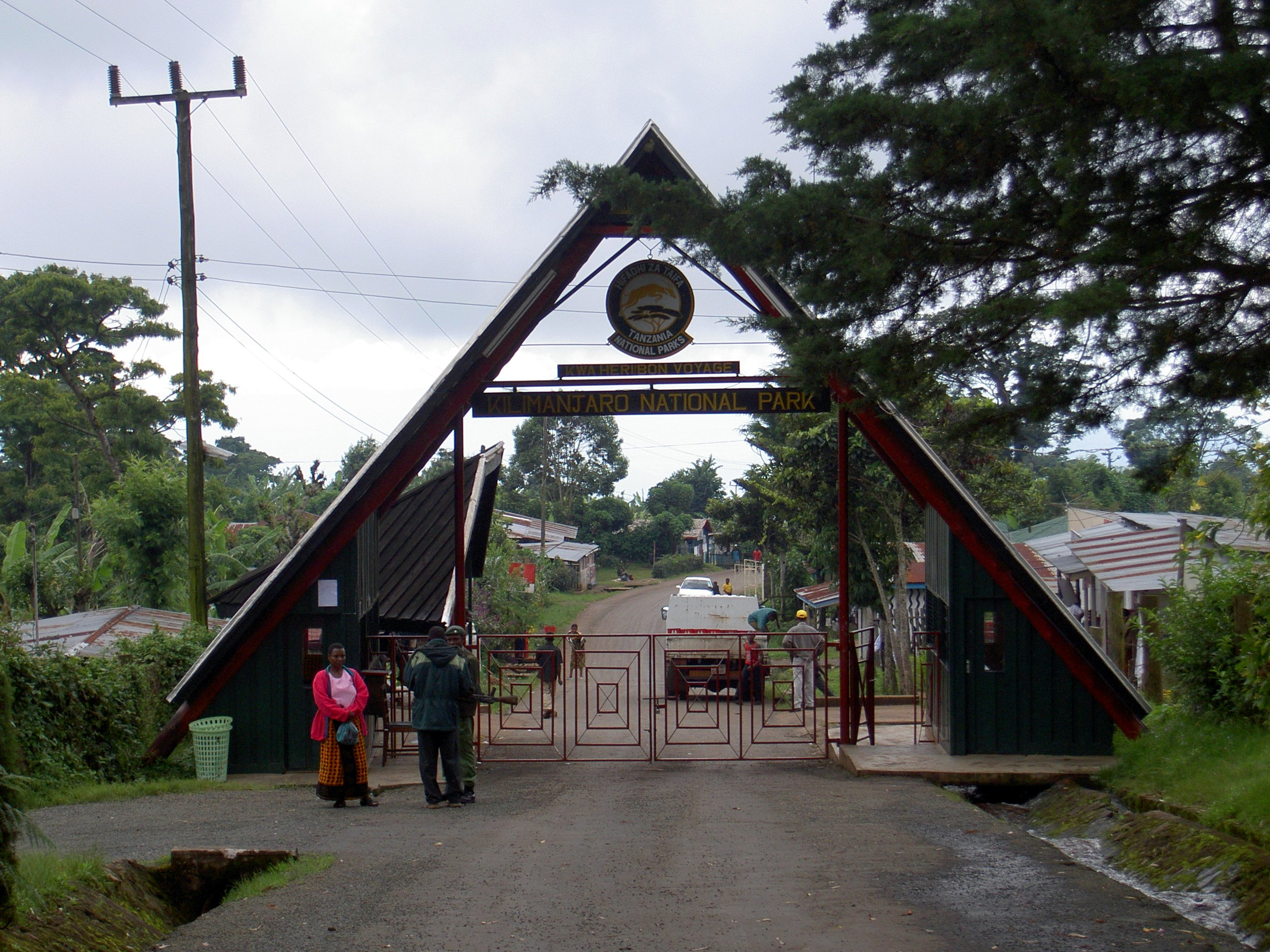
Marangu Gate.

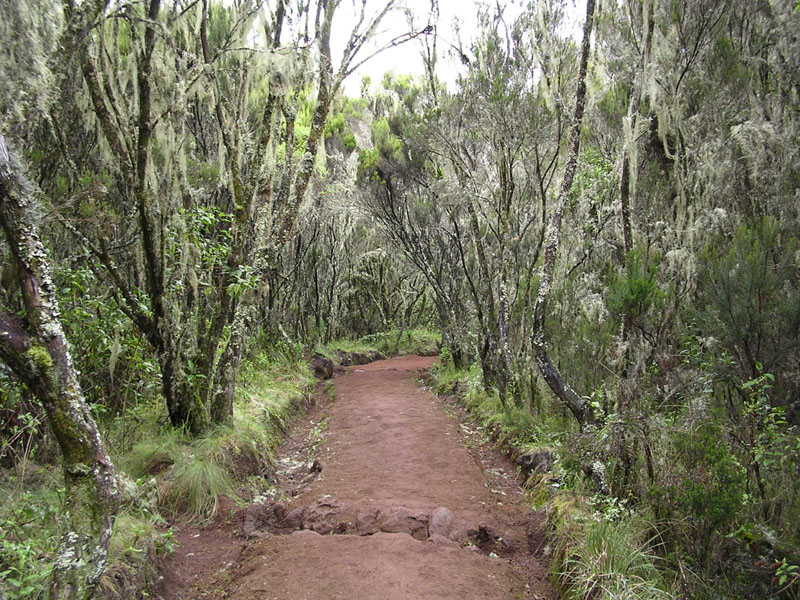
Sentier à travers la forêt de nuage sur Marangu Route.

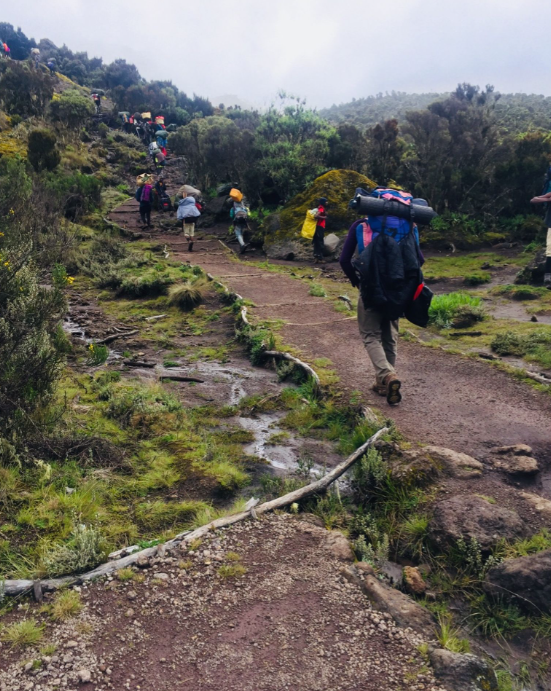
Porteurs sur la voie Machame.

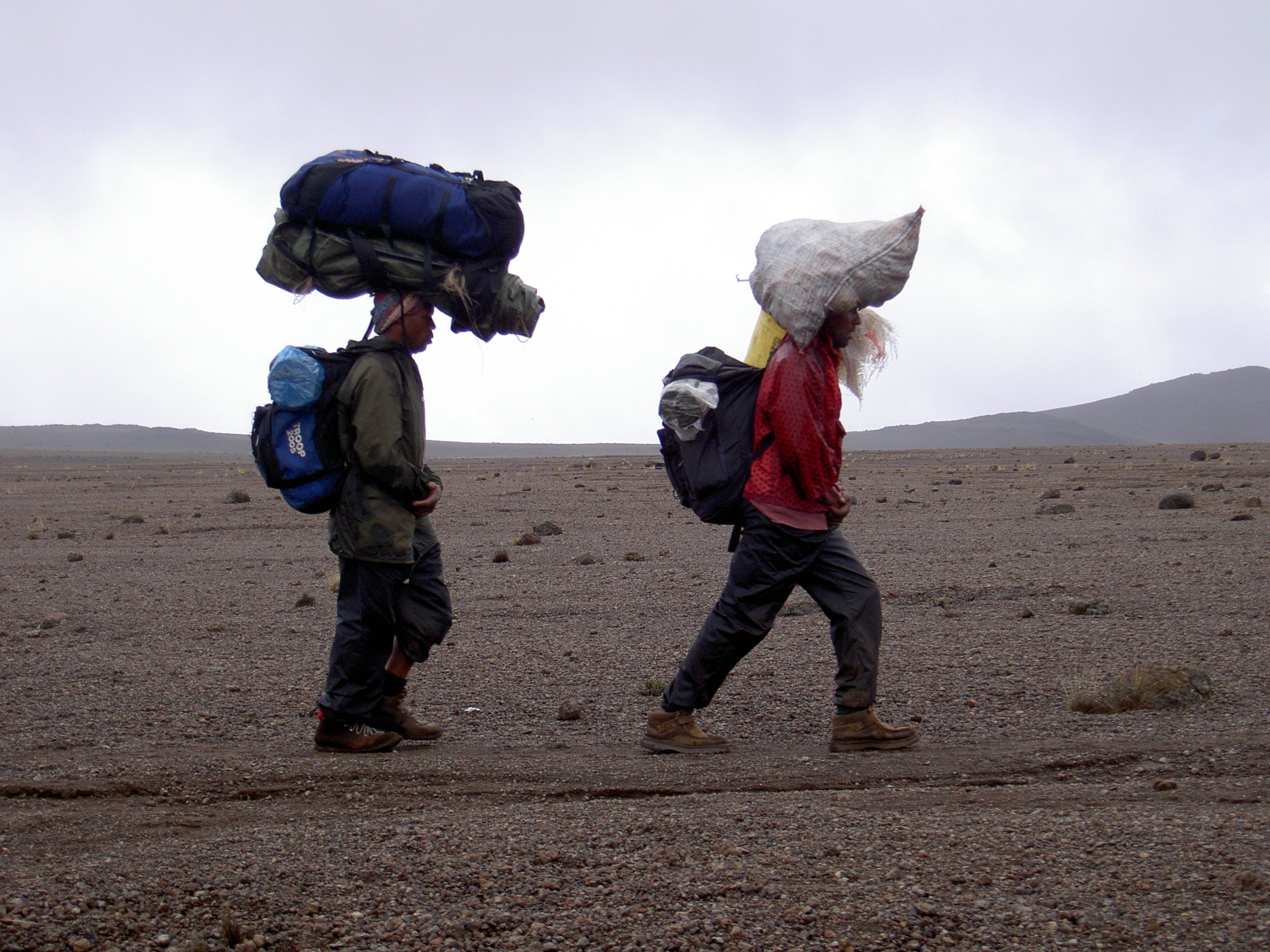
Porteurs à l'approche du sommet.

Marangu Route
Le départ à la Marangu Gate se situe au sud-est de la montagne, à 1 870 mètres d'altitude, au cœur de la forêt humide. C'est l'itinéraire le plus ancien, le plus aisé et le plus régulier, mais aussi le moins spectaculaire et le plus utilisé des touristes ; peu d'expérience et de matériel sont nécessaires. Quatre jours d'ascension et deux jours de descente suffisent pour parcourir ses 36 kilomètres et il est possible de passer chaque nuit en refuge. L'ascension finale passe également par Gillman's Point,.
Mweka Route
Cet itinéraire sur le versant méridional est le plus direct mais aussi le plus raide et le plus périlleux. Il n'est plus autorisé qu'à la descente. Il aborde le sommet du Kibo à proximité de Stella Point et entame les 22 kilomètres jusqu'à 1 640 mètres d'altitude par une crête qui longe la South-East Valley,.
Umbwe Route
Cet itinéraire très peu fréquenté se situe également au sud du Kibo. Il a été ouvert en 1963. Il est court, pentu et considéré comme très difficile. La rapidité d'ascension depuis 1 600 mètres d'altitude ne permet pas toujours à l'organisme de s'acclimater. Depuis la fermeture du tronçon Great Western Breach Route, la montée fait désormais 31 kilomètres et demande cinq jours de marche,.
Machame Route
Le départ à la Machame Gate se situe au sud-ouest de la montagne, à 1 640 mètres d'altitude. Le sentier passe dans le Barranco, puis entre le Shira et le Kibo avant d'atteindre Lava Tower. C'est un des itinéraires les plus spectaculaires et est en passe de devenir aussi populaire que Marangu Route dans le sens de la montée. Il n'offre en revanche pas beaucoup de possibilités d'abri et s'avère relativement difficile en raison des marches plus longues et plus relevées, même si la partie intermédiaire, plus plate, permet de s'acclimater. Il faut entre six et sept jours pour atteindre le sommet et parcourir les 40 kilomètres en évitant la Great Western Breach,.
Lemosho Route
Cet itinéraire de 49 kilomètres (par le Southern Circuit) complètement à l'ouest de la montagne est relativement difficile et moyennement fréquenté. Le panorama qu'il offre sur le mont Méru, avant de contourner le Shira par le nord, est certainement le plus apprécié. Il démarre à 2 360 mètres d'altitude à Londorossi Gate et nécessite entre six et huit jours de montée,.
Shira Route
Cet itinéraire est plus ancien et légèrement plus au nord que le précédent, sur le versant occidental de la montagne. Il démarre à 3 600 mètres d'altitude, beaucoup plus près de la partie sommitale, en évitant une longue marche dans la forêt. Il demeure relativement ardu et moyennement fréquenté parce que l'acclimatation est difficile les premiers jours. Il faut six ou sept jours pour parcourir ses 34 kilomètres par le Southern Circuit,,.
Great Western Breach Route
Il s'agit de la seule alternative permettant une approche du pic Uhuru par l'ouest. Elle est naturellement accessible depuis Shira/Lemosho/Machame Route. Son passage permet de franchir un dénivelé de 850 mètres en seulement deux kilomètres, avec l'aide des mains. Cependant, ses pentes sont instables et ont causé la mort de trois grimpeurs en janvier 2006. À la suite de cet accident, les autorités du parc ont décidé d'interdire son accès durant près de deux ans. Malgré sa réouverture en décembre 2007, cet itinéraire reste fortement déconseillé. Désormais, il est parfois considéré du domaine de l'alpinisme et côté I+.
Southern Circuit ou Summit Circuit
Cette variante relie Shira/Lemosho/Machame Route, Umbwe/Mweka Route et Marangu/Rongai Route au sud du Kibo. Elle a été la seule possibilité de rejoindre le sommet en venant de l'ouest lors de la fermeture de la Great Western Breach Route et reste conseillée depuis. Elle a l'avantage d'offrir une jolie vue sur les fronts glaciaires du Southern Icefield puis traverse la partie supérieure de la vallée de Karanga.
Northern Circuit
Il s'agit du tracé le plus récent et reste peu fréquenté. C'est une variante qui contourne le Kibo par le nord-ouest et relie Rongai Route à Shira/Lemosho/Machame Route. Il faut compter neuf jours pour parcourir les 90 kilomètres qui mènent au sommet en évitant la Great Western Breach.
Mawenzi & The Saddle
Cette variante relie Rongai Route et Marangu Route en passant au pied du Mawenzi.

#### Records

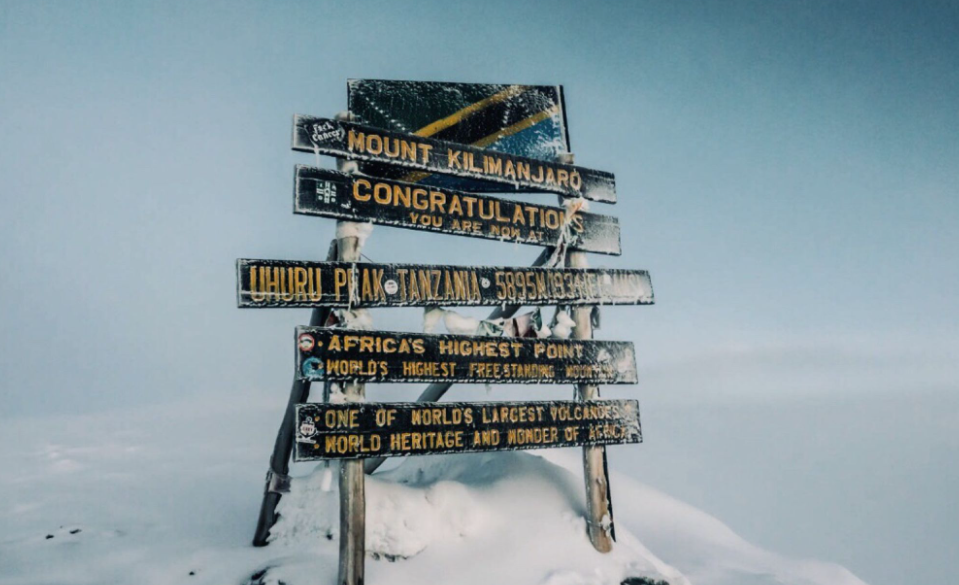
Panneau indiquant le sommet du pic Uhuru.

Le 28 septembre 2010, Kílian Jornet Burgada bat le double record de l'ascension la plus rapide en 5 h 23 min 50 s, par la voie Great Western Breach, et celui de l'aller-retour en 7 heures et 14 minutes en descendant du sommet par une voie différente de la montée. Ce second temps est amélioré par le Suisso-Équatorien Karl Egloff le 15 août 2014 en 6 heures 42 minutes et 24 secondes. Précédemment, les records étaient détenus respectivement par l'Italien Brunod qui a établi le temps de 5 h 38 min 40 s, par la Marangu Route, en 2001, et par le Tanzanien Simon Mtuy qui détenait depuis le 26 décembre 2004 le record de l'aller-retour le plus rapide en 8 h 27 min en étant monté par Umbwe Route et redescendu par Mweka Route. Ce dernier a également réalisé le temps le plus rapide sans assistance alimentaire en 9 h 19 min le 22 février 2006. Chez les femmes, la Britannique Rebecca Rees-Evans a vaincu le sommet en 13 h 16 min 37 s par le même itinéraire. La Française Vanessa Morales abaisse le record féminin en 11 h 33 en effectuant l'aller-retour sur la Mekwa Route le 31 août 2021. Le 13 mars 2023, l'Américain Tyler Andrews effectue l'aller-retour en 6 h 37 min 57 s en empruntant la Mweka Route. Il bat de cinq minutes le précédent record de Karl Egloff sur un itinéraire plus long d'un kilomètre.
Les plus jeunes personnes à avoir atteint le pic Uhuru sont les Américains Keats Boyd, le 21 janvier 2008, et Cash Callahan, en 2018, tous deux à l'âge de sept ans, alors qu'il est normalement interdit de le faire en dessous de l'âge de dix ans. Le 16 mars 2018, l'Américaine Montannah Kenney du Texas est devenue la plus jeune fille au sommet, seulement plus vieille de quelques jours que Cash Callahan,. La personne la plus âgée à atteindre le pic Uhuru est, à 88 ans le 20 juillet 2017, l'Américain Fred Distelhorst ; chez les femmes, la plus âgée, à 86 ans et 267 jours en 2015, est Angela Vorobeva,.

#### Alpinisme
La roche du Kilimandjaro n'est généralement pas très propice pour l'escalade. Toutefois, les pics du Mawenzi offrent quelques bonnes voies et le recul des glaciers du Kibo contribue à l'apparition de quelques parois verticales ou passages vertigineux sur certains tronçons de l'itinéraire Umbwe en particulier. Des autorisations spéciales et des décharges sont nécessaires pour les emprunter.
Breach Wall
Cette paroi est parfois comparée à la face nord de l'Eiger et propose un dénivelé entre 4 700 et 5 400 mètres. La voie directe, la plus naturelle, est appelée Messner & Renzler depuis que ces deux alpinistes l'ont ouverte le 31 janvier 1978 ; elle emprunte des rochers gelés et des couloirs vers les glaciers Balletto et Diamond et est cotée VI. D'autres voies moins connues empruntent cette paroi : la voie orientale réalisée par John Temple et Anthony Charlton les 22 et 23 décembre 1974 (V+), la voie Balletto par John Temple et Dave Cheesmond entre le 1er et le 4 avril 1975 (VI) et la voie Lortscher du nom de l'alpiniste qui l'a ouverte les 11 et 12 janvier 1972 (V).
Glacier Kersten
Les voies le long de ce glacier peuvent s'avérer difficiles à trouver en raison du relief, des conditions d'enneigement et des chutes de pierres et de glace l'après-midi. Elles sont cotées de III+ à VI. La première ascension par la voie originale est réalisée par Walter Welsch et Leo Herncarek entre le 20 et le 22 septembre 1962. La voie par le côté droit du glacier est réussie par Mark Savage et Iain Allan les 28 et 29 juillet 1976. Enfin, la voie directe est ouverte les 20 et 21 décembre 1975 par Ian Howell, Bill O'Connor et John Cleare,,.
Glacier Heim
Cette traversée est réalisée la première fois par A. Nelson, H.-J. Cooke et D.-N. Goodall en 1957. Elle est cotée III+. La partie inférieure peut s'avérer glissante si la neige laisse place à la glace ou à la roche. La partie supérieure est dominée par l'éperon du Window Buttress où il est possible de bivouaquer,,. Une voie directe démarrant entre les glaciers Heim et Kersten est ouverte par Robert Barton et David Morris les 29 et 30 décembre 1977. Elle est une des plus difficiles du Kilimandjaro et est cotée VI.
Glacier Decken
La base du glacier est étroite et pentue. Des chutes de pierres et de glace peuvent également survenir. Il est gravi pour la première fois le 12 janvier 1938 par E. Eisenmann et T. Schnackig en empruntant la voie originale qui démarre à 4 650 mètres d'altitude. La première en solitaire sur cette même voie est l'œuvre de Ante Mahote en 1964. En août 1974 une voie est ouverte dans le côté droit du glacier par M. Tudo, J. Montford, F. Schock et J. Kuhn. Les deux voies sont cotées III/IV.

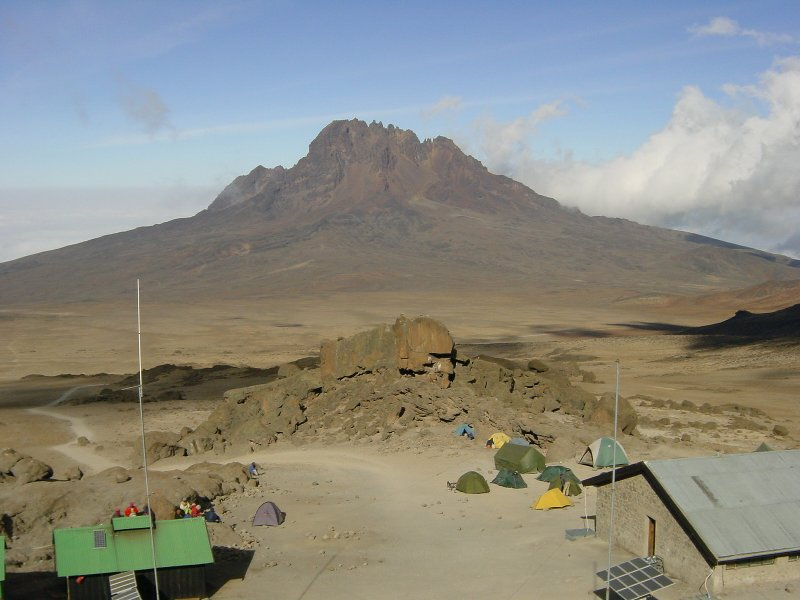
Le Mawenzi et The Saddle depuis le refuge Kibo.

Glacier Little Penck
La voie suit des couloirs de neige depuis le bas du glacier à 4 900 mètres d'altitude jusqu'à 5 700 mètres d'altitude avant l'escalade finale du pic Uhuru. Elle est cotée III depuis la première réalisée le 20 juin 1969 par D. Payne et D. King,.
Mawenzi
Le sommet offre deux voies principales permettant de relier le pic Hans Meyer et le Nordecke. La première, cotée II, emprunte une série de couloirs au-dessus de la partie supérieure gauche des éboulis de North West Corrie jusqu'à une arête rocheuse. Elle est ouverte en solitaire par R. F. Davies en janvier 1953. La seconde, cotée IV, démarre dans des éboulis entre l'éperon nord et l'arête nord-est. Une série d'arêtes et de fissures mène au sommet du Nordecke d'où il est possible d'atteindre le pic Hans Meyer via un col facile d'accès.

#### Refuges
Les itinéraires sont équipés de refuges de montagne de manière inégale. Marangu Route dispose des plus confortables (literie, eau, douches, électricité, cuisines). Autrement, il existe des camps à la fin de chaque journée de marche. Plusieurs de ces camps se situent à l'abri de grottes. Il est interdit de bivouaquer en dehors de ces zones pour des questions de sécurité. Certains camps portent le qualificatif de hut signifiant « refuge » (Machame Hut, Barranco Hut) mais sont tout juste équipés de quelques commodités sans toutefois offrir de possibilité pour se restaurer ou dormir.
School Hut ou Outward Bound Hut

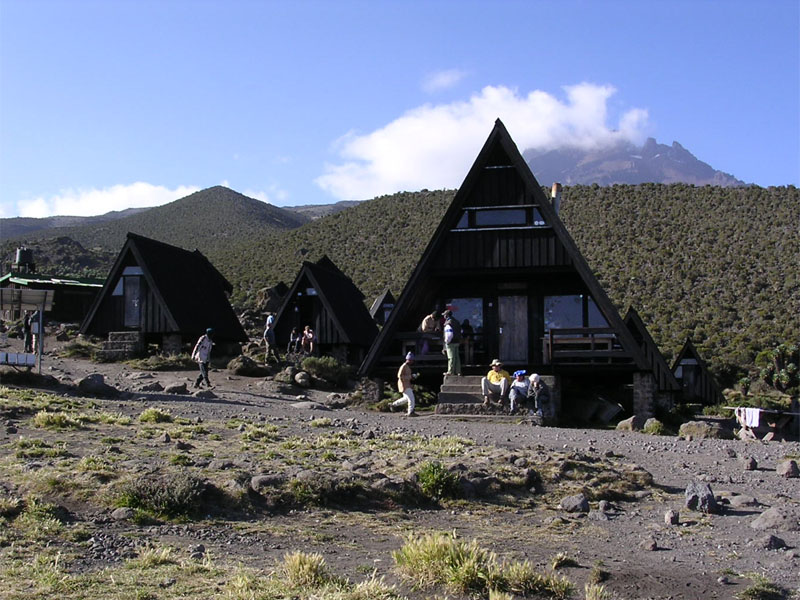
Refuge Horombo.

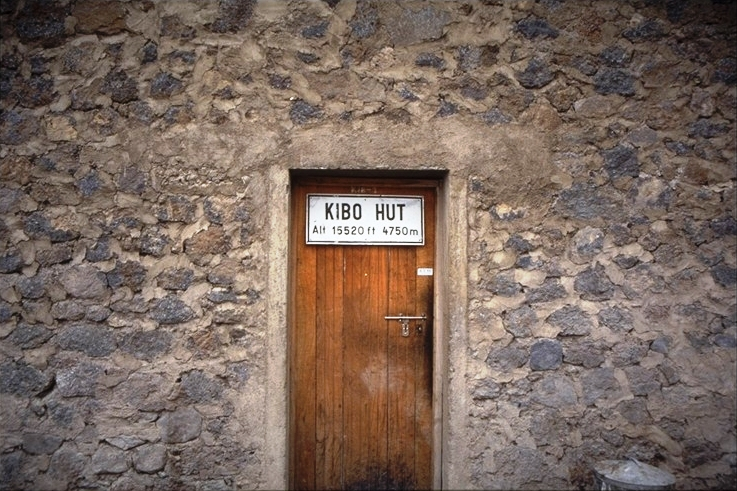
Entrée du refuge Kibo.

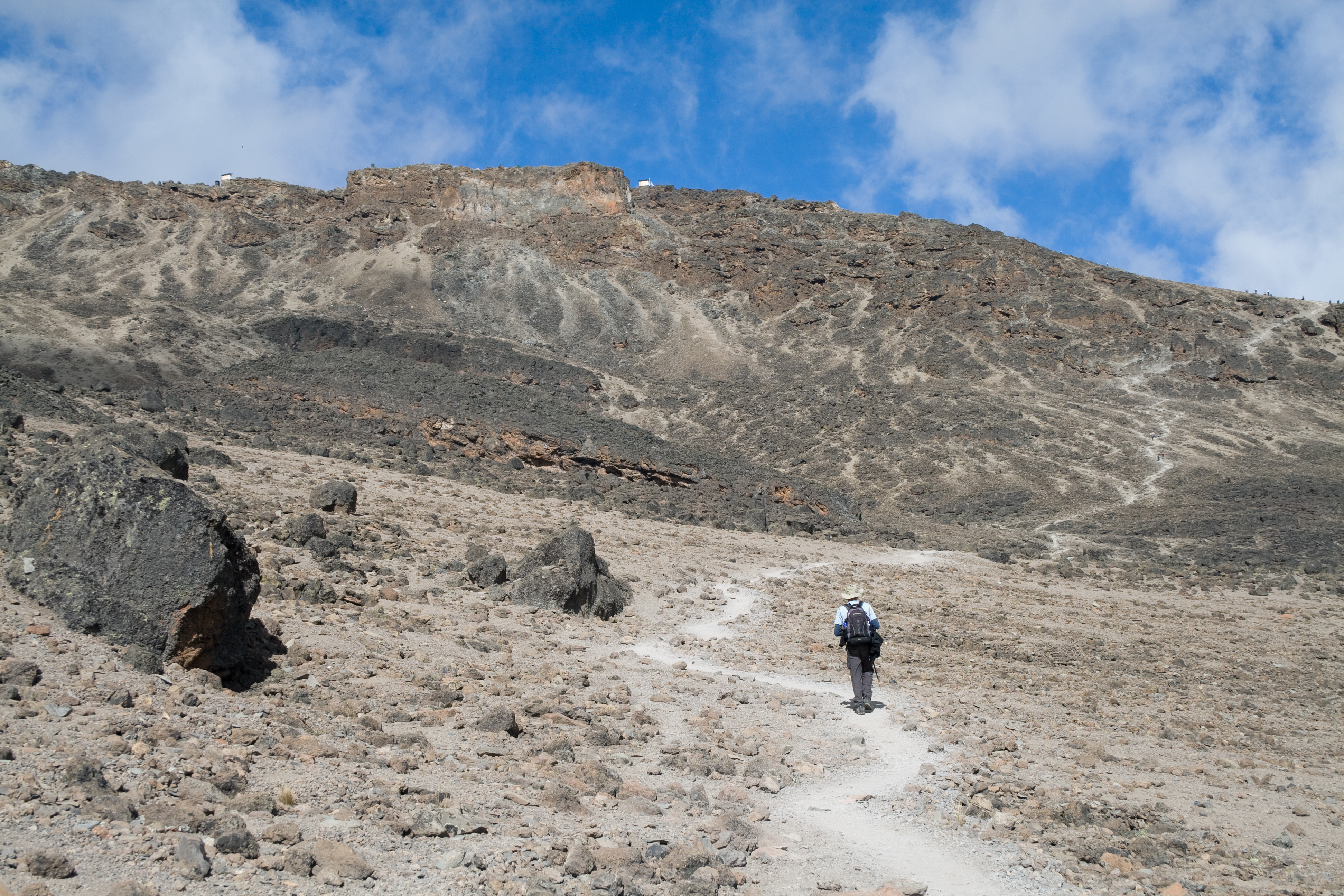
Sentier sur Mweka Route vers les refuges Barafu sur la crête.

Ce refuge est situé à 4 800 mètres d'altitude sur Rongai Route. Il était connu sous le nom de Outward Bound Hut avant que ce nom soit abandonné par les autorités du parc. Il n'est plus utilisé comme dortoir en raison de son délabrement.
Mawenzi Tarn Hut
Ce refuge est situé à 4 315 mètres d'altitude sur Rongai Route. Il a été construit dans les années 1970 au pied d'un cirque naturel en contrebas du Mawenzi. Il est cependant laissé à l'abandon.
Mandara Hut
Ce refuge est situé à 2 700 mètres d'altitude sur Marangu Route après une première journée de marche. Sa construction date d'avant la Première Guerre mondiale. Il est d'abord baptisé Bismarck Hut, du nom du chancelier impérial allemand. Le bâtiment d'origine n'existe plus ; il a été remplacé par plusieurs refuges en bois avec des fonds norvégiens. Le principal dispose d'une salle à manger. Au total, ils disposent de 60 à 80 lits.
Horombo Hut
Ce refuge est situé à 3 720 mètres d'altitude sur Marangu Route. C'est le deuxième sur cet itinéraire. Il dispose de 120 lits répartis en plusieurs chalets en bois, soit une capacité double par rapport aux autres refuges situés sur cet itinéraire parce qu'il sert aussi bien à la montée qu'à la descente.
Kibo Hut
Ce refuge en pierre est situé à 4 703 mètres d'altitude après la jonction entre Marangu Route et Rongai Route. Il dispose de 60 lits.
Mweka Hut
Ce refuge est situé à 3 100 mètres d'altitude sur Mweka Route. Il a été construit dans les années 1960. Inutilisé à la descente, il est désormais fermé depuis que la montée par cet itinéraire est interdite et se trouve dans un état de délabrement avancé.
Barafu Hut
Ce refuge est situé à 4 673 mètres d'altitude après la jonction entre Mweka Route et Umbwe Route. Il est constitué de deux abris très sommaires établis dans les années 1960 où il est parfois préférable de camper.
Moir Hut
Ce refuge est situé à 4 200 mètres d'altitude après la jonction entre Lemosho Route, Shira Route et Machame Route.

## Le Kilimandjaro dans la culture populaire

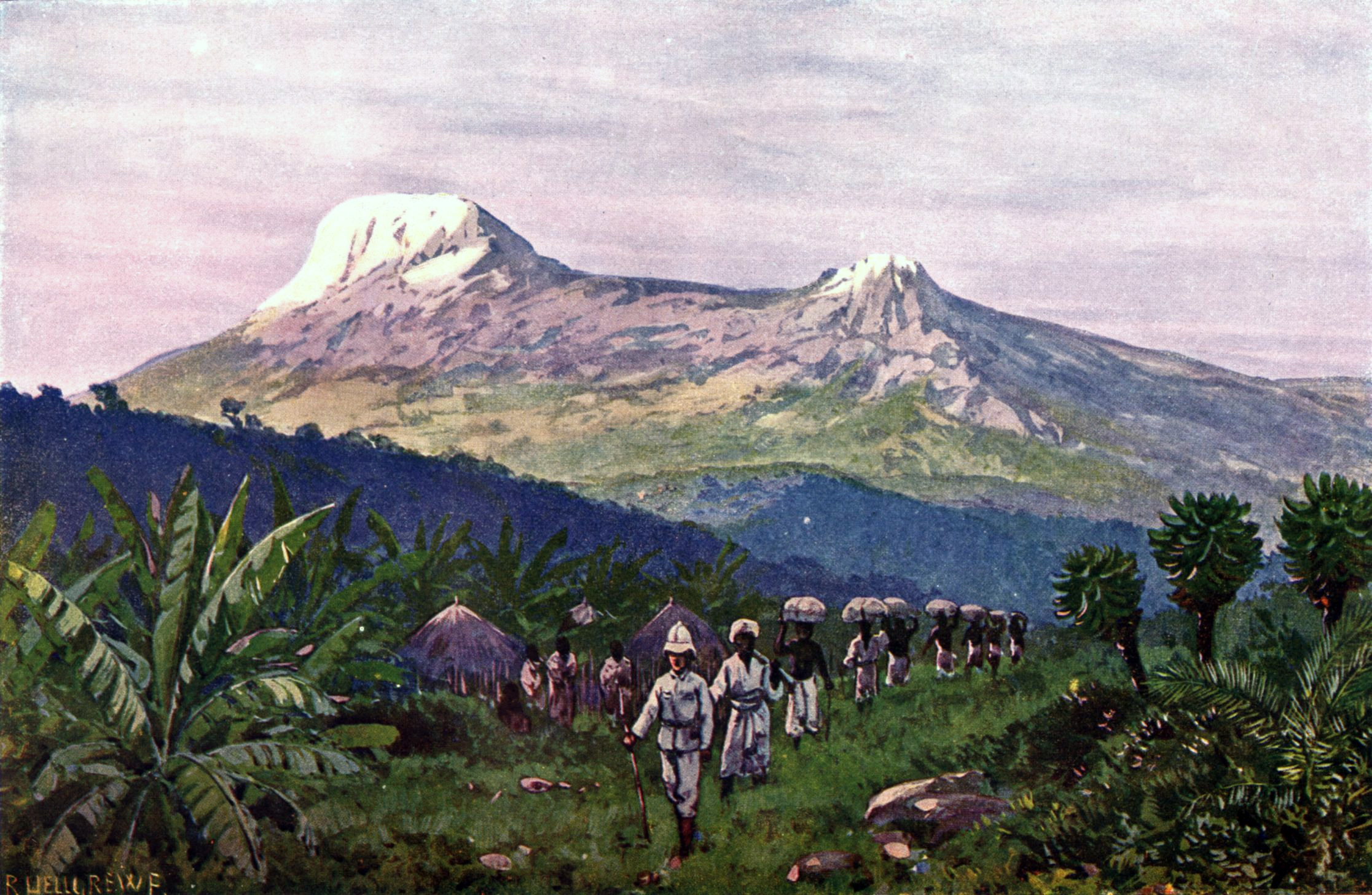
Tableau de 1911 représentant une scène de la colonisation allemande avec pour toile de fond le Kilimandjaro.

Le statut du Kilimandjaro a évolué d'une dimension mythique jusqu'au milieu du XIXe siècle, en raison des récits oniriques de l'Antiquité, des fantasmes d'Eldorado de la Renaissance, des récits sacrés et finalement de la présence supposée de neige à son sommet, à emblématique au fur et à mesure que les missionnaires et les explorateurs sont venus prouver l'existence de glaciers et étudier la géographie de la montagne. Il demeure pourtant dans l'imaginaire iconographique et textuel un lieu évoquant les récits bibliques (grands animaux, image du « bon sauvage ») et le berceau de l'Humanité (découvertes archéologiques). De là, il n'y a qu'un pas pour que le randonneur ait l'impression d'effectuer un pèlerinage vers le « toit de l'Afrique » en puisant dans ses ressources physiques comme mentales.
La littérature évoque l'aspect fantastique du Kilimandjaro :

« Ensuite, ils commencèrent à prendre de l’altitude en direction de l’est, semblait-il ; après quoi, cela s’obscurcit et ils se trouvèrent en pleine tempête, la pluie tellement drue qu’on eût cru voler à travers une cascade, et puis ils en sortirent et Compie tourna la tête et sourit en montrant quelque chose du doigt et là, devant eux, tout ce qu’il pouvait voir, vaste comme le monde, immense, haut et incroyablement blanc dans le soleil, c’était le sommet carré du Kilimandjaro. Et alors il comprit que c’était là qu’il allait. »

— Ernest Hemingway, Les Neiges du Kilimandjaro (1936)

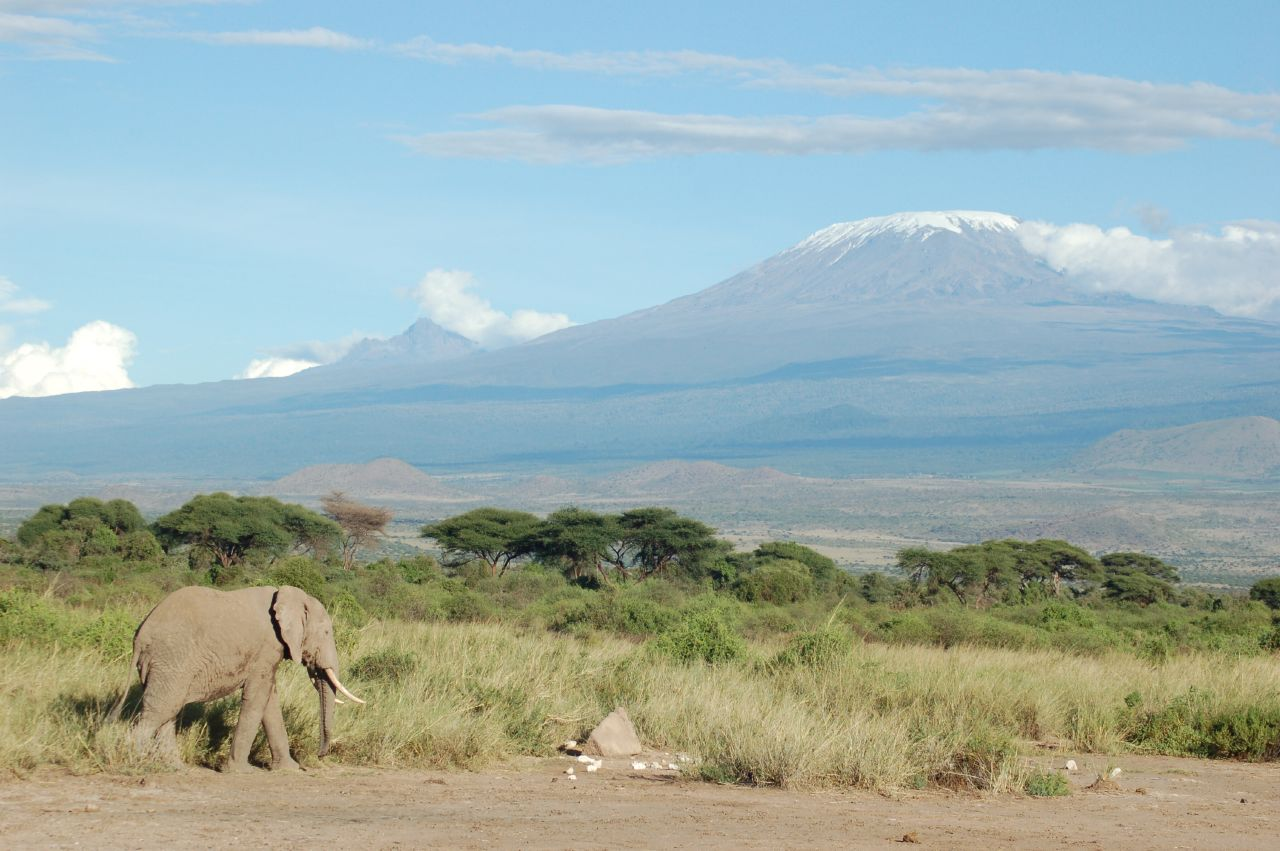
Vue « classique » d'un éléphant avec le Kilimandjaro en arrière-plan.

Dans Le Lion de Joseph Kessel (1958), alors que le narrateur séjourne dans une réserve du Kenya peuplée de Maasaï, la montagne est en toile de fond. Ses dimensions imposantes sont rappelées tout au long du roman et ses neiges souvent évoquées : « les derniers feux du soleil sur la neige du Kilimandjaro ». Il en est également question par exemple dans Cinq semaines en ballon de Jules Verne (1863).
En chanson, Pascal Danel sort en 1966 Kilimandjaro dont les paroles semblent inspirées de la nouvelle de Hemingway ; c'est un succès international qu'il adapte en six langues différentes et qui sera repris dans plus de 180 versions :
Il n'ira pas beaucoup plus loin

La nuit viendra bientôt

Il voit là-bas dans le lointain

Les neiges du Kilimandjaro

[...]

Voilà sans doute à quoi il pense

Il va mourir bientôt

Elles n'ont jamais été si blanches

Les neiges du Kilimandjaro

Jean Ferrat évoque en ces mots le Kilimandjaro, dans un texte du même titre, en 1985 :
Que la vie c'est du terre à terre

Qu'on peut pas être himalayen

Sept jours sur sept et qu'il s'avère

Qu'il faut savoir être moyen

Tu comprends pas c'est ça qu'est triste

Que j'aimerais vivre moins haut

Être un amoureux plus simpliste

Avoir l'altitude à zéro
Pour sa part, Pierre Perret console son ami en l'emmenant « faire un pique-nique en haut du Kilimandjaro » (Mon p'tit loup) tandis que Michel Sardou fait rimer « le toit du Kilimandjaro et la montagne Eldorado » (Dans ma mémoire, elle était bleue). En 1981, Carlos Santana écrit un morceau instrumental titré Tales of Kilimanjaro.
Au cinéma, Mino Guerrini réalise en 1986 Les mines du Kilimandjaro, un film italien qui raconte l'histoire d'un lycéen américain recherchant des diamants près de la montagne dans les années 1930. Il doit affronter les Nazis, des gangsters chinois et des tribus locales. Dans un autre registre, le volcan apparaît dans Le Roi lion 2.

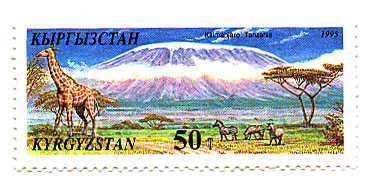
Représentation du Kilimandjaro sur un timbre du Kirghizistan émis en 1995.

L'évolution de l'image du Kilimandjaro dans l'imaginaire collectif accompagnée du succès que la montagne acquiert dans les arts à la suite du siècle des Lumières puis du développement du tourisme est sans doute responsable de l'engouement dont il bénéficie au fur et à mesure que les supports se diversifient : tissus (batiks), estampes, lithographie, gravure sur cuivre et acier, photographie, etc. Pourtant, ses dimensions et les carcans posés par les pratiques artistiques ont longtemps été un frein à la diversification de sa représentation. Il figure souvent en toile de fond de vues composées avec des animaux sauvages, une flore exotique ou des guerriers maasaï en premier-plan. Ces représentations sont principalement le reflet des préjugés culturels et des stéréotypes occidentaux sur l'Afrique. Les premiers temps, elles ont un aspect inquiétant ; puis elles se font plus romantiques. Une constante est de l'entourer de nuages, d'abord pour évoquer son côté mystérieux, puis sa dimension spirituelle et enfin sa hauteur. Monseigneur Le Roy est un de ceux qui ont produit le plus de gravures sur le Kilimandjaro (une œuvre remarquable est Le Kilima-Njaro, vue prise du Matchamé, en 1893). Il est aussi un des premiers, avec J. Chanel, à prendre des photographies de la montagne dans les années 1890. La fragilité des premières pellicules cause des problèmes de surexposition. Ainsi, les difficultés inhérentes à cette technique pourtant plus authentique constituent longtemps une de ses faiblesses, mais elle va permettre de diversifier les vues du sommet. La publicité s'empare du symbole ; il devient le logotype de marques d'eau minérale, de bière, de café, de thé, de cigarettes, d'agences touristiques ou encore de chaînes hôtelières, et est repris dans des slogans : « Air Tanzania, les ailes du Kilimandjaro » ou « la Tanzanie, terre du Kilimandjaro et de Zanzibar » (State Travel Service). Il est partagé par les Tanzaniens et les Kenyans selon que le couple Kibo-Mawenzi est représenté dans un sens ou dans l'autre. Il n'échappe pas non plus aux pièces de monnaie et aux timbres. Enfin, avec le tourisme de masse, la carte postale semble retrouver le conformisme attendu des premières représentations artistiques à deux plans : elle doit dresser les richesses naturelles et l'identité de la région,.

#### Bases de données et dictionnaires
- Ressources relatives à la géographie :   - Global Volcanism Program
  - Peakbagger.com
  - SummitPost
  - Volcano Global Risk Identification and Analysis Project
- Ressource relative à la bande dessinée :   - Comic Vine
- Notices dans des dictionnaires ou encyclopédies généralistes :   - Britannica
  - Den Store Danske Encyklopædi
  - Gran Enciclopèdia Catalana
  - Internetowa encyklopedia PWN
  - Larousse
  - Nationalencyklopedin
  - Store norske leksikon
  - Treccani
  - Universalis
- Notices d'autorité :   - VIAF
  - BnF (données)
  - IdRef
  - GND
  - Espagne
  - Israël
  - Vatican
  - Tchéquie
  - Brésil